# Biserica de lemn din Păușa, Bihor

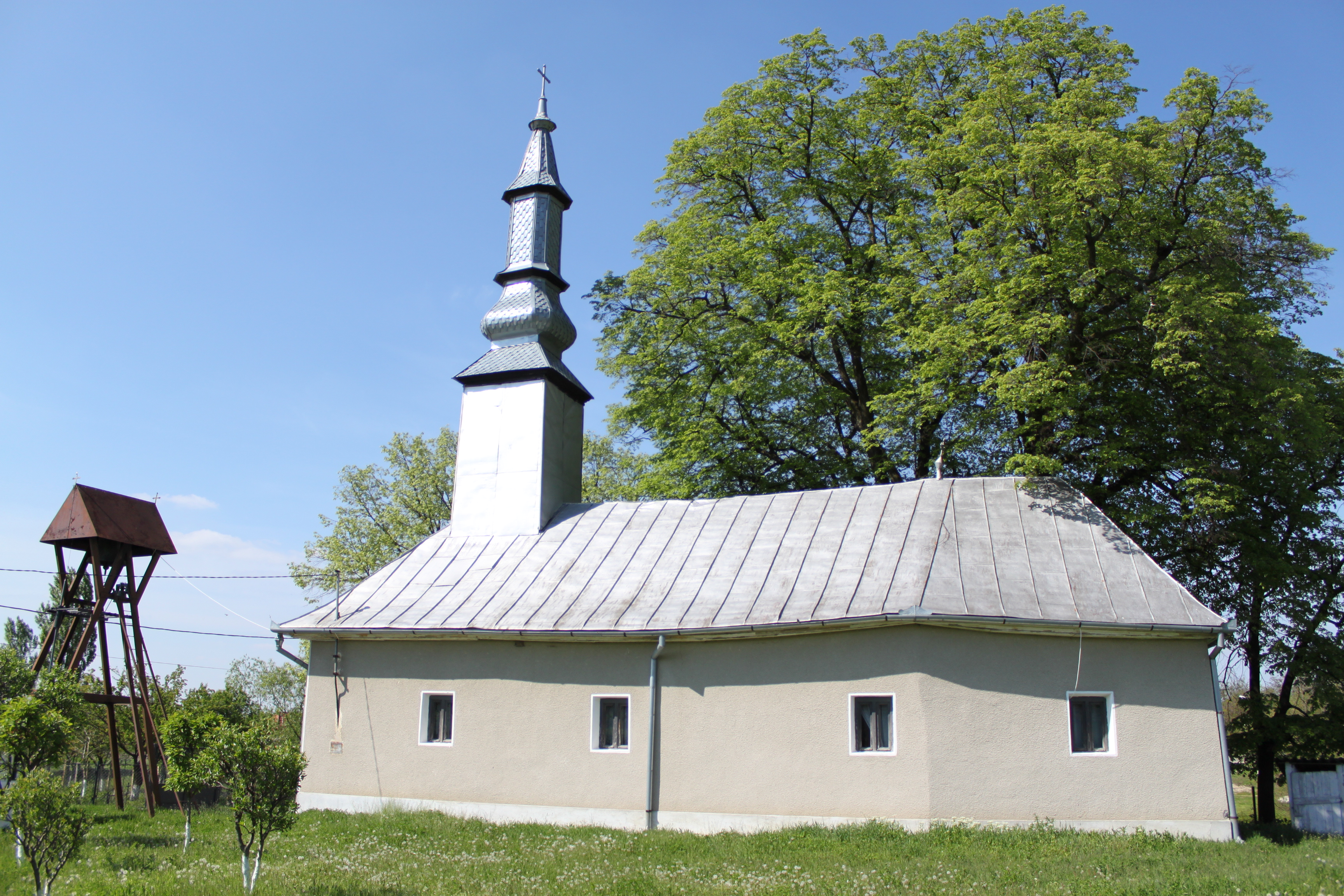
Biserica de lemn din Păuşa, judeţul Bihor

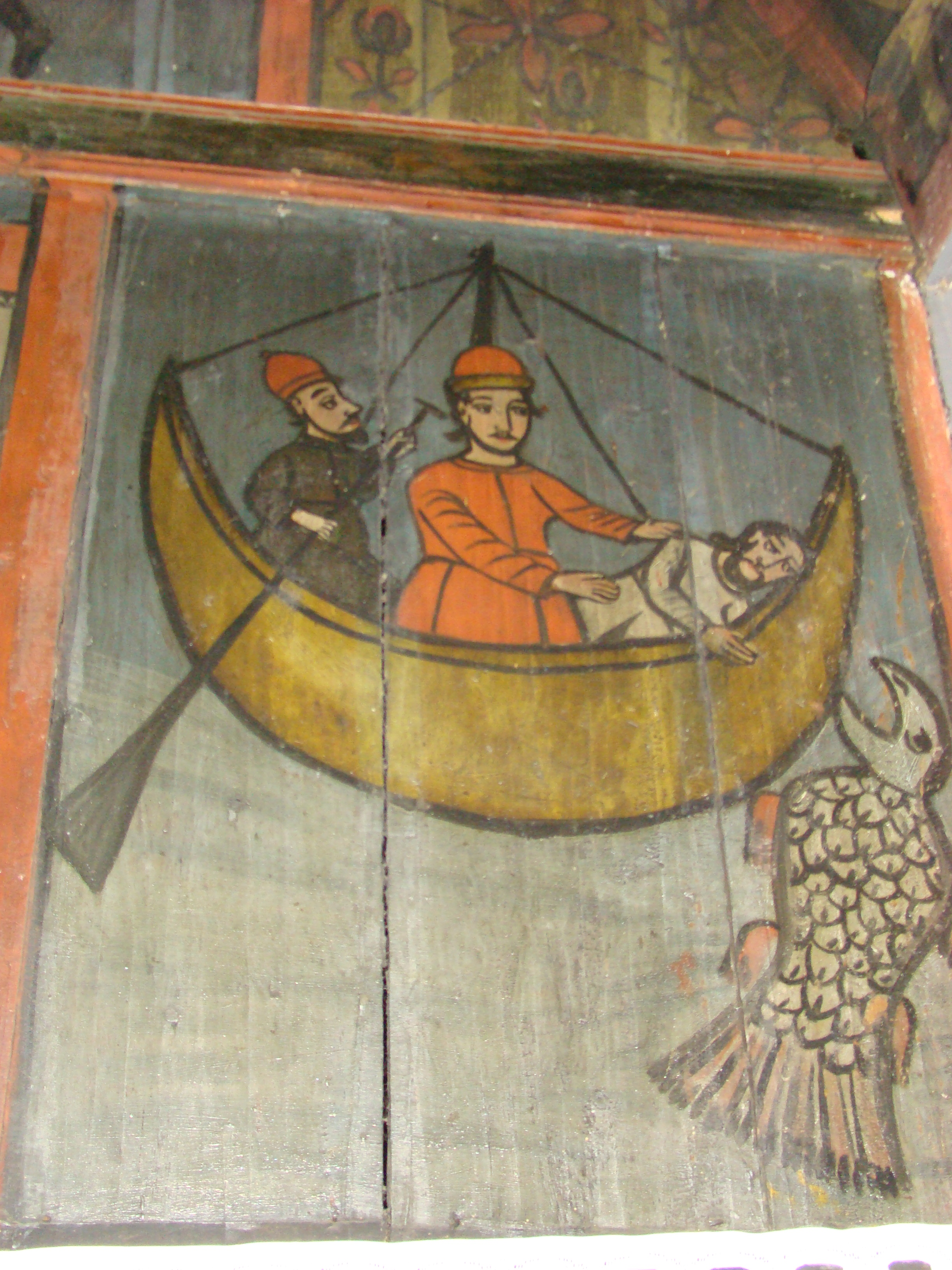
Sf.Prooroc Iona şi Chitul, fugarul dinaintea lui Dumnezeu urmează a fi înghiţit de către peştele uriaş

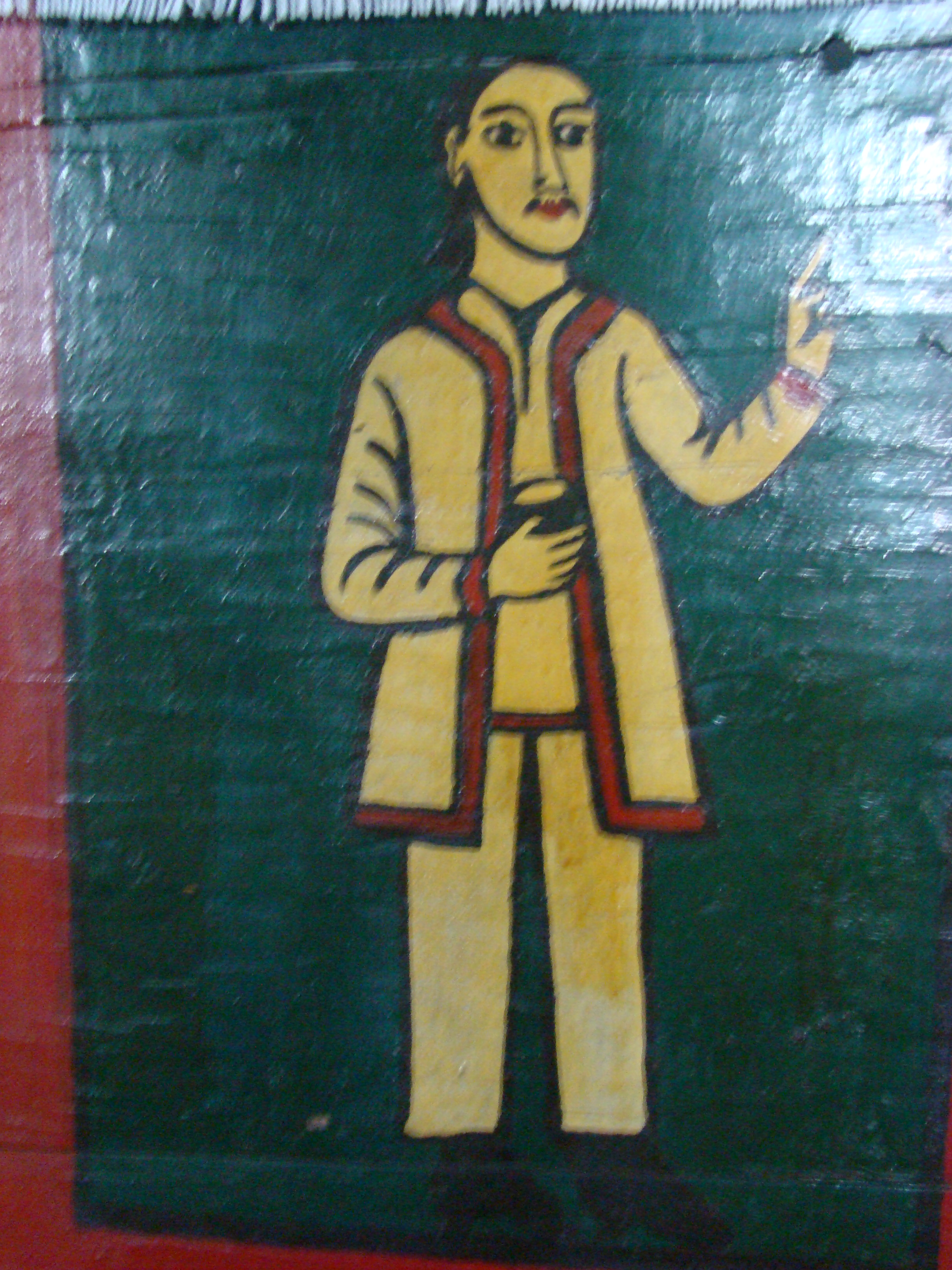
Zugravul Ioan Lopoşan, din Păuşa (Bihor), autoportretul său s-a păstrat pe strana stângă a bisericii din Păuşa

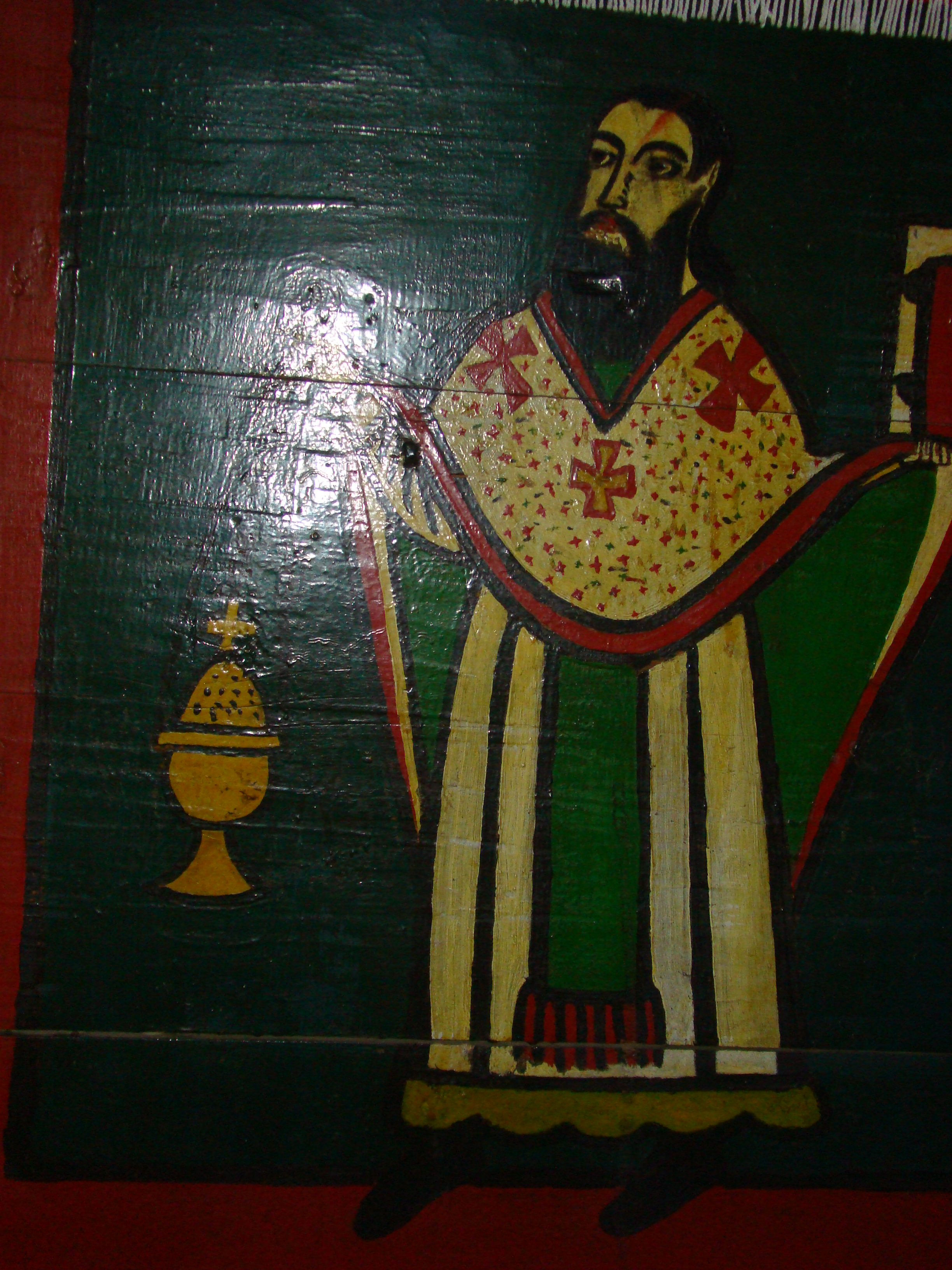
Isaia Lopoşan

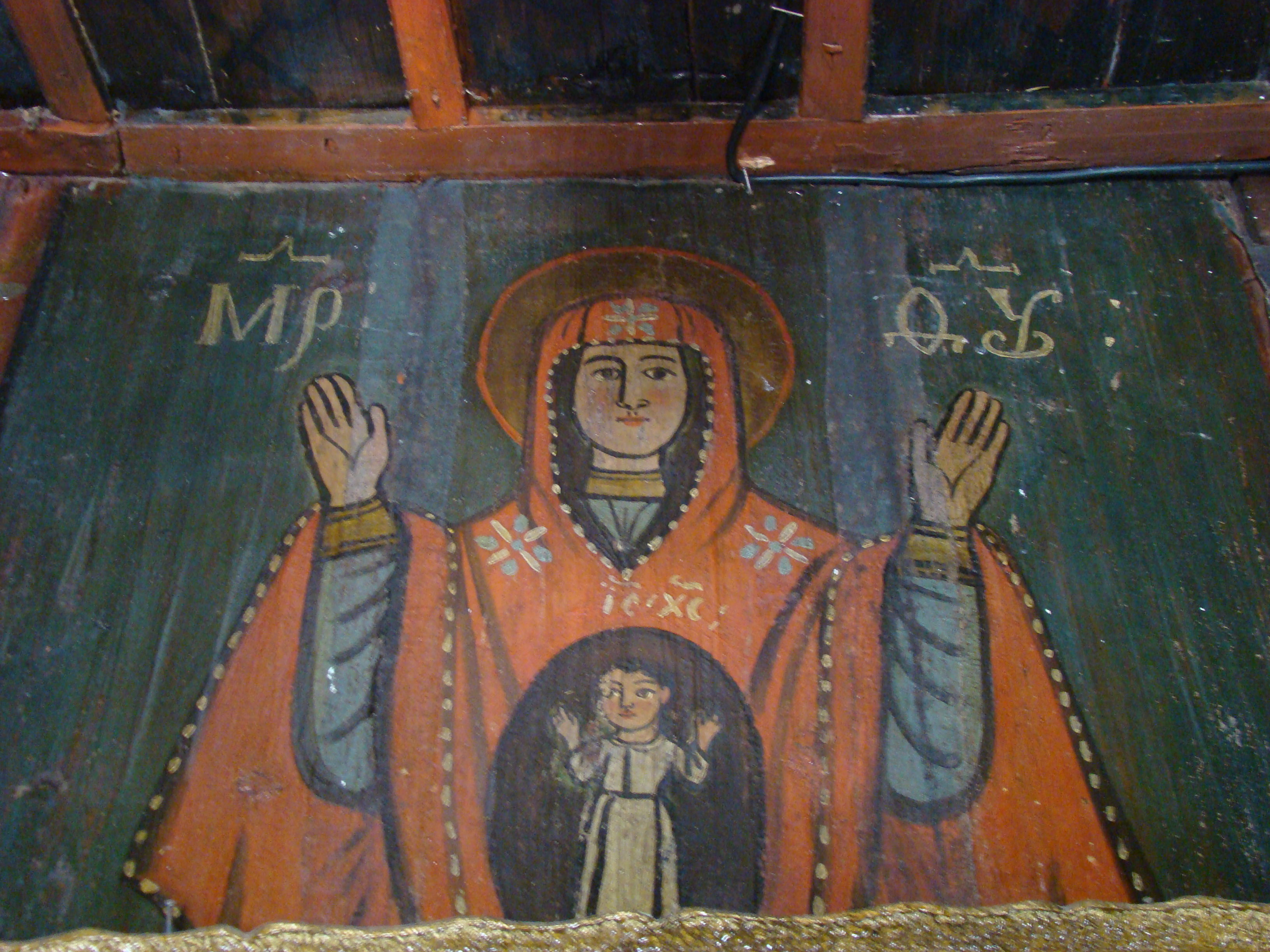
Maria Orantă

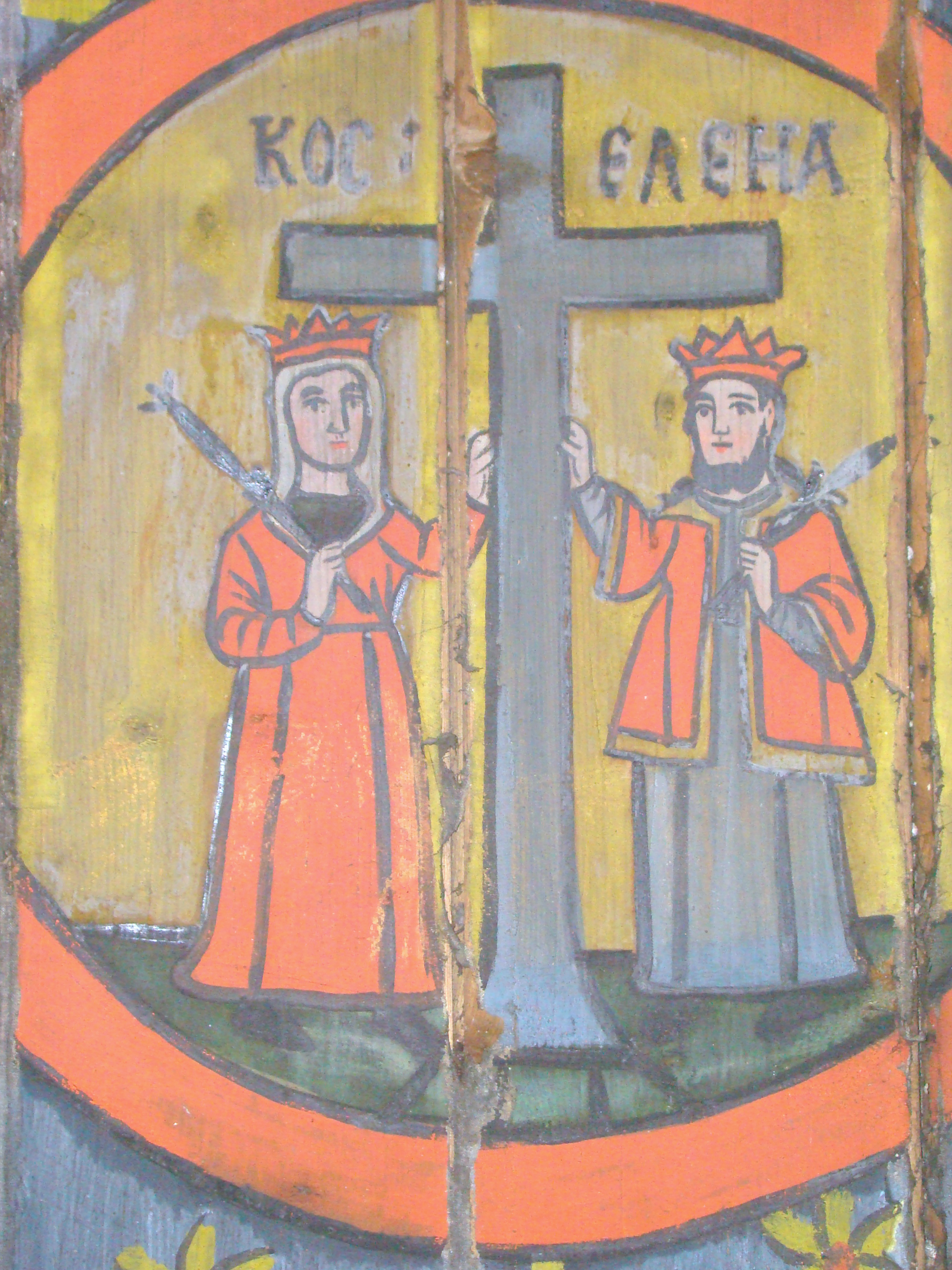
Sfinţii Mari Împăraţi Constantin şi Elena pe cerimea naosului bisericii din Păuşa

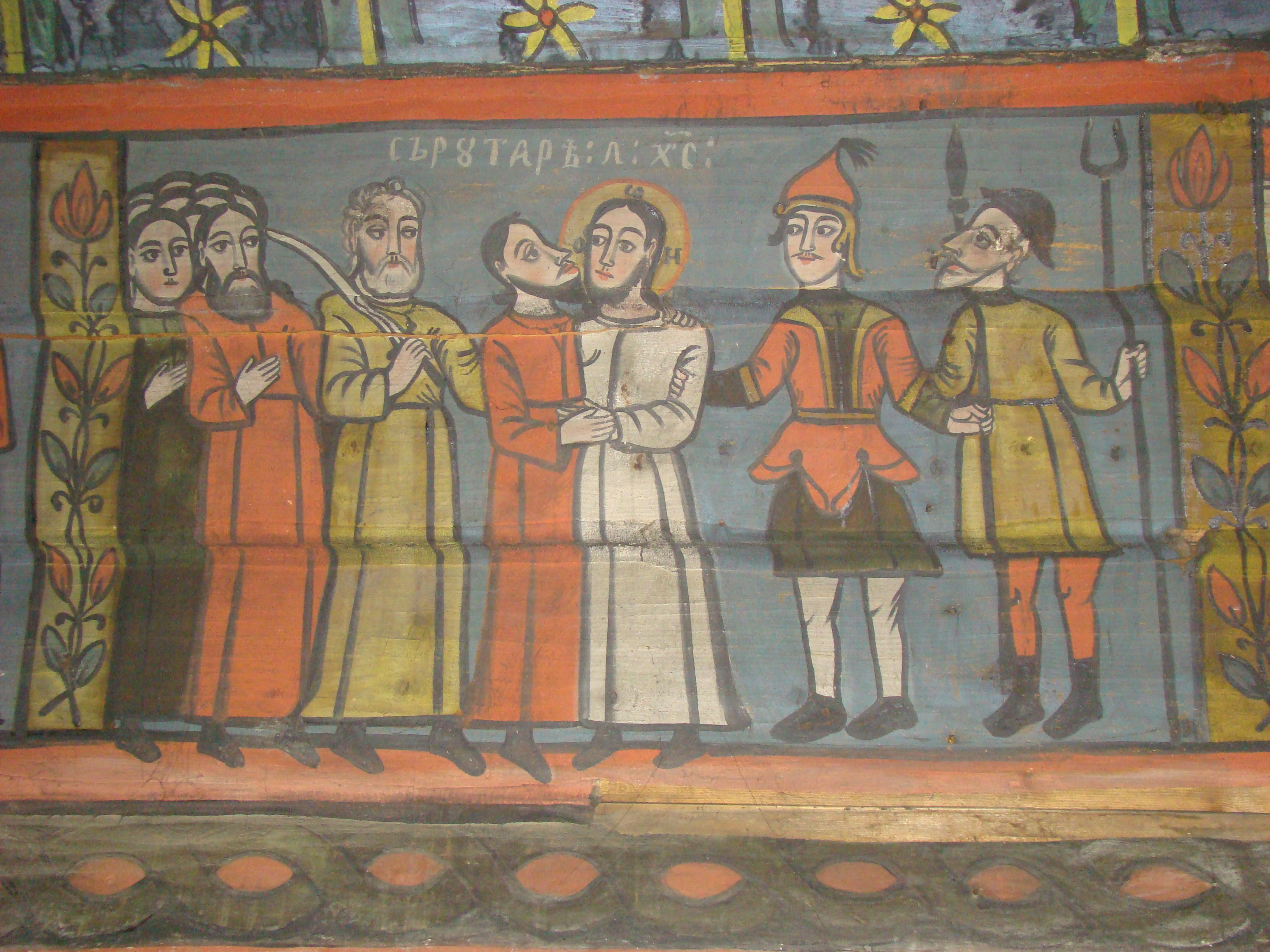
Sărutul lui Iuda

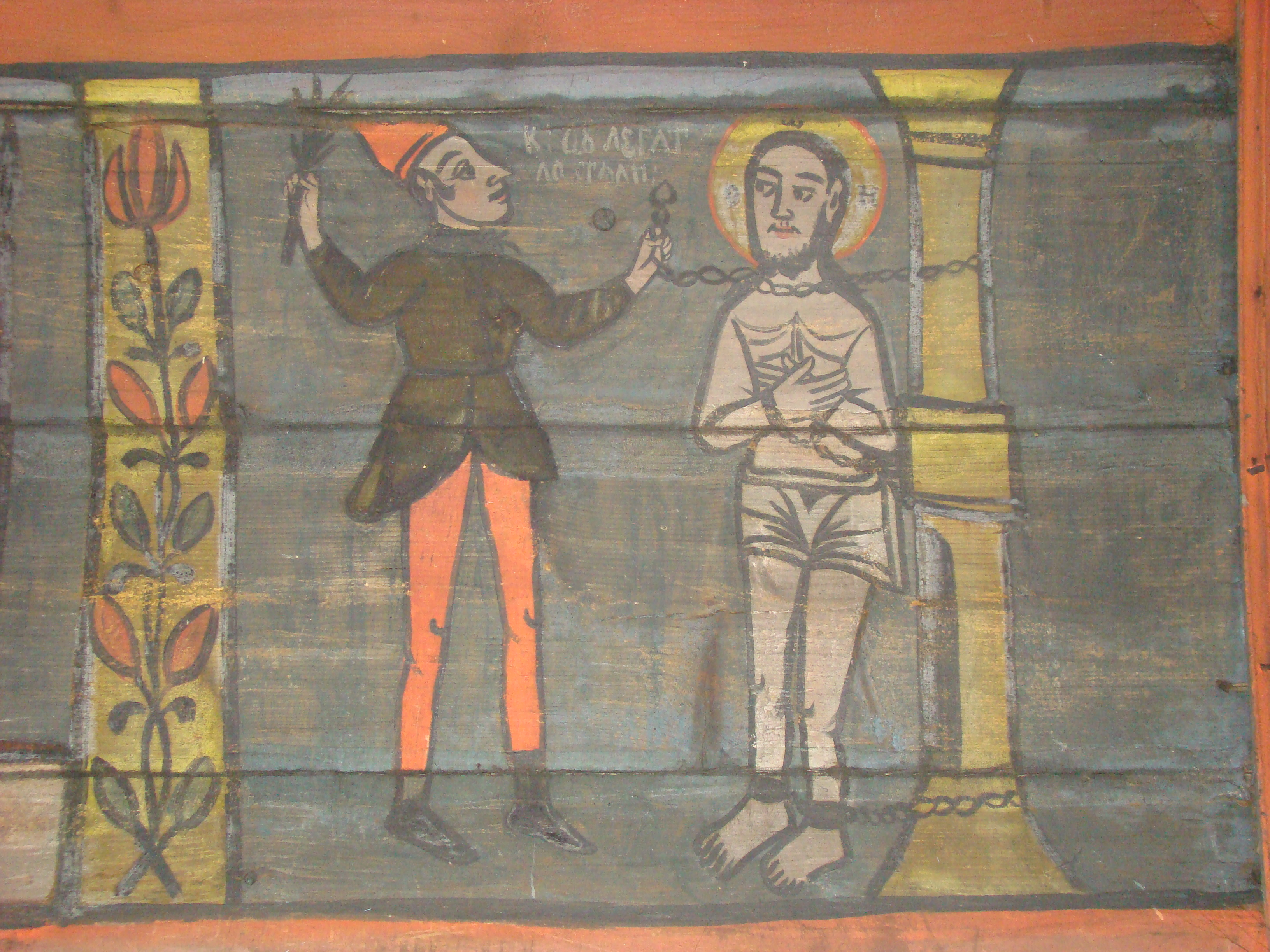
Biciuirea lui Isus

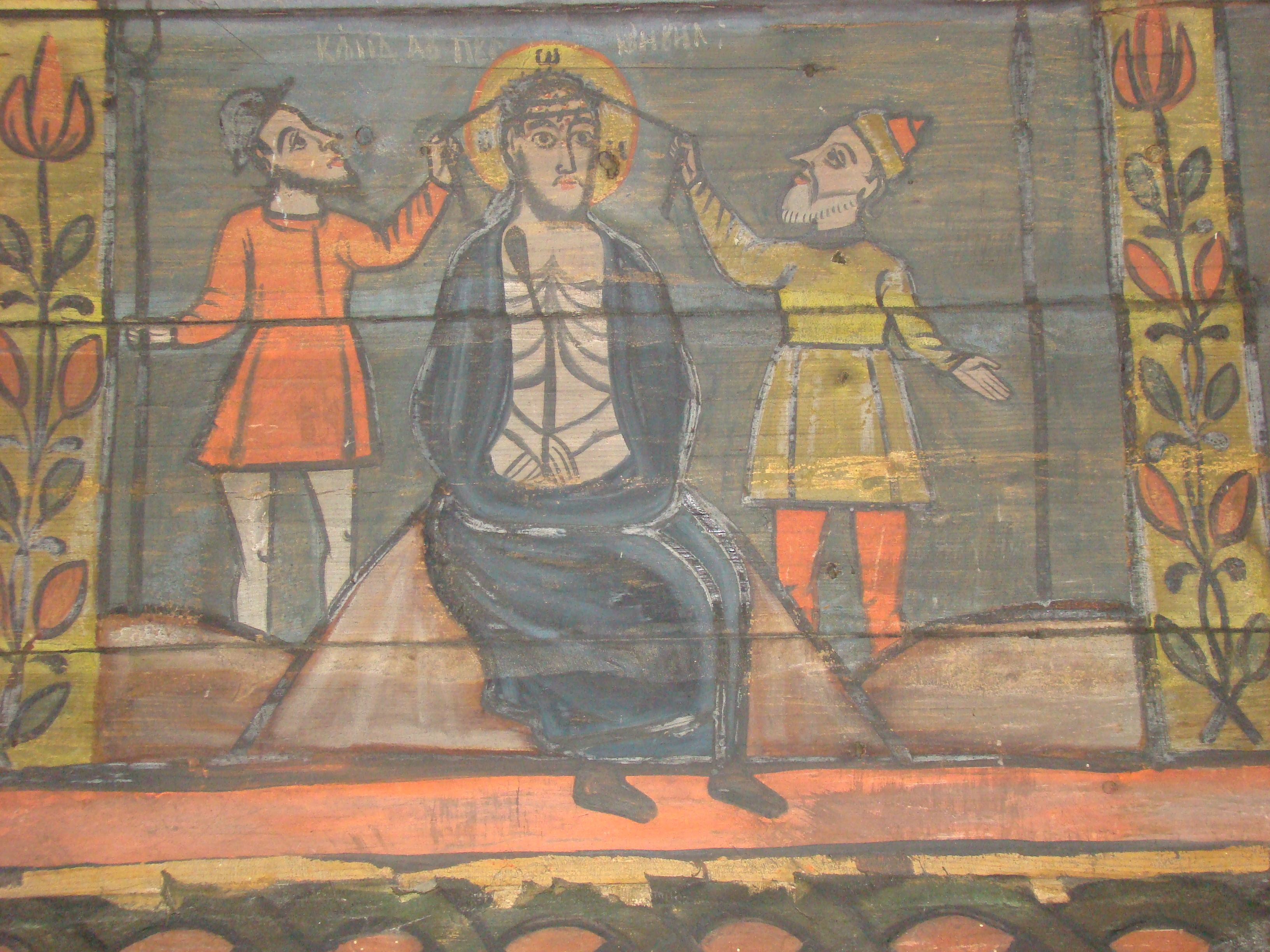
Încununarea lui Isus cu spini

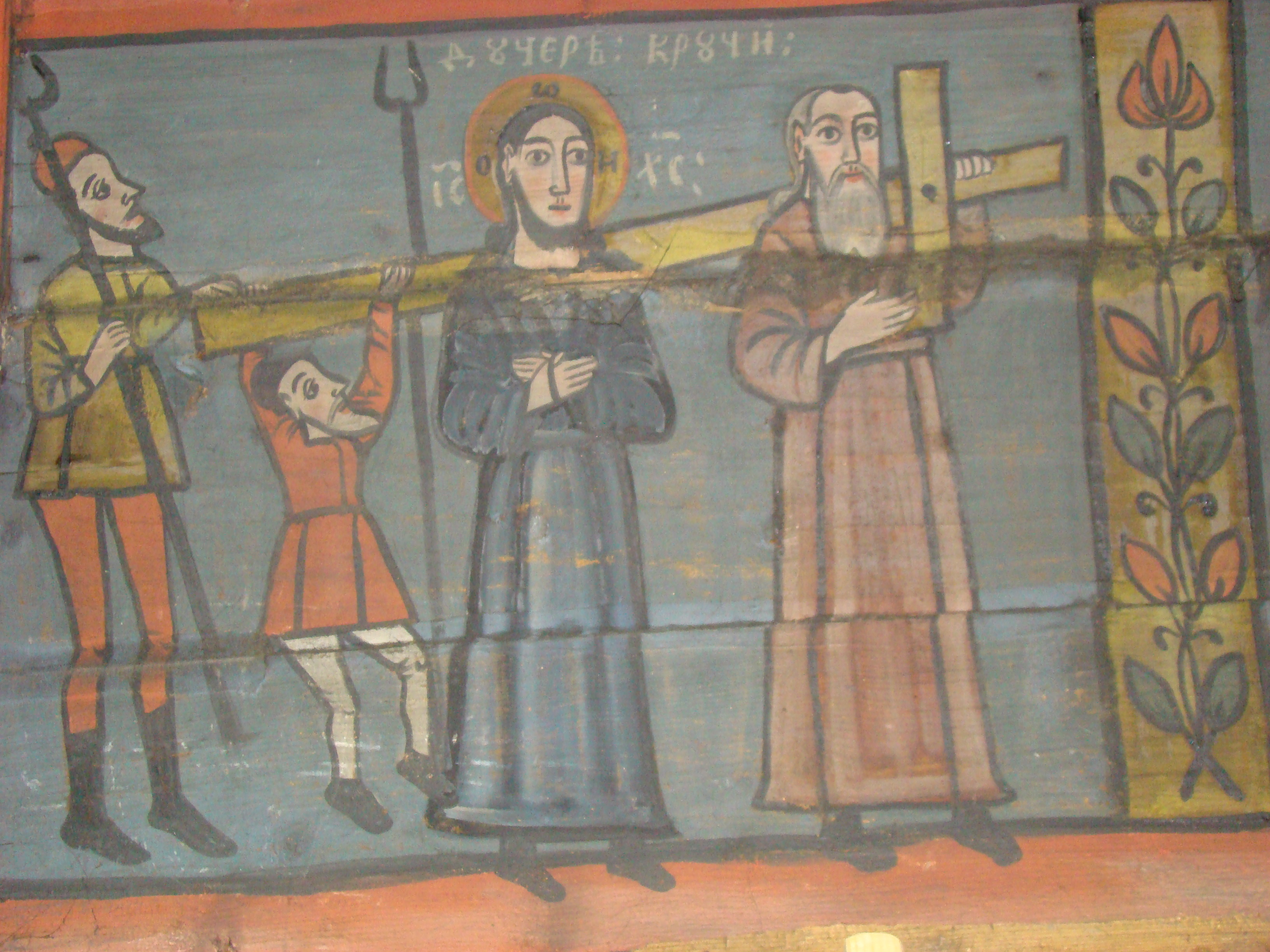
Purtarea crucii

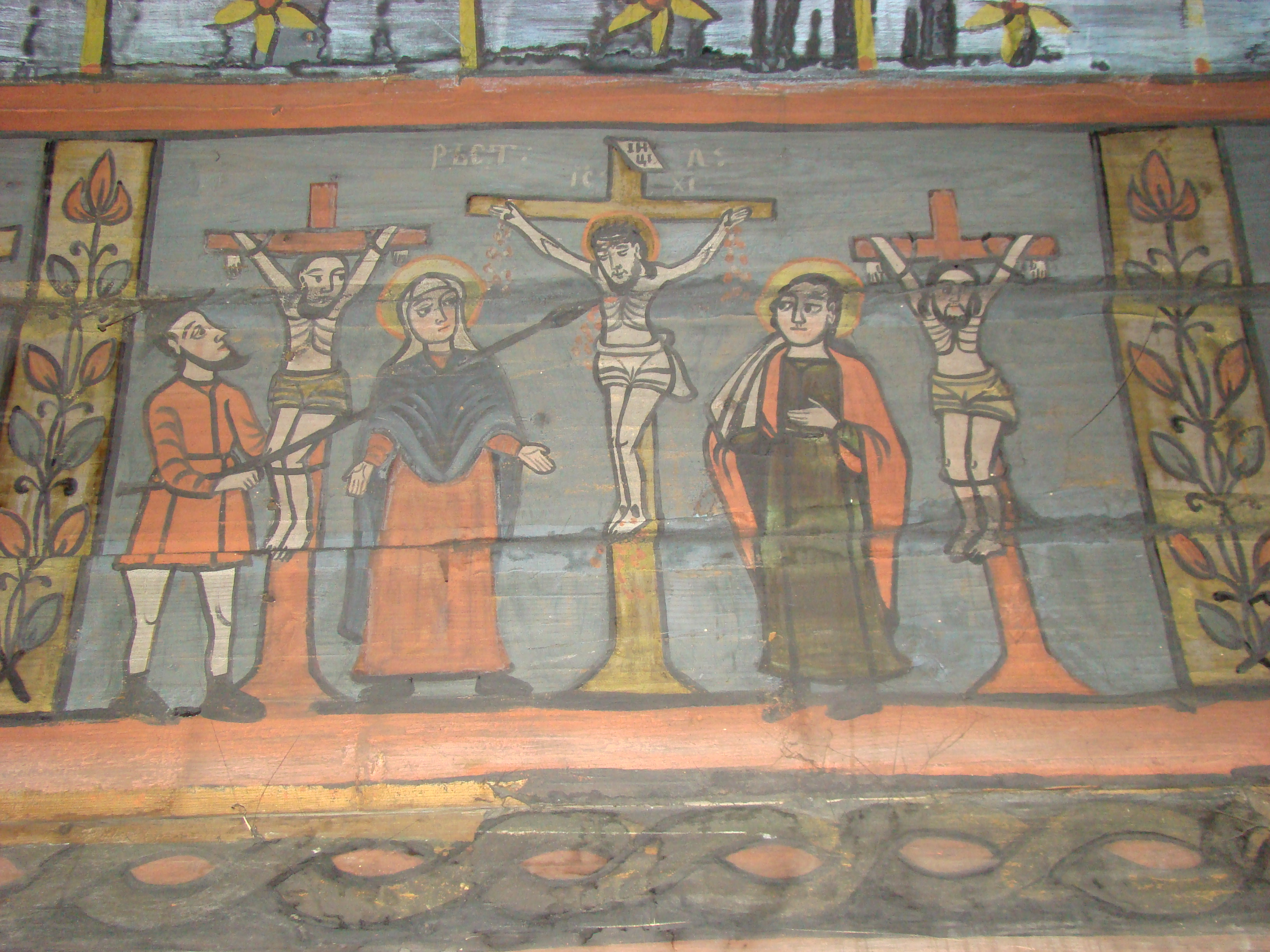
Răstignirea

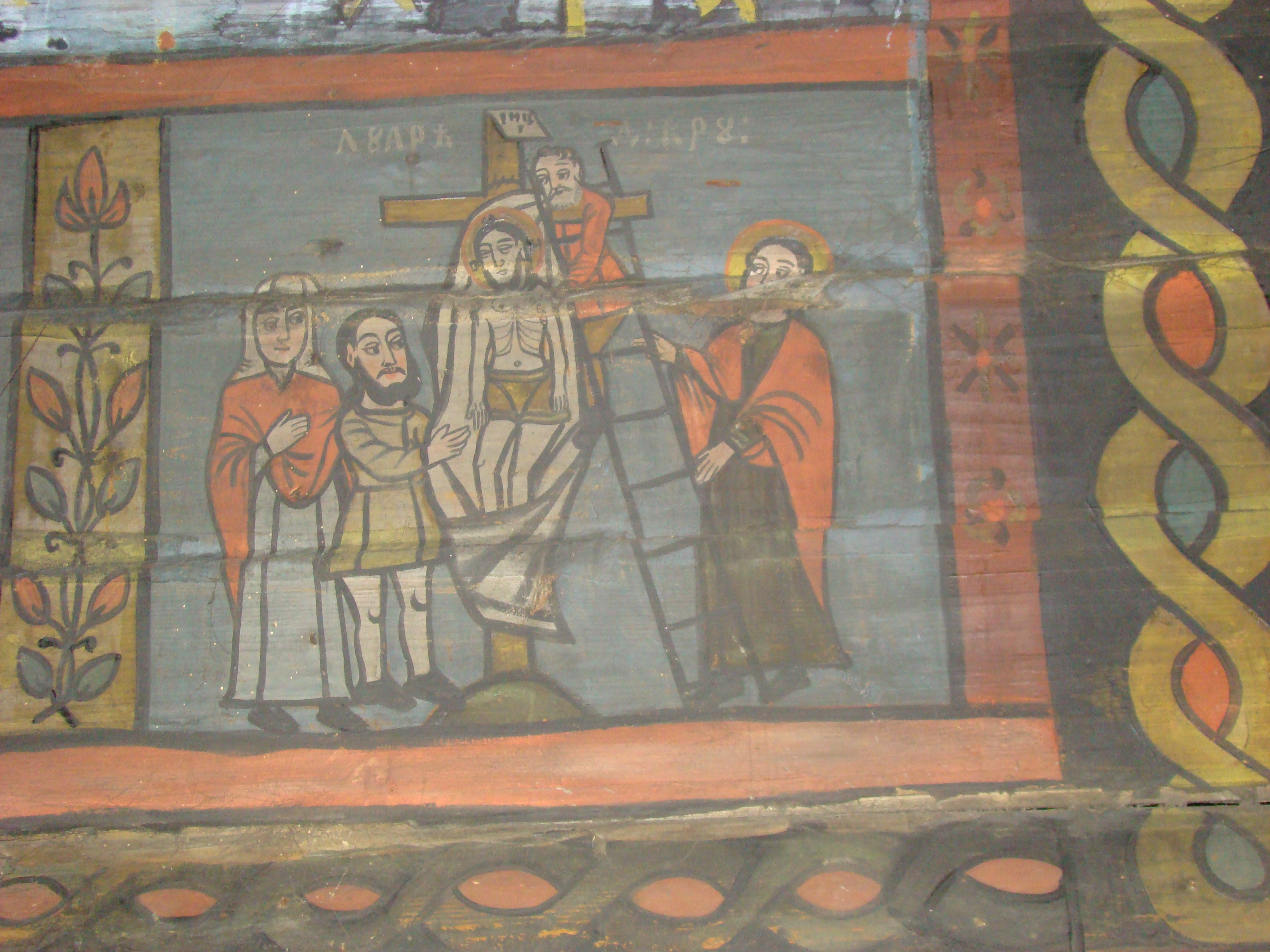
Coborârea de pe cruce

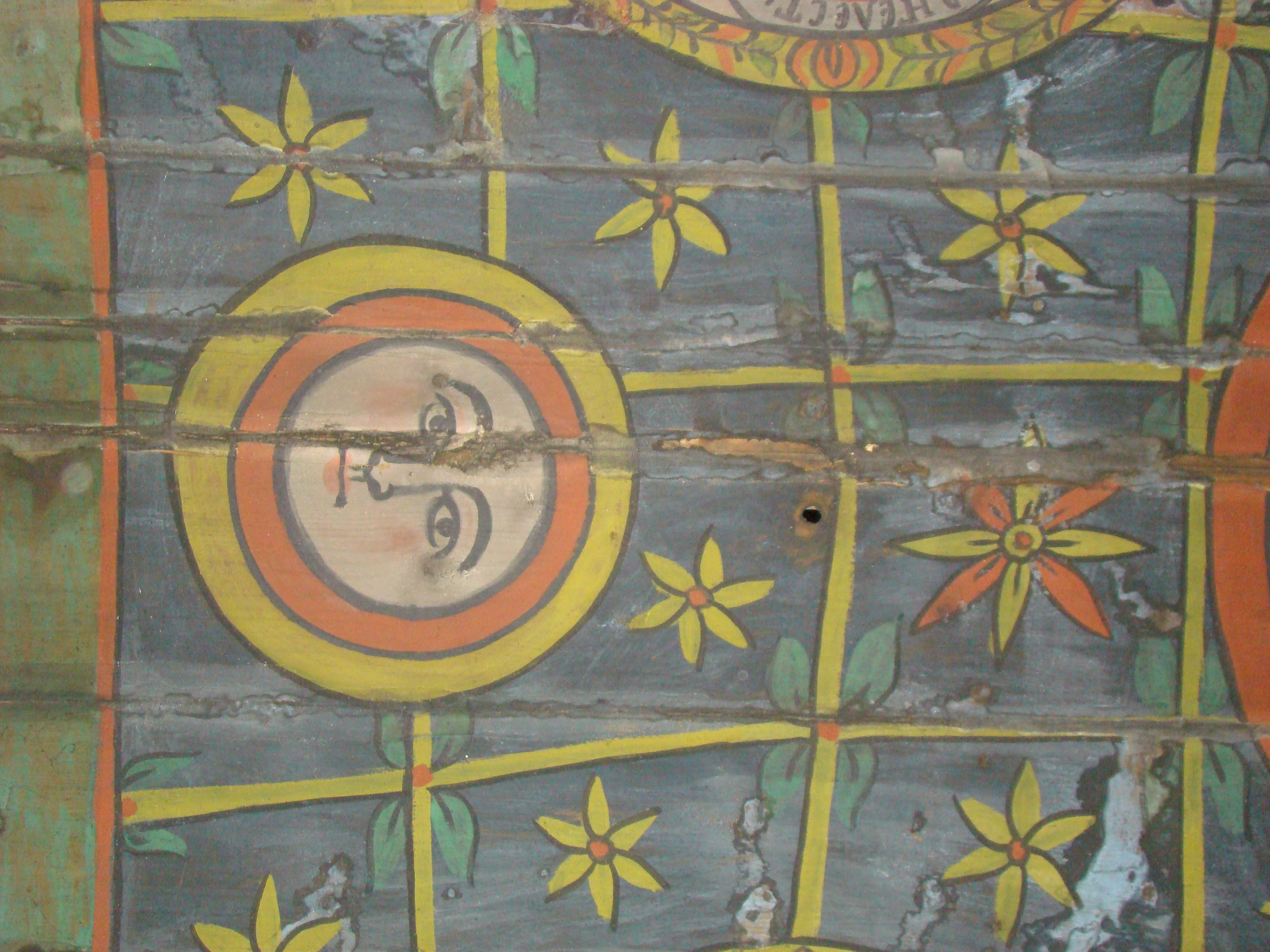
Chipul antropomorf al Soarelui pe cerimea naosului bisericii din Păuşa

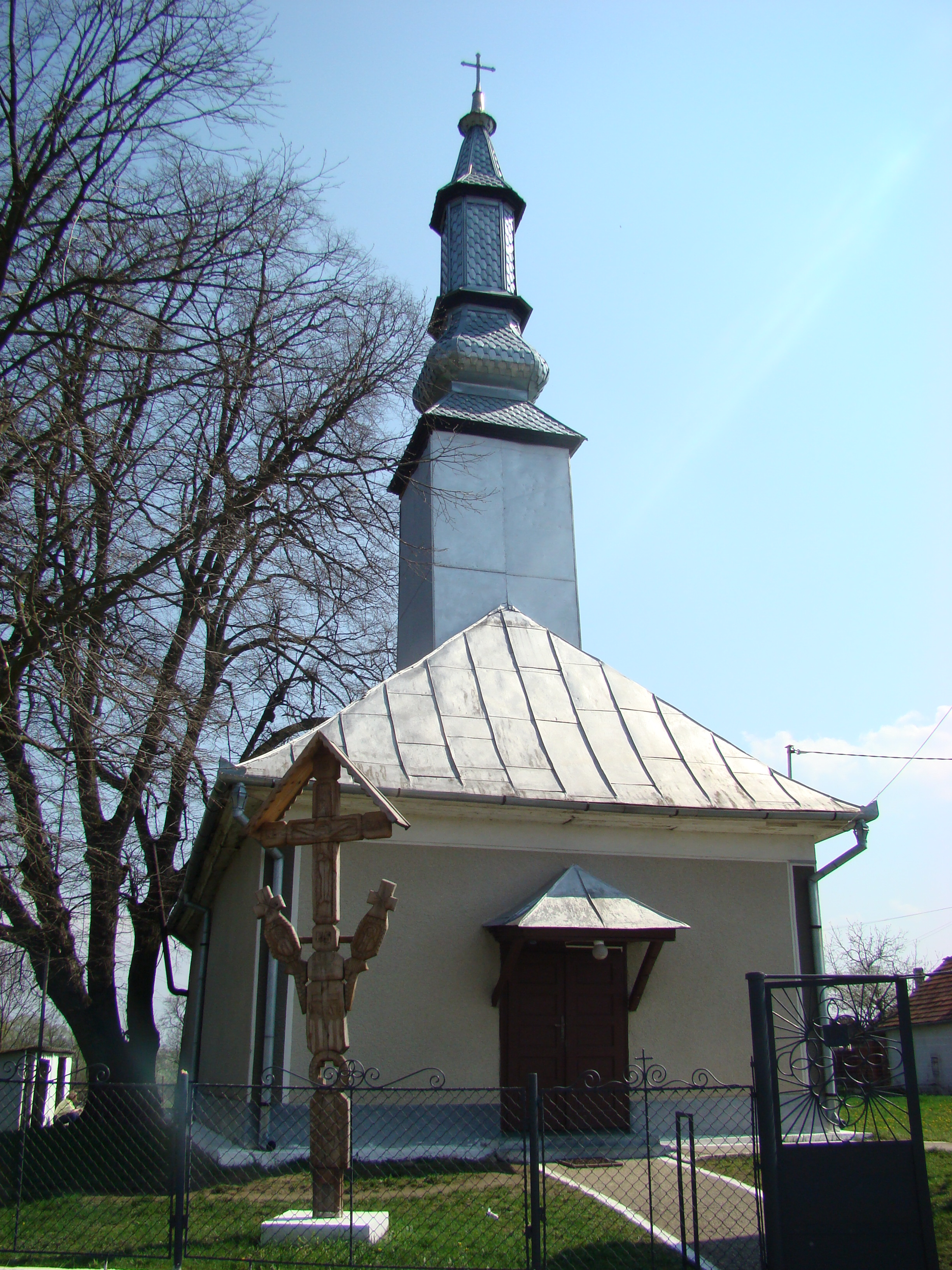
Biserica de lemn „Sfântul Dumitru” din Păuşa, judeţul Bihor, foto: aprilie 2010.

Biserica de lemn din Păușa, comuna Nojorid, județul Bihor, datează din secolul XVIII (1780). Are hramul „Sfântul Dumitru”. Biserica se află pe noua listă a monumentelor istorice sub codul LMI:  BH-II-m-B-01184.

## Istoric și trăsături
Biserica de lemn „Sfântul Dumitru” din Păușa a fost construită în secolul al XVIII-lea.
Planul este compus din pronaos, naos și absida trapezoidală a altarului. Turnul are o structură proprie barocului, fiind compus din șapte părți supraetajate. Bolta semicirculară a naosului este pictată pe un fond albastru, punctat cu motive fitomorfe de culoare galbenă. Suprafețele interioare ale pereților absidei altarului sunt tencuite și văruite. Doar pe tavanul drept al altarului este pictată, între șiruri de flori și câteva stele, „Încoronarea Fecioarei”. Una din icoanele iconostasului, „Arhanghelul Mihail”, este datată 1838, pe latura lungă din dreapta.
Pronaosul nu este decorat decât pe latura de est, spre naos.
Pe strana nordică din naos, zugravul Ioan Lopoșan, cel care a pictat biserica, și-a făcut autoportretul îmbrăcat cu suman și ițari. Pe strana sudică este portretul preotului, Isaia Lopoșan, fratele zugravului.

## Imagini din interior

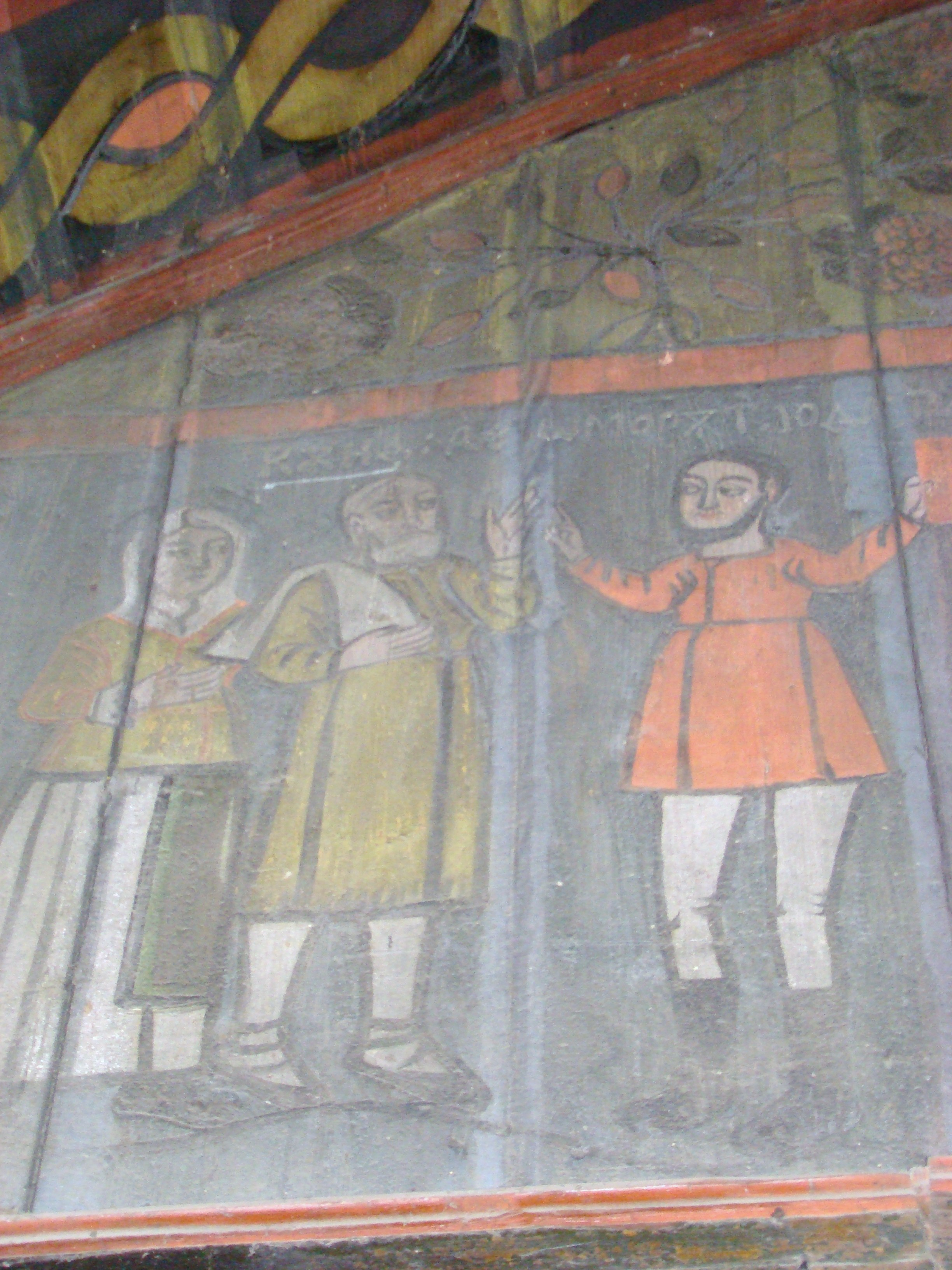
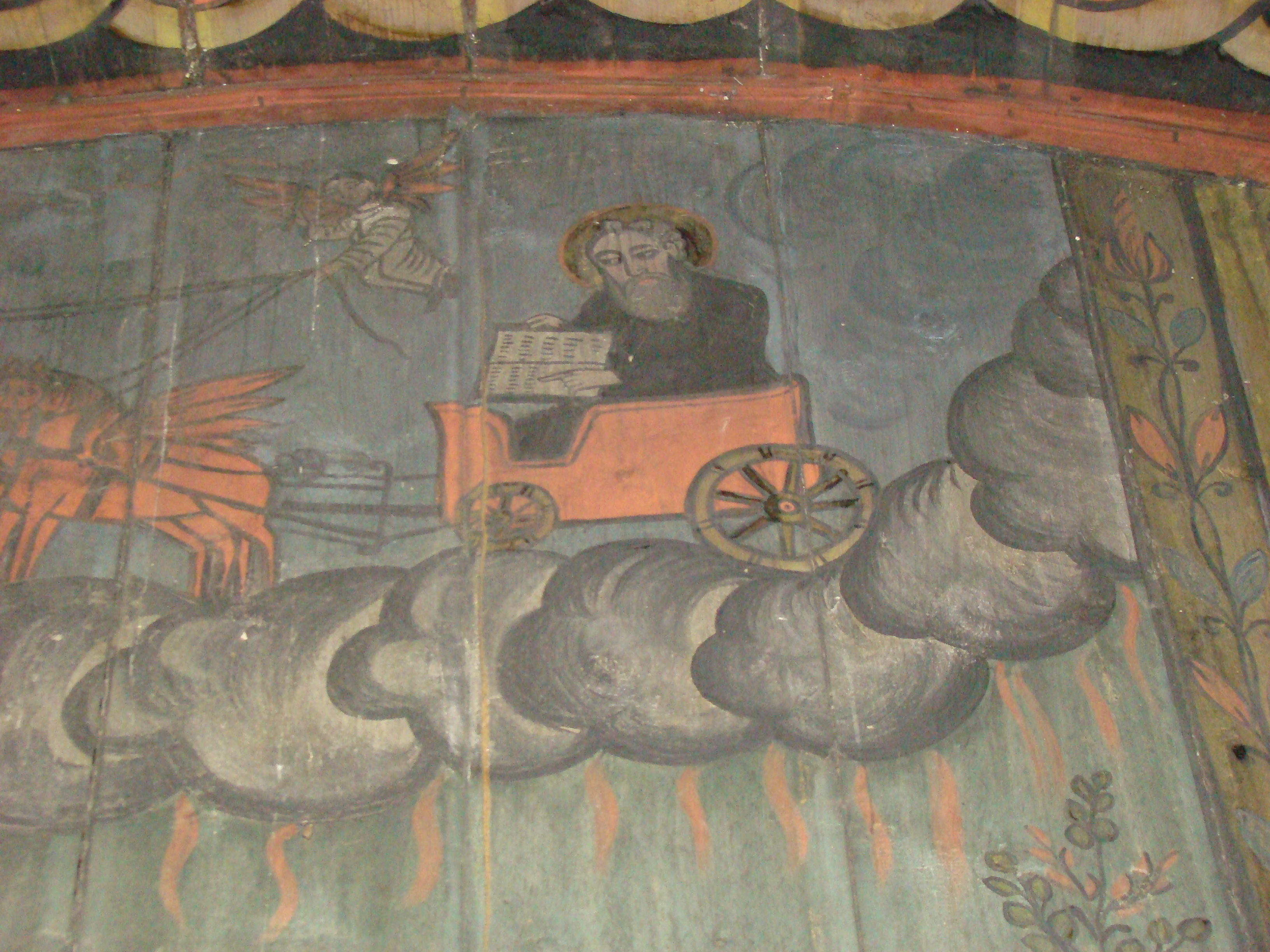
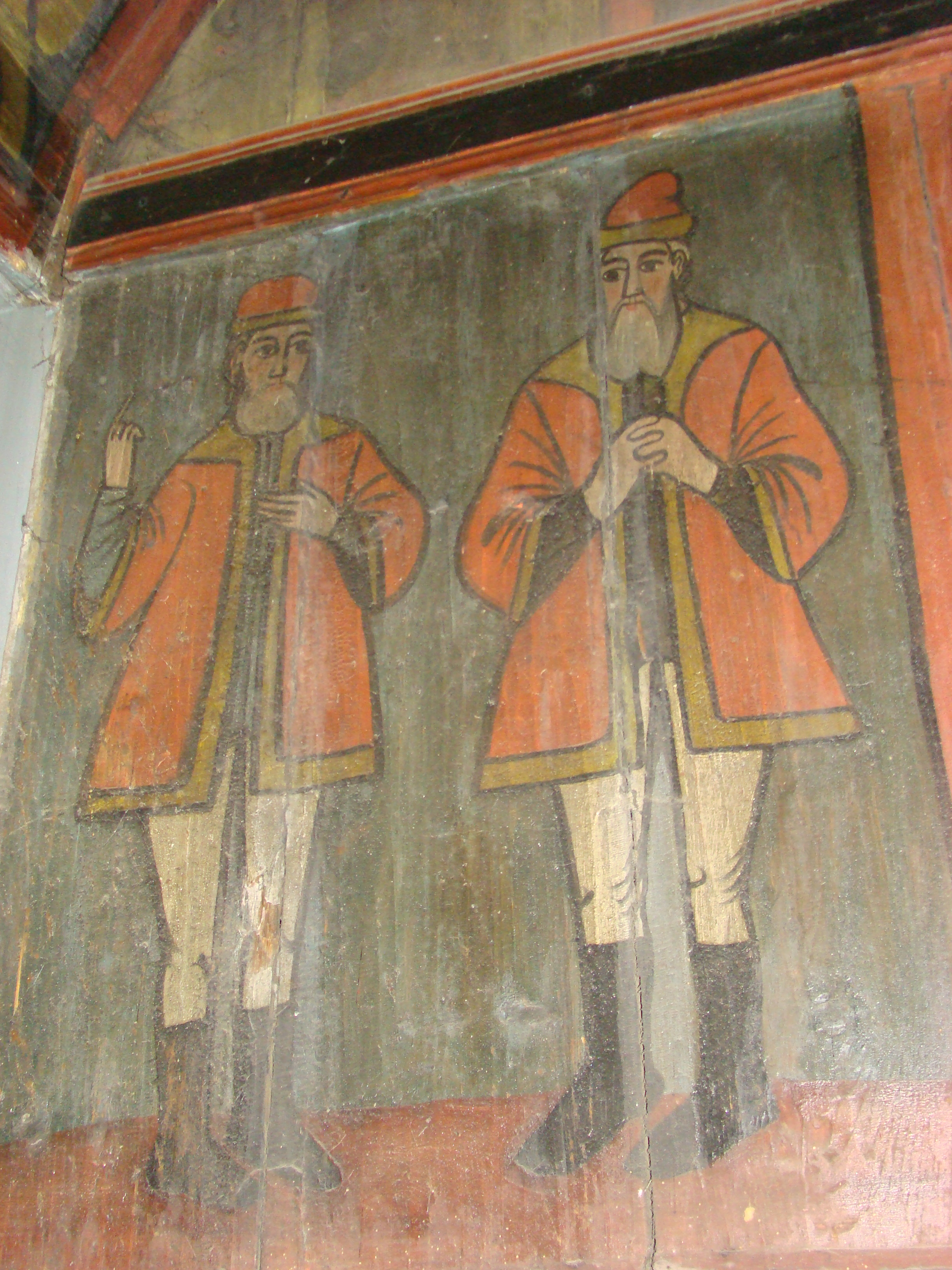
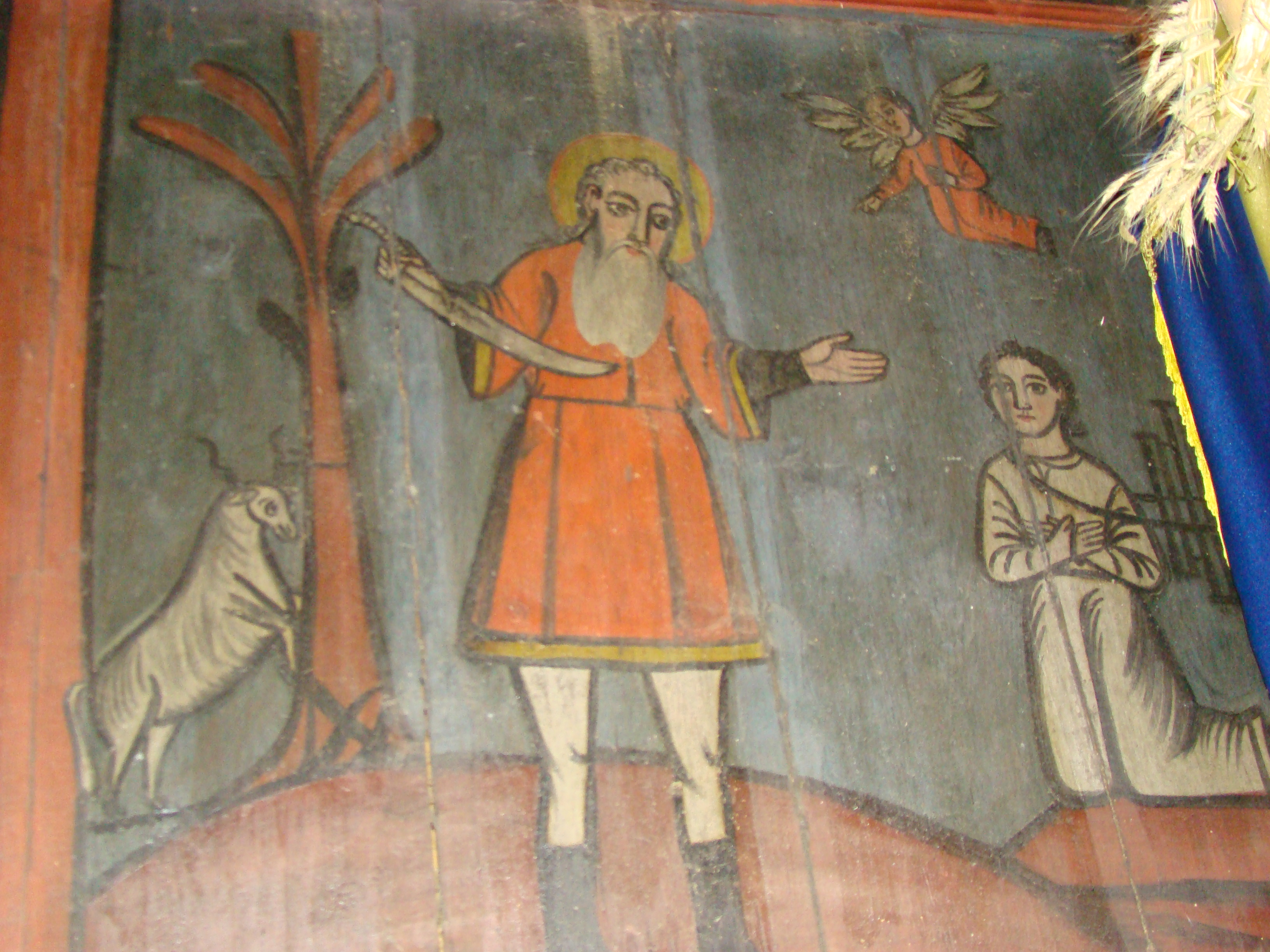
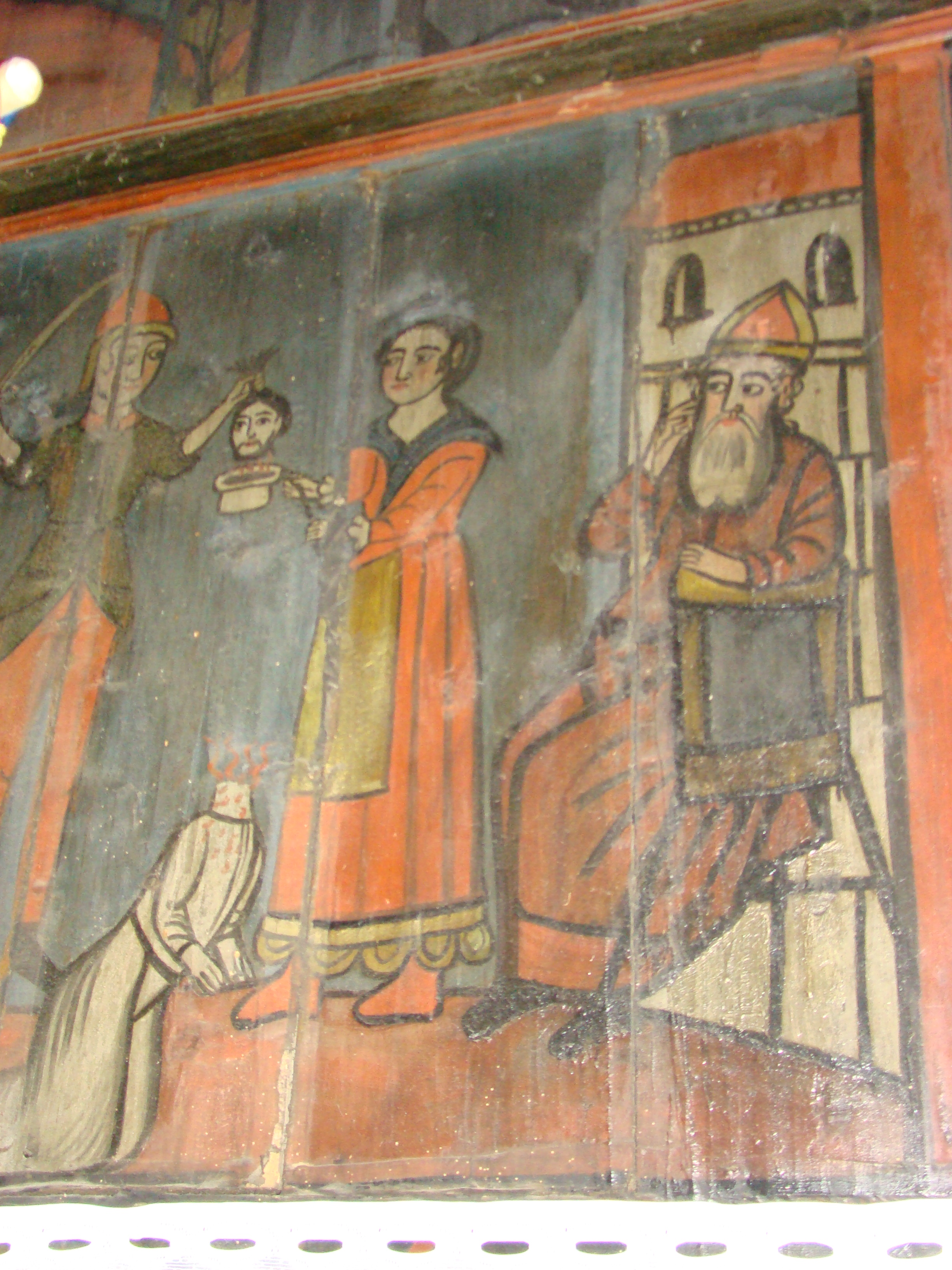
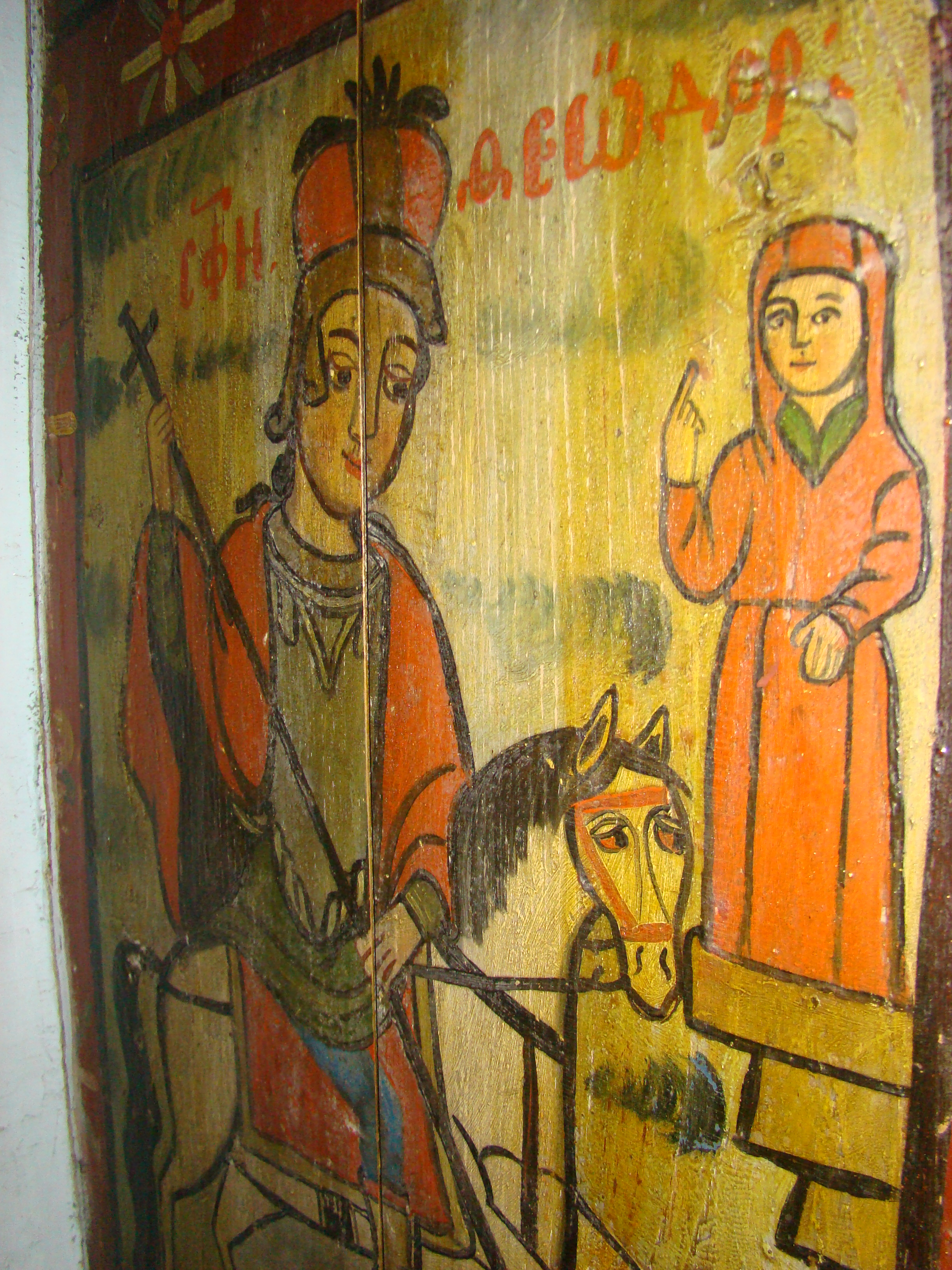
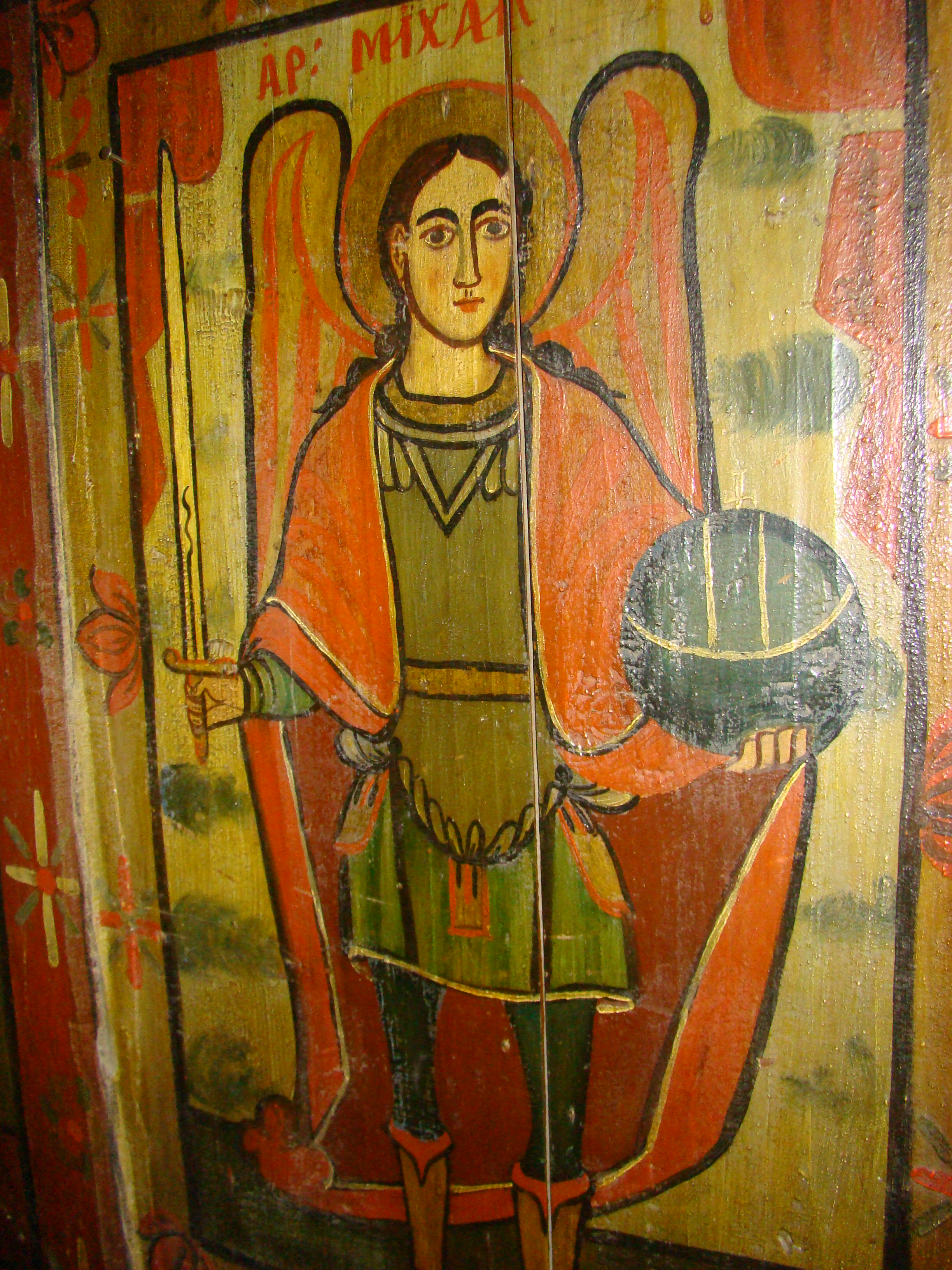
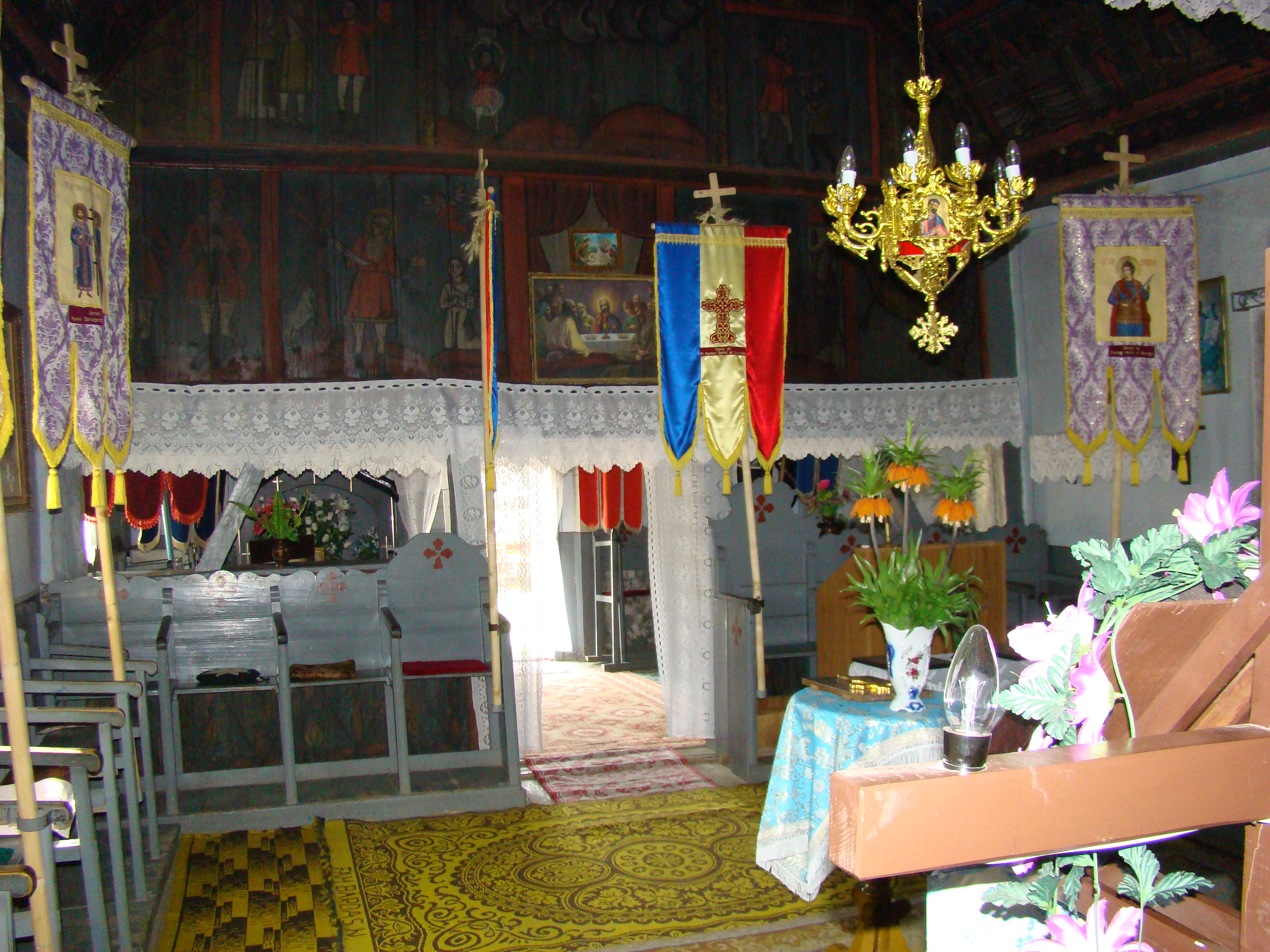
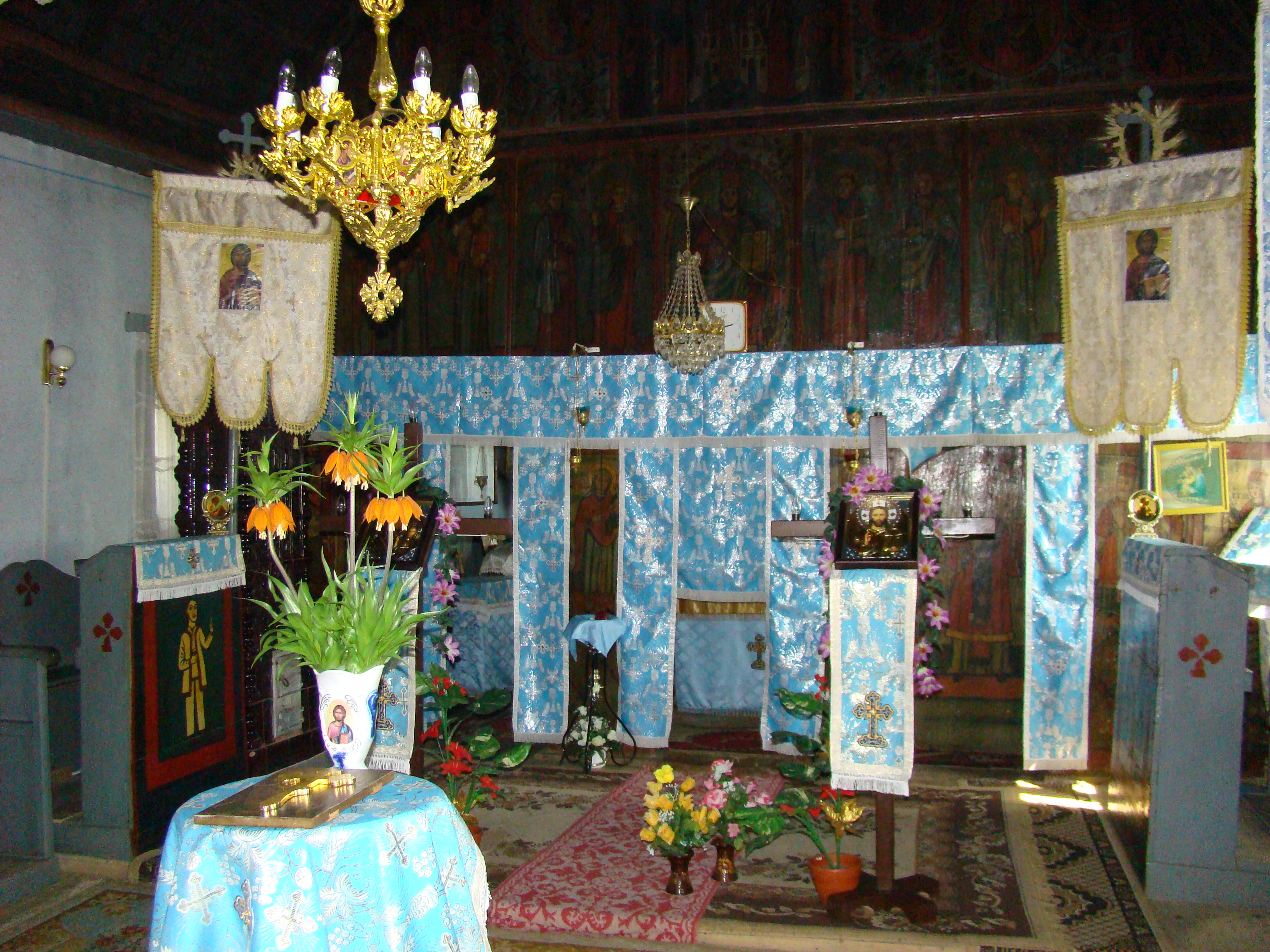
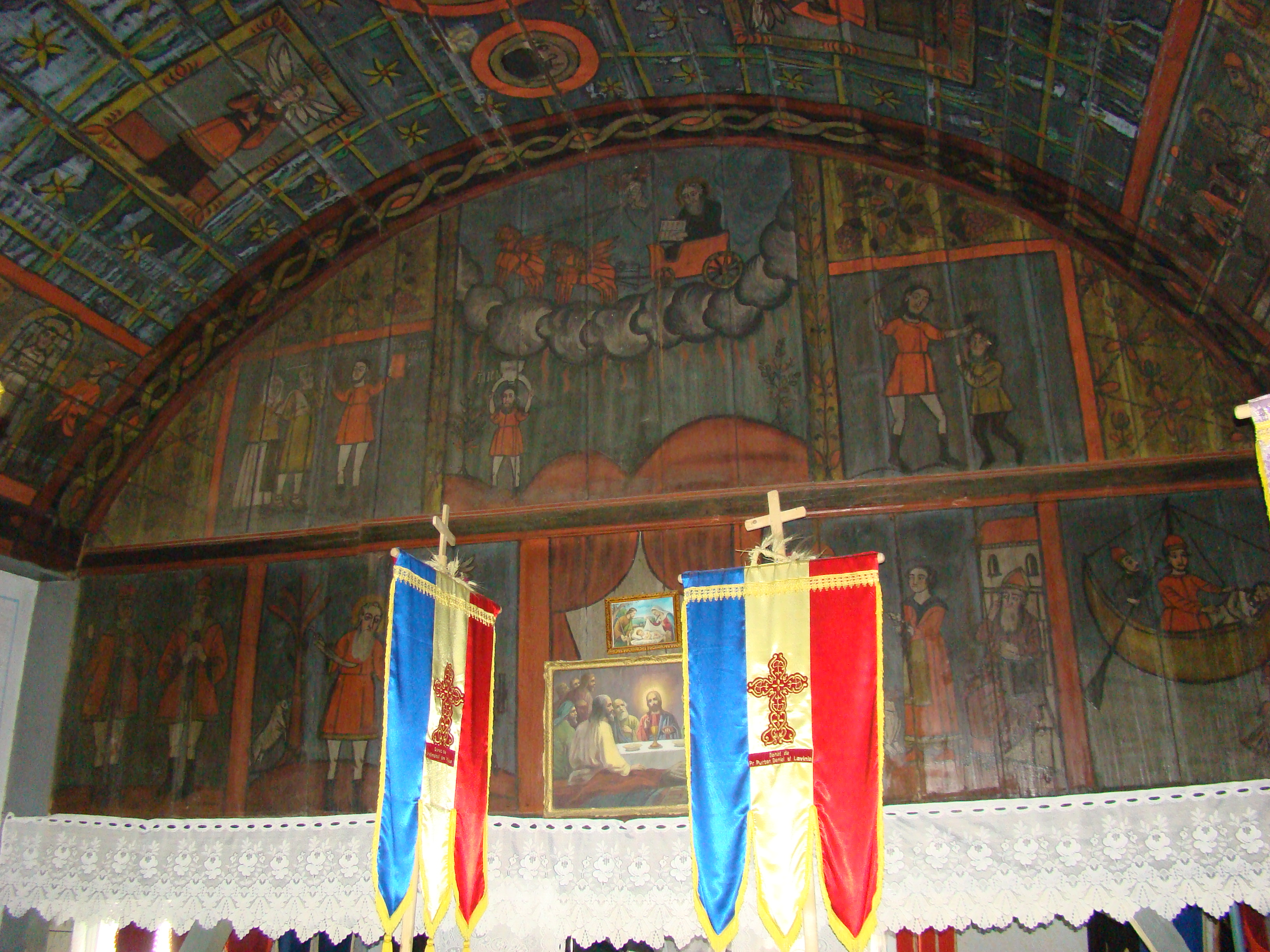
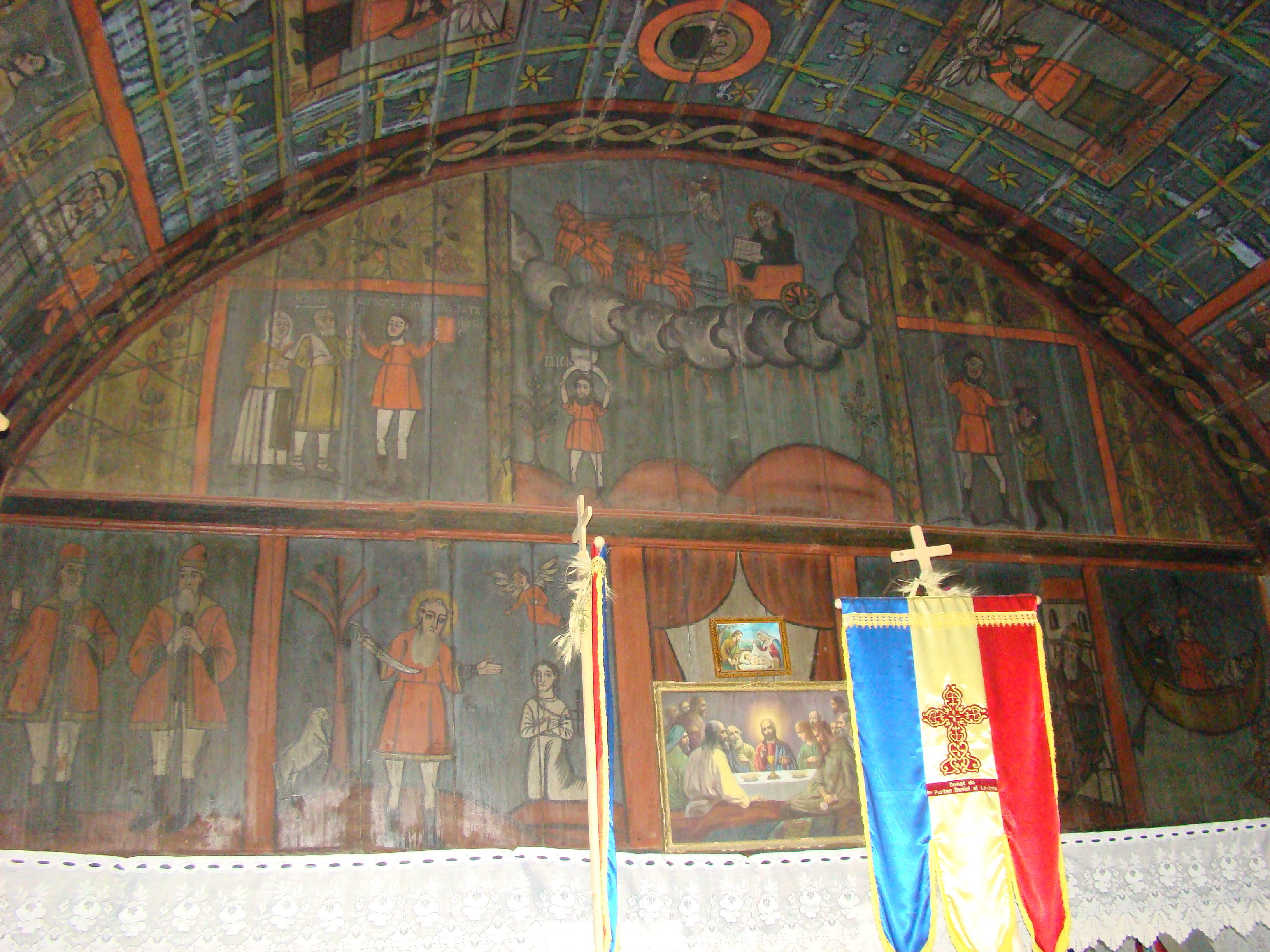
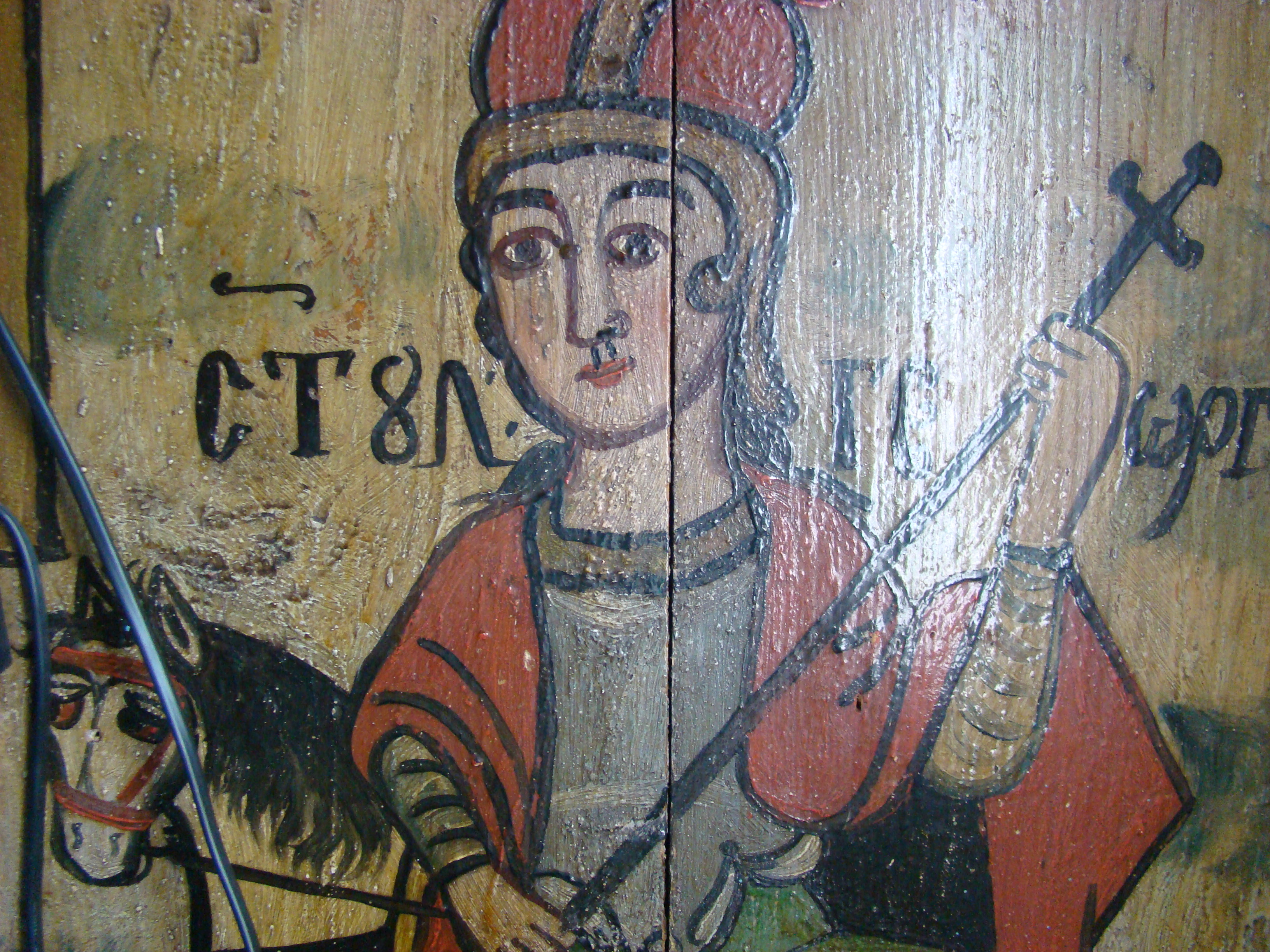
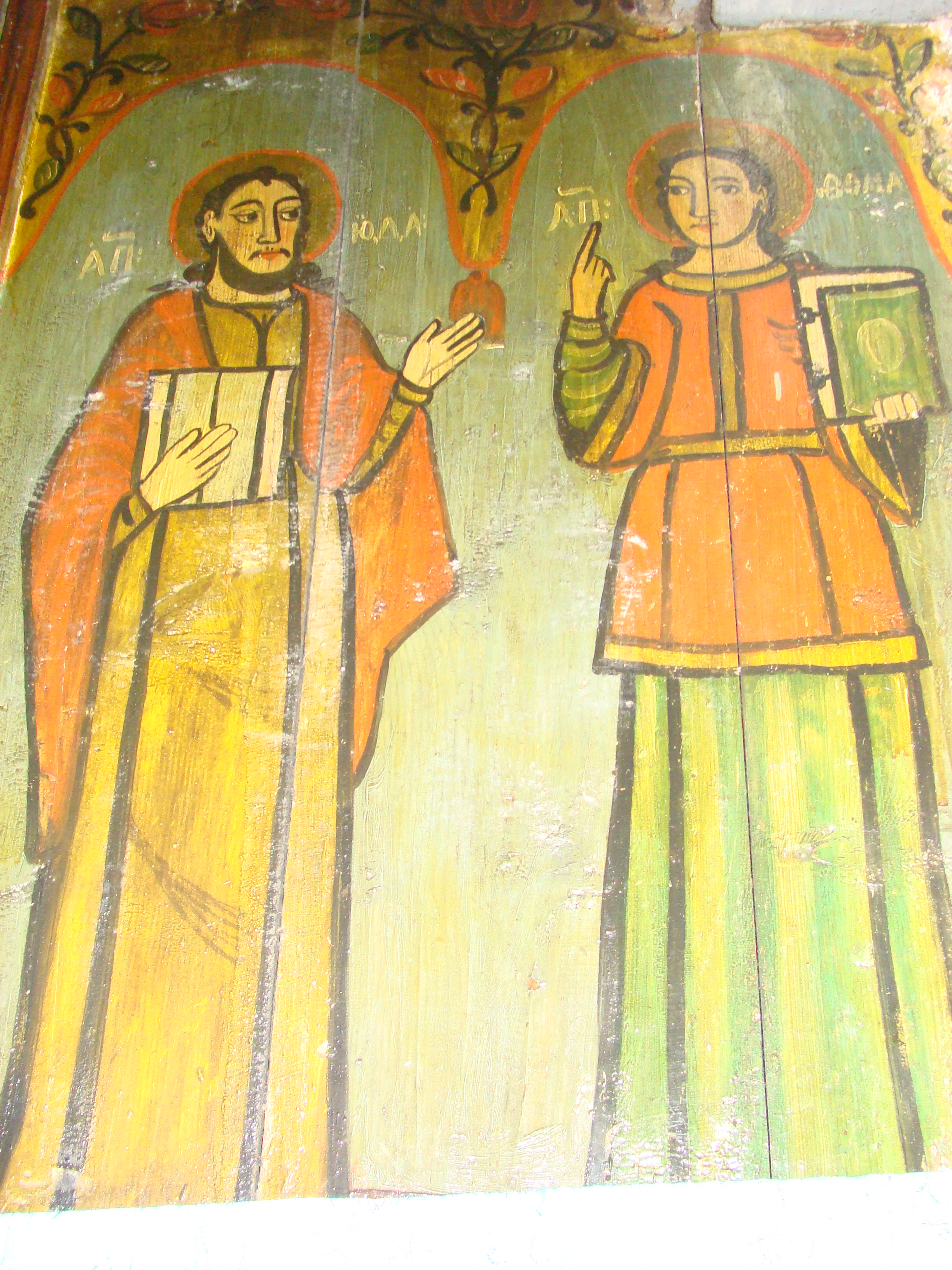
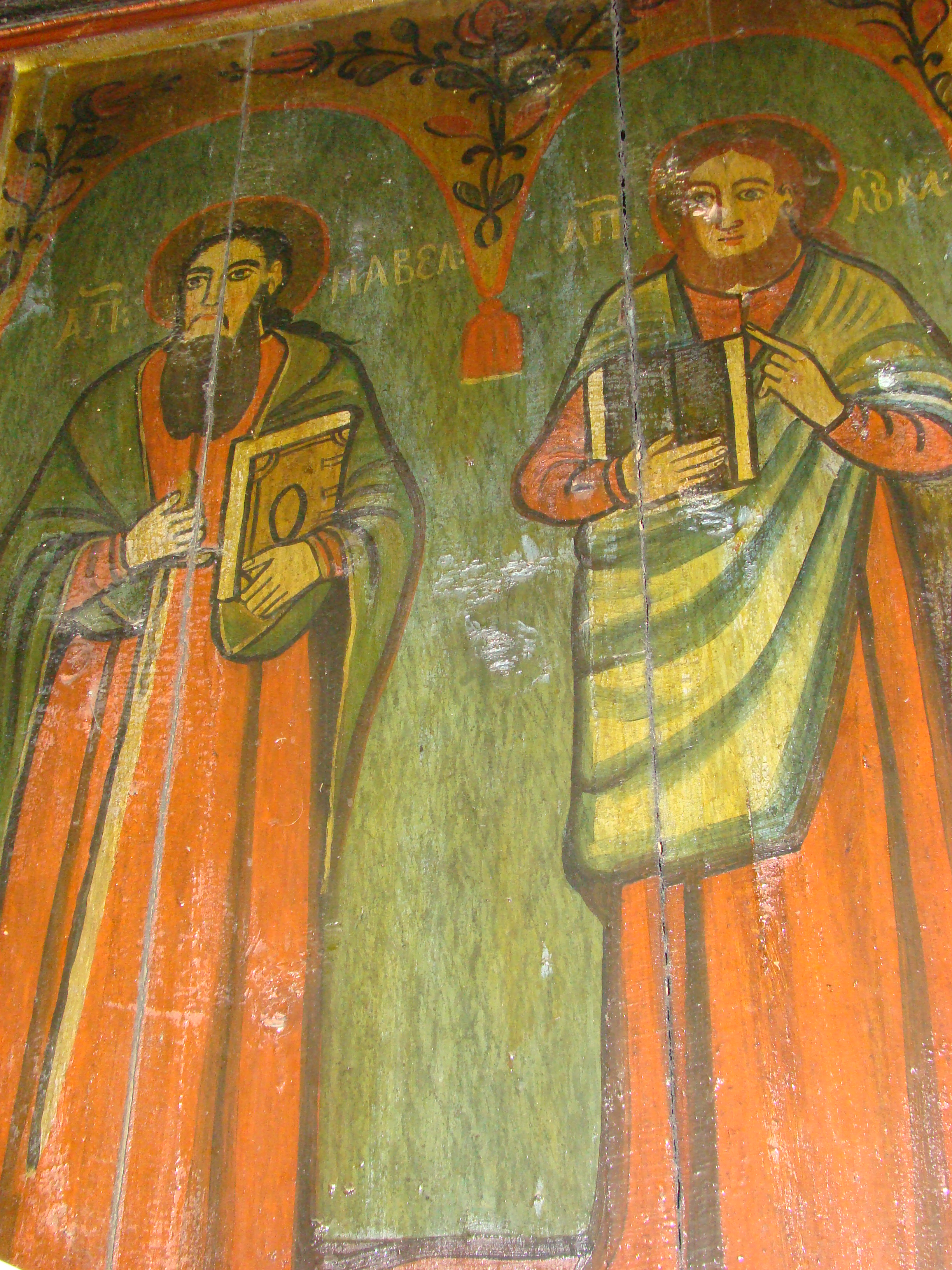
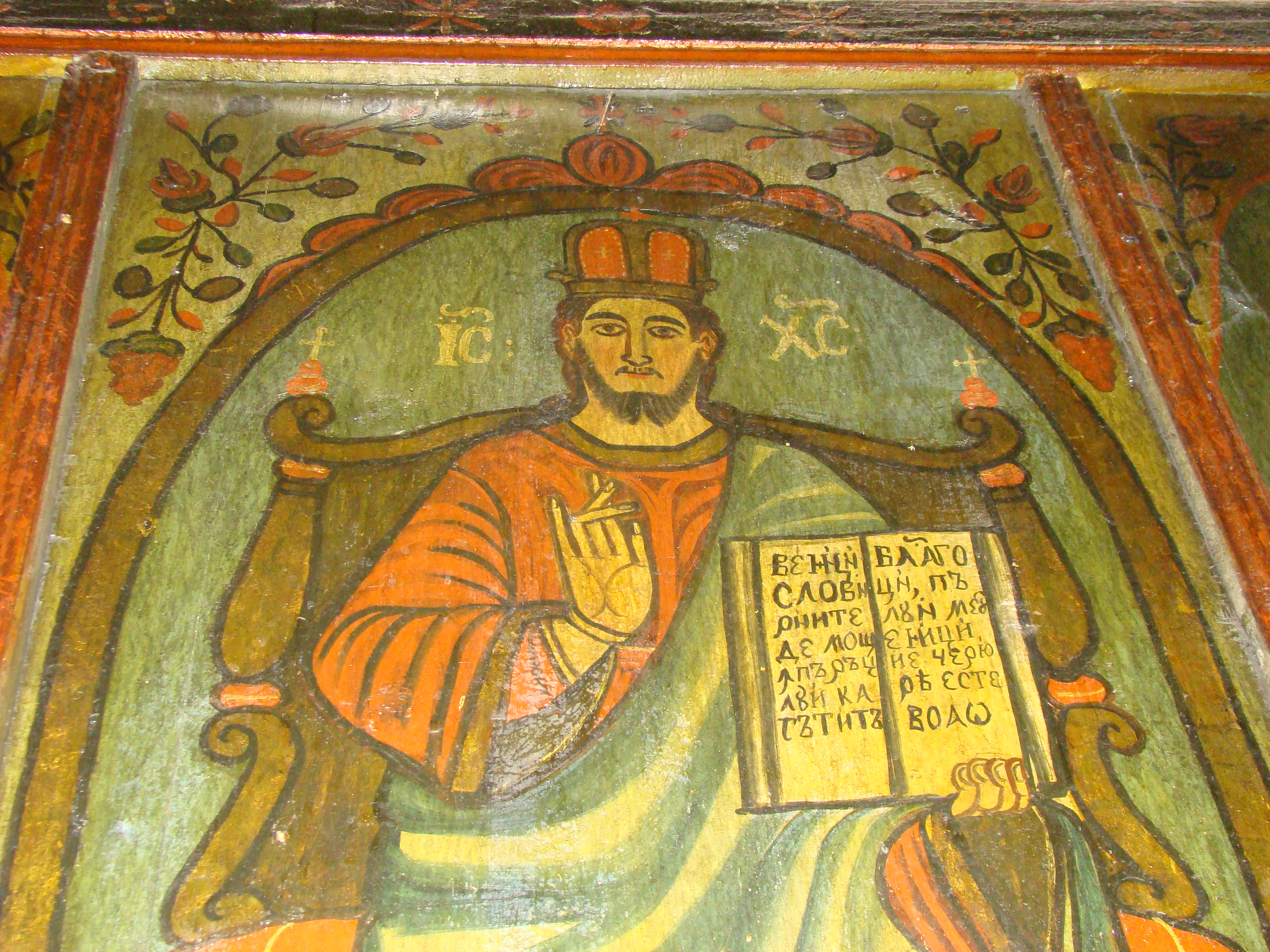
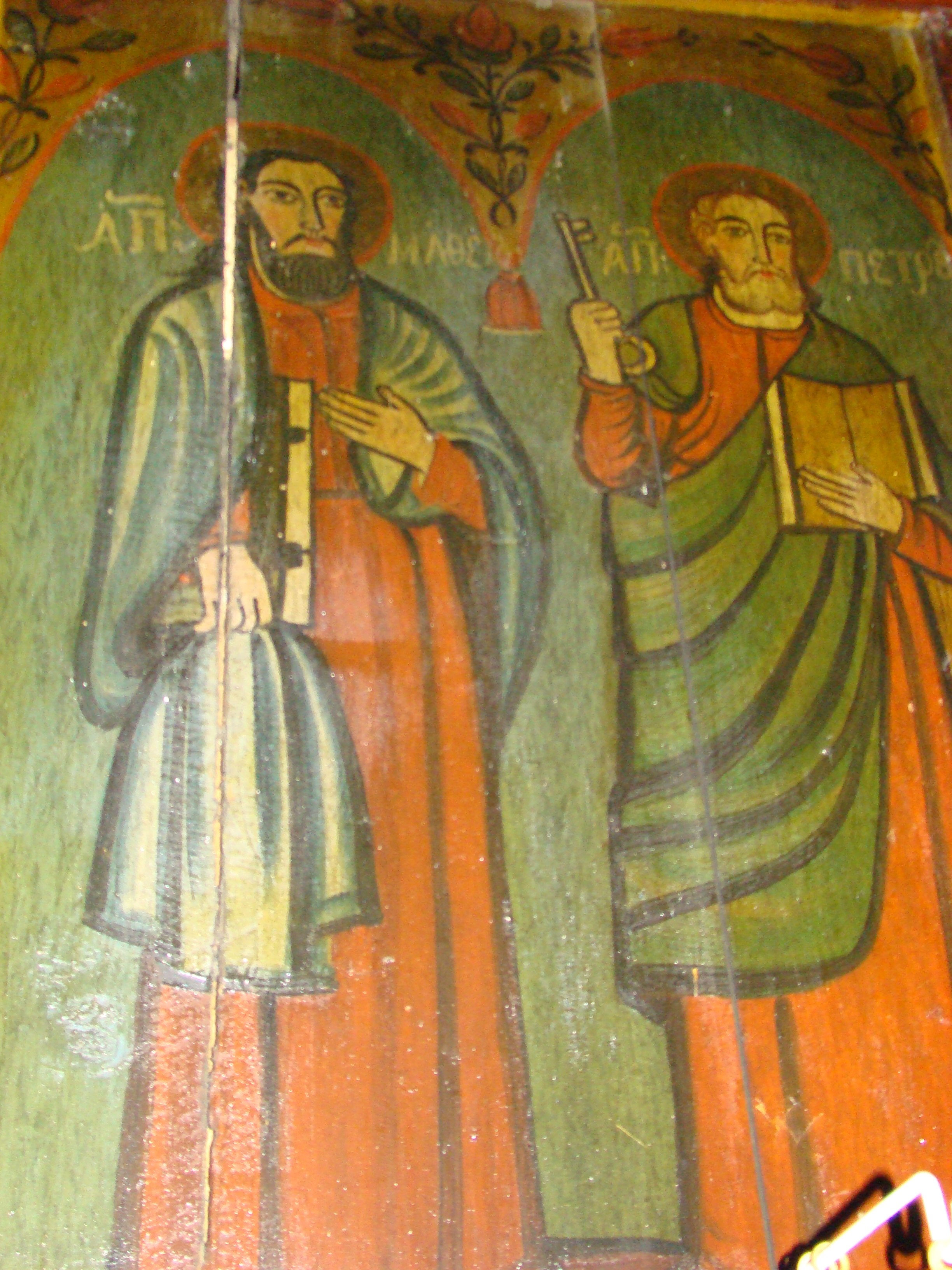
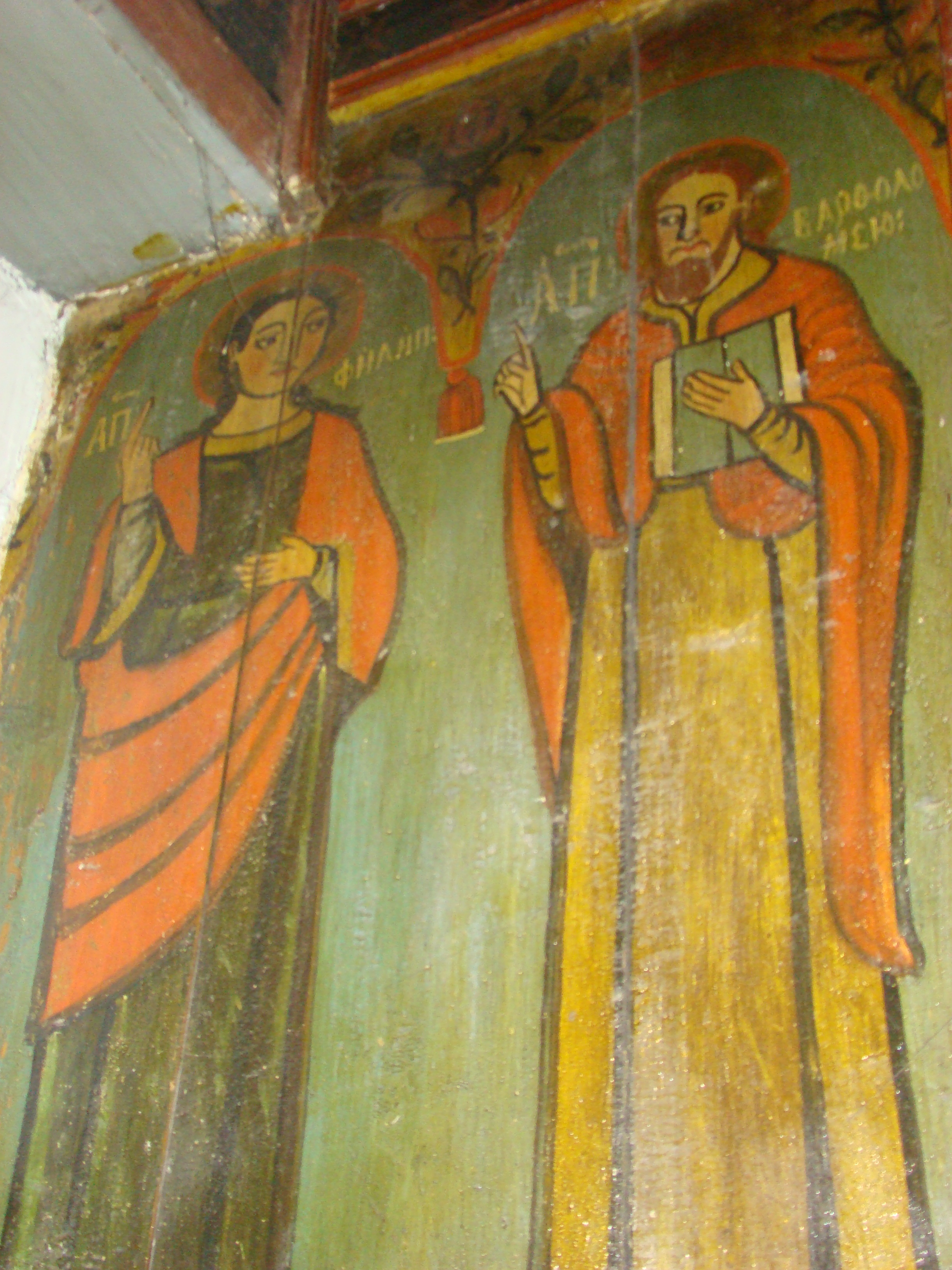
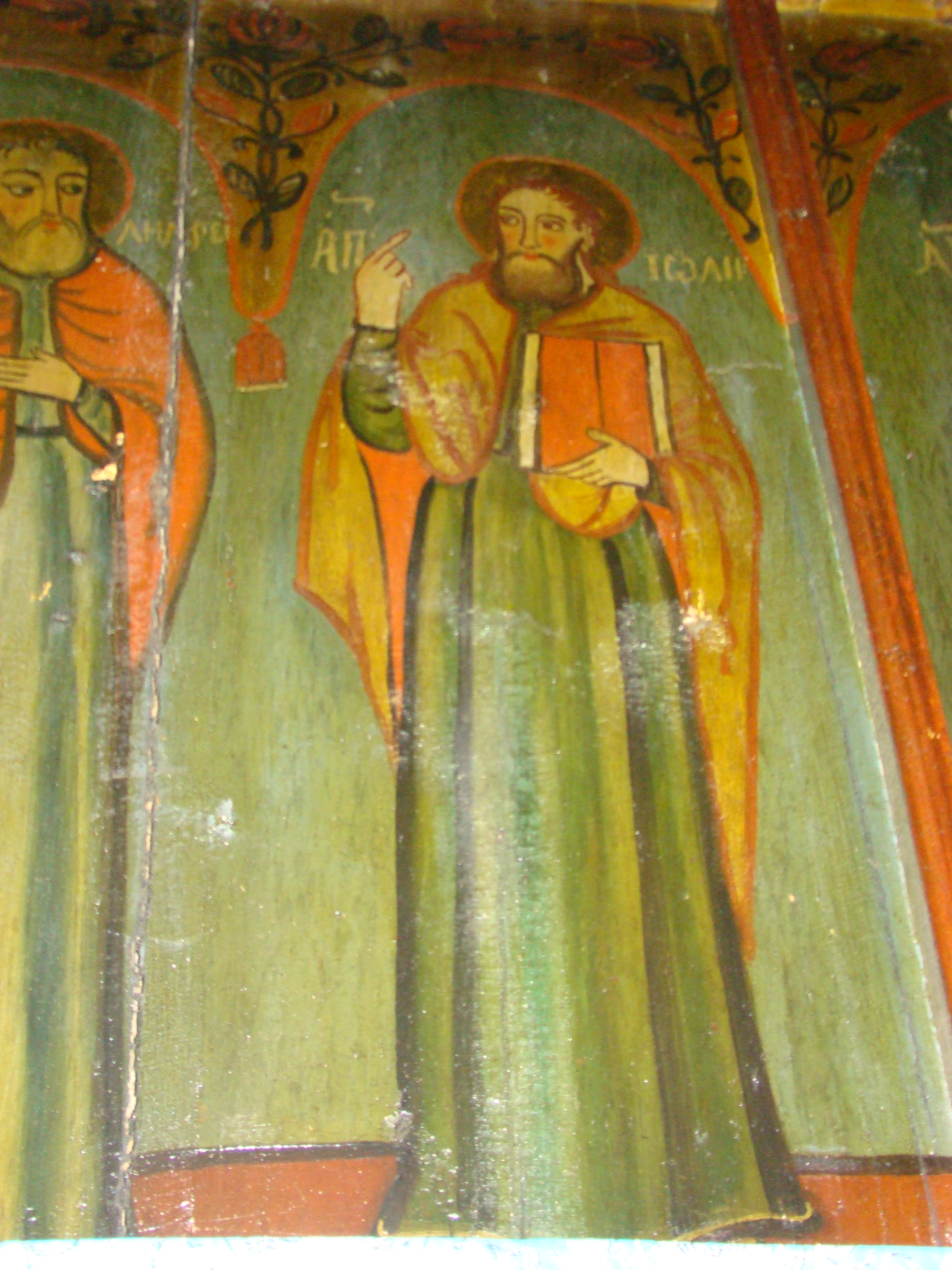
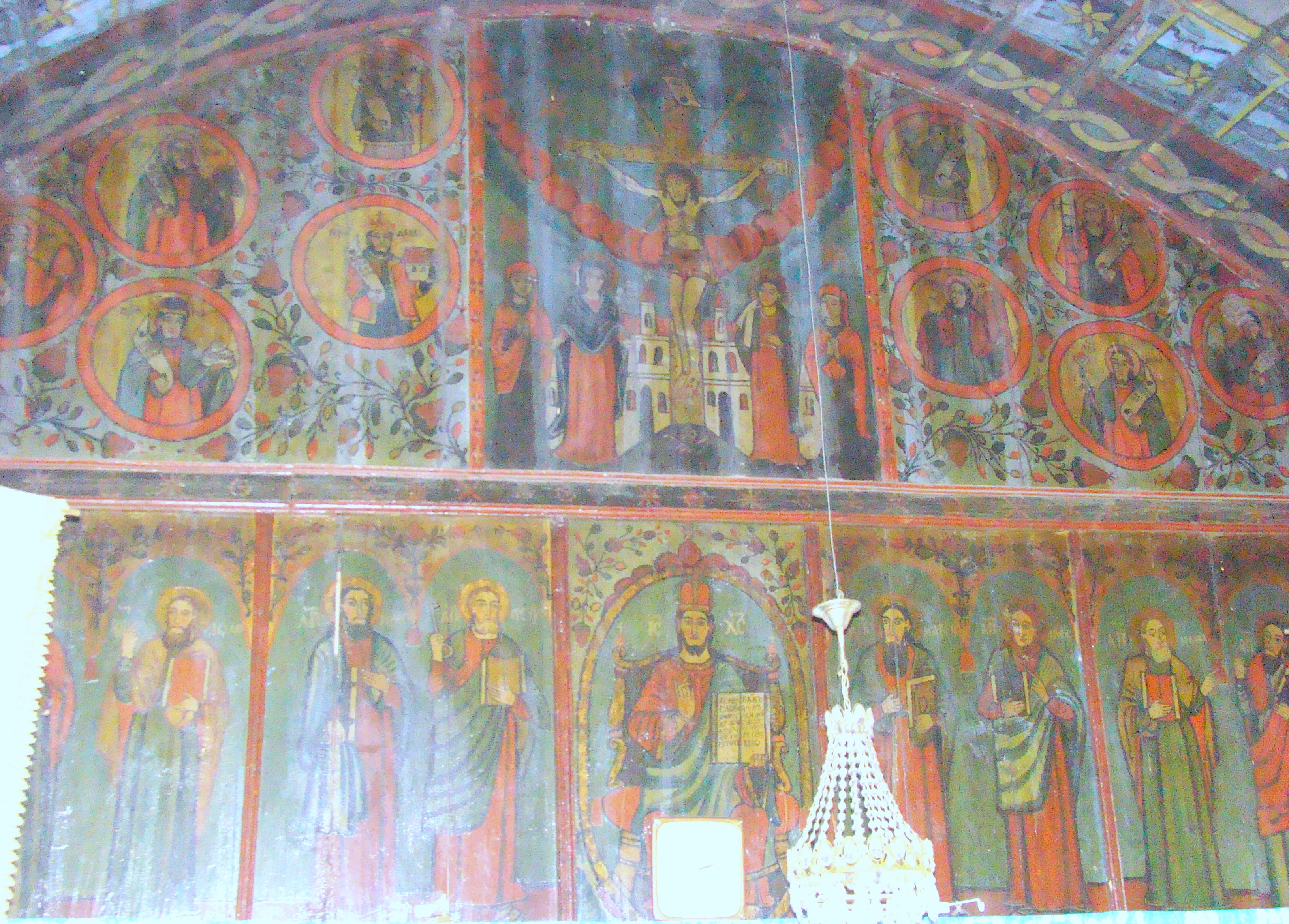
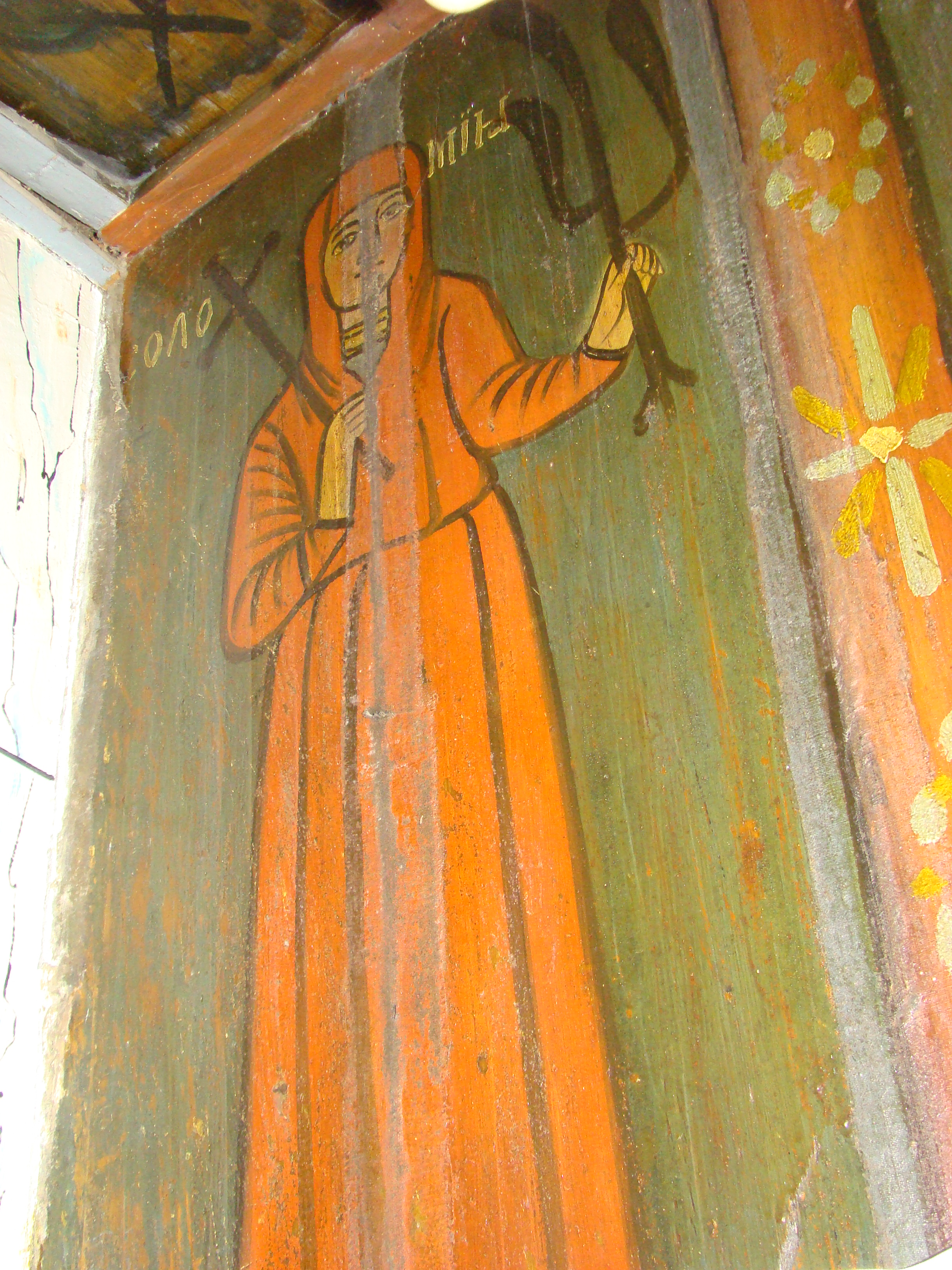
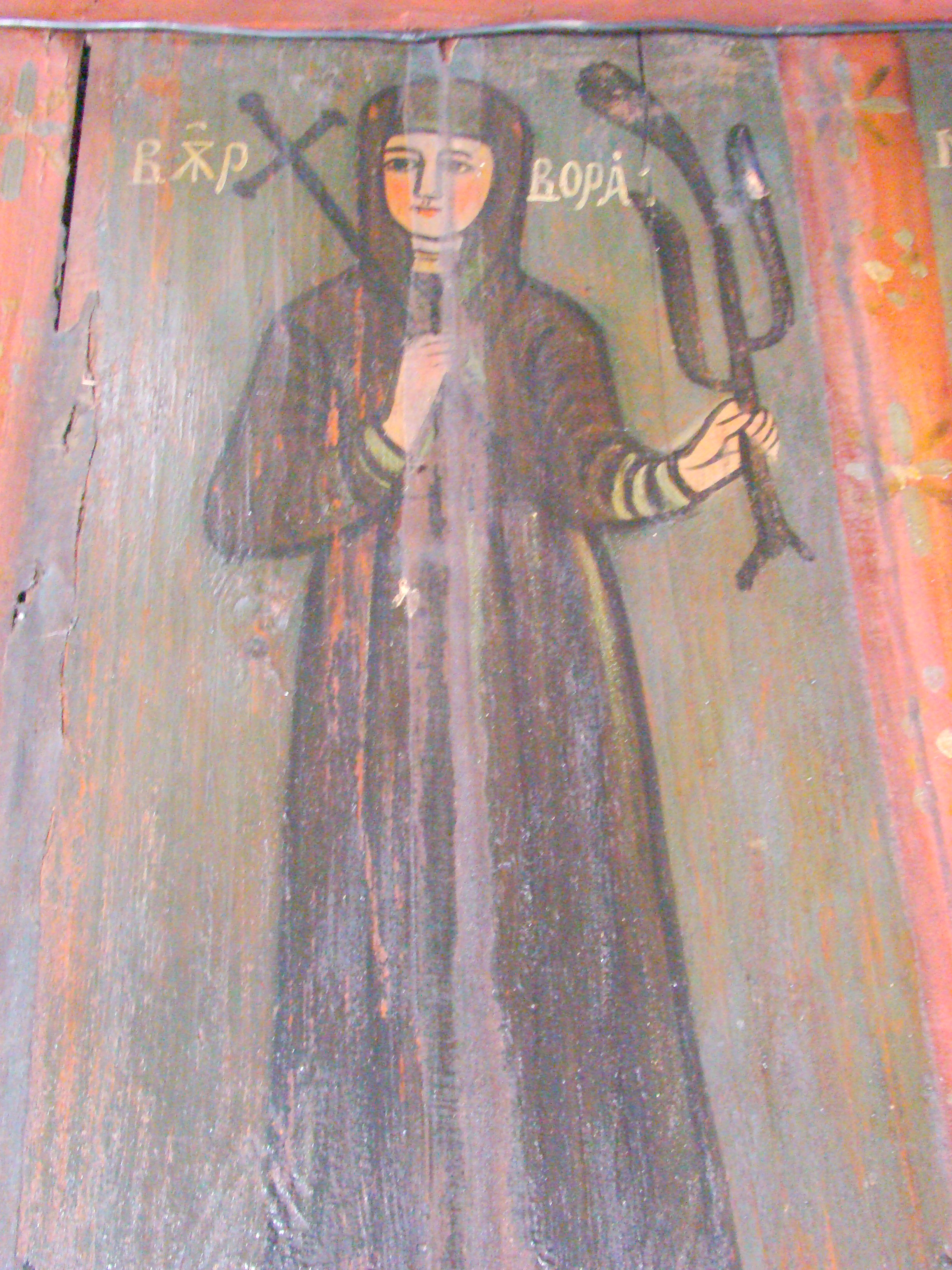
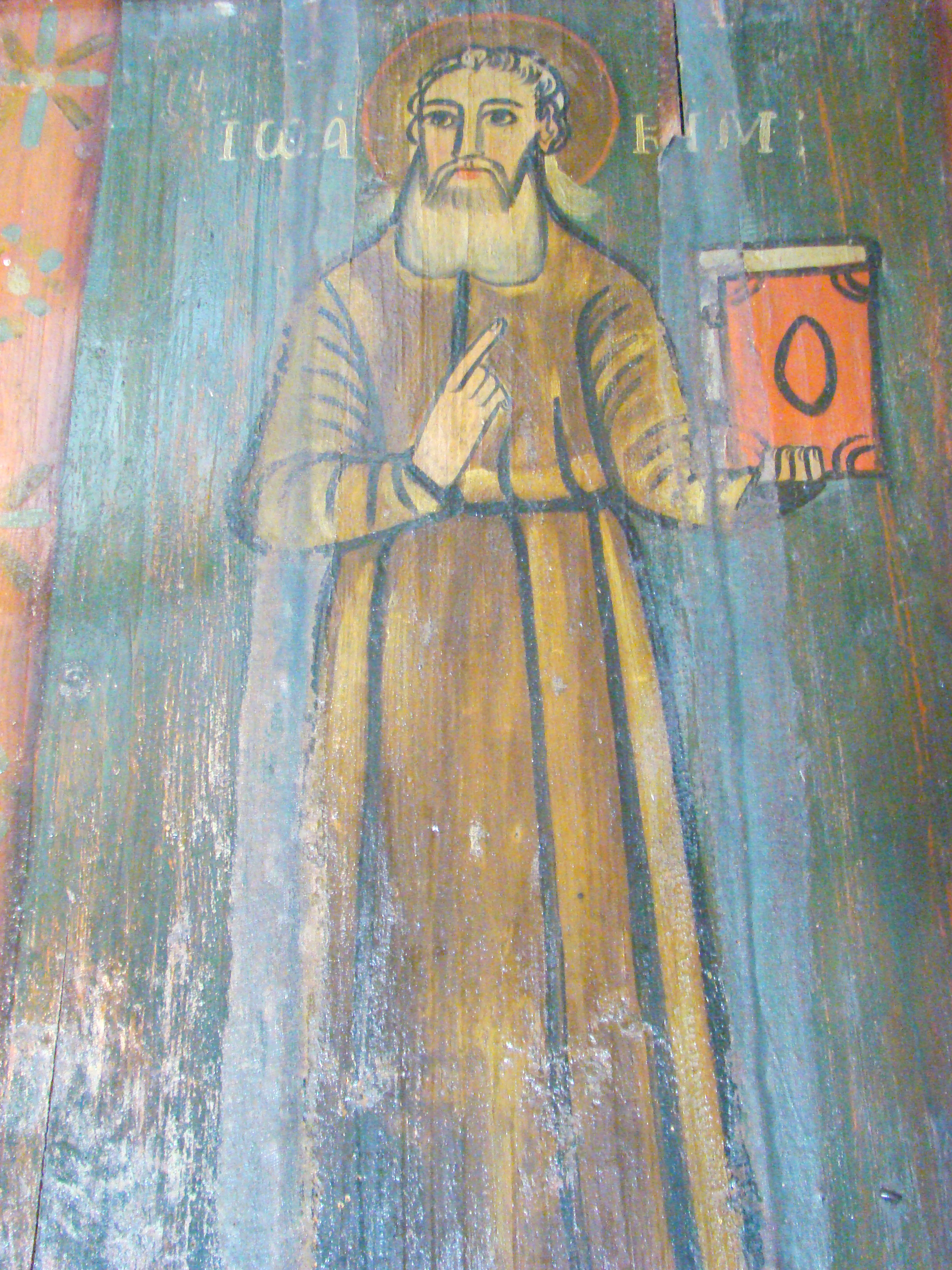
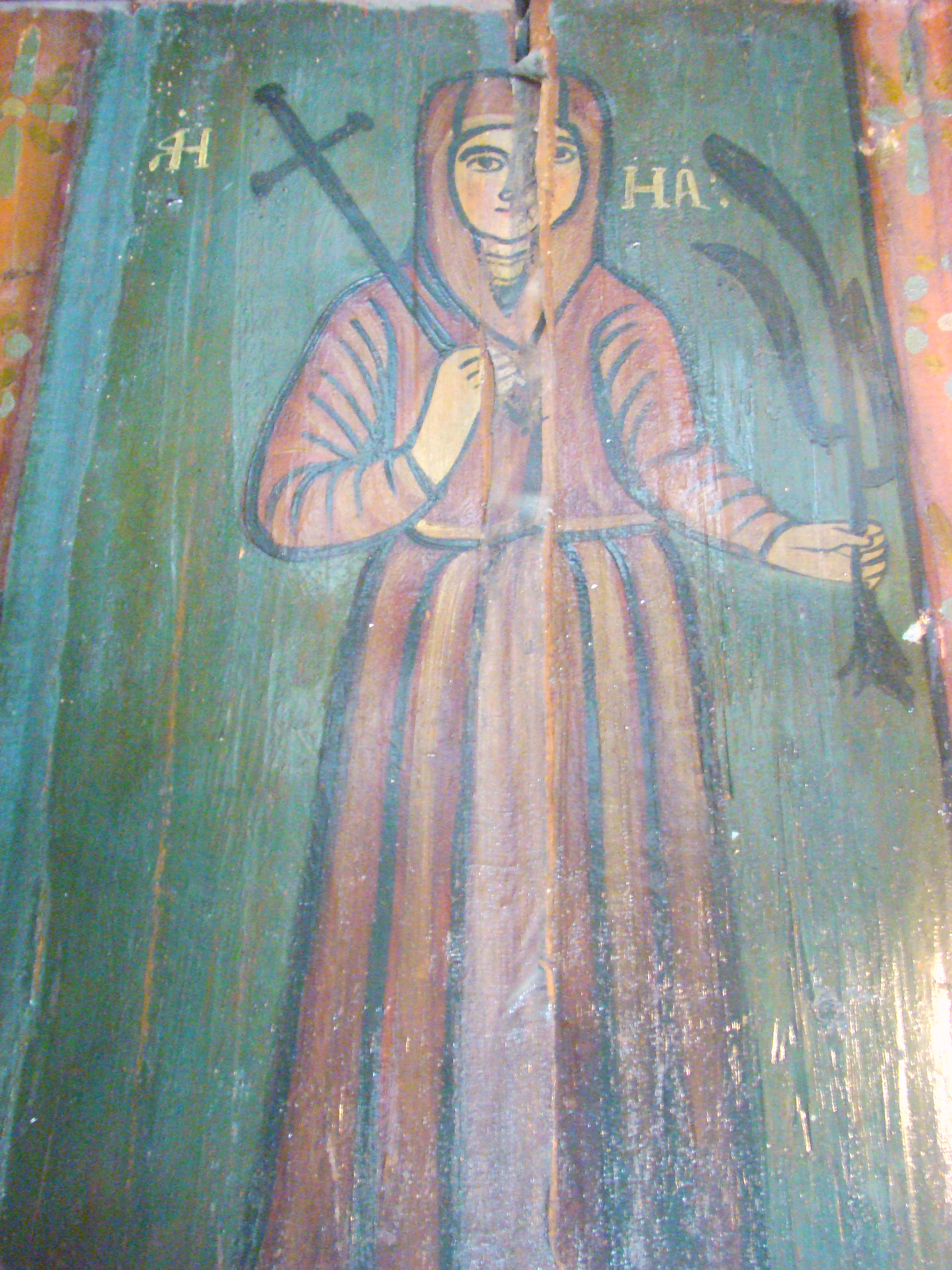
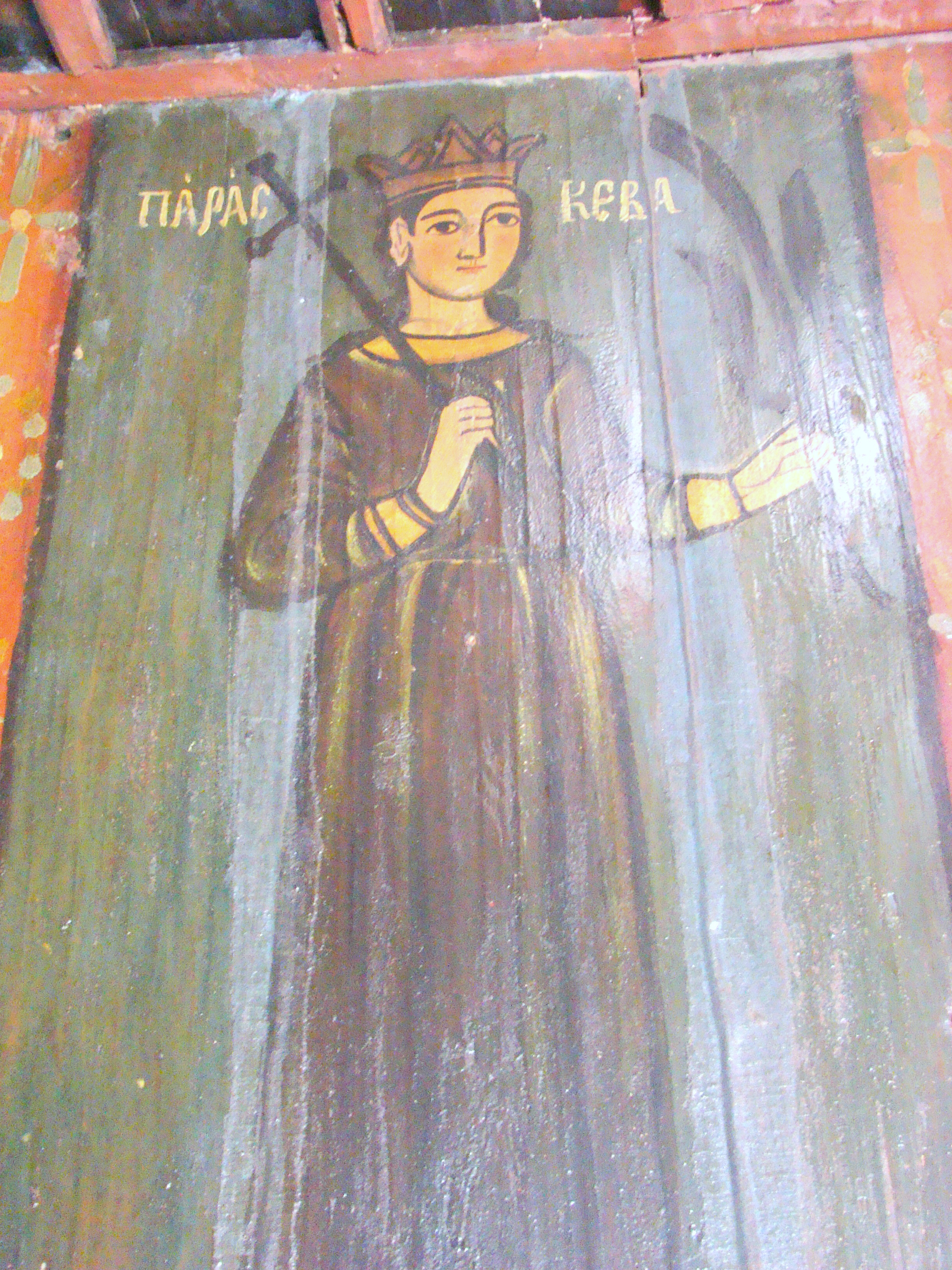
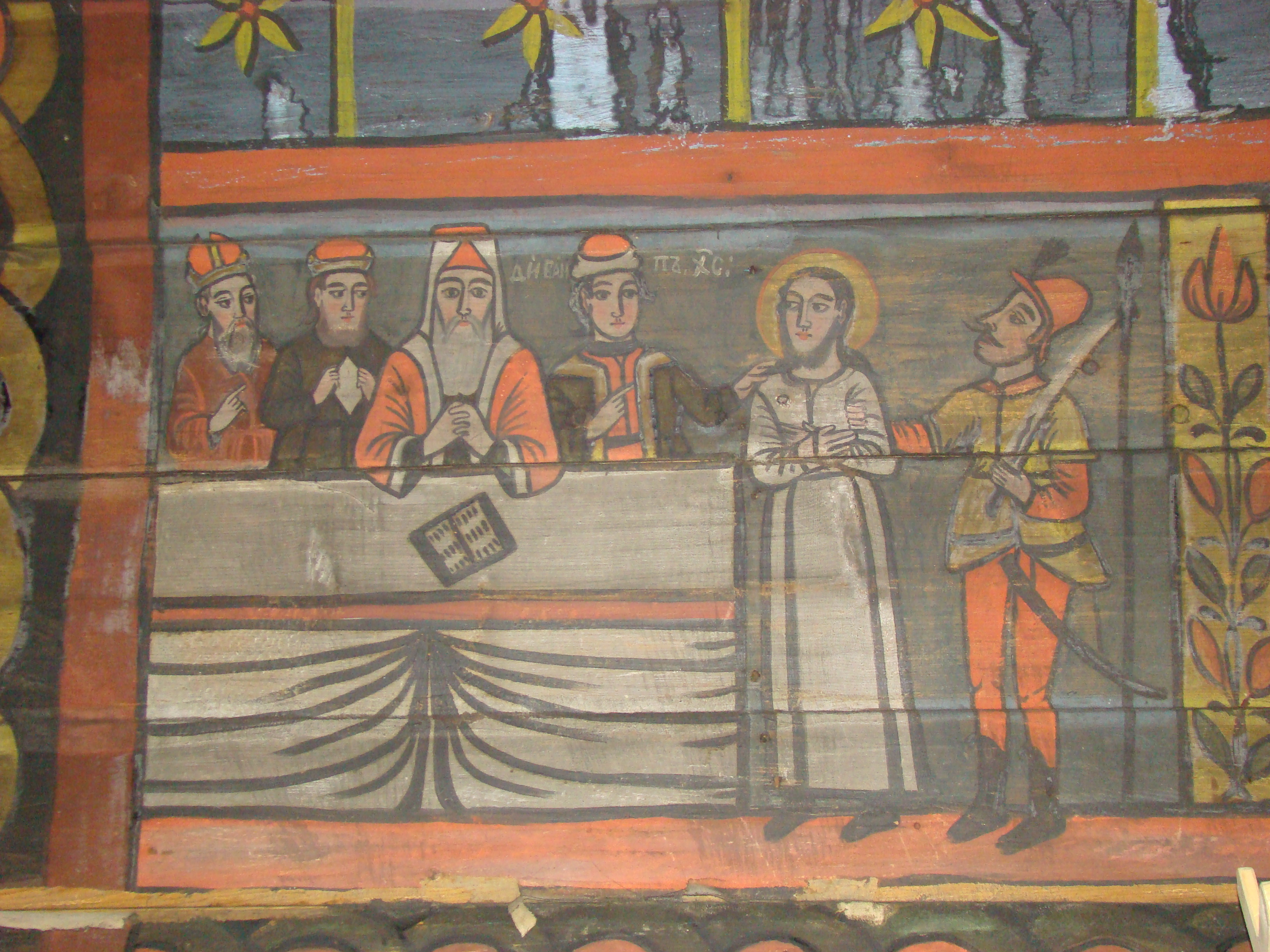
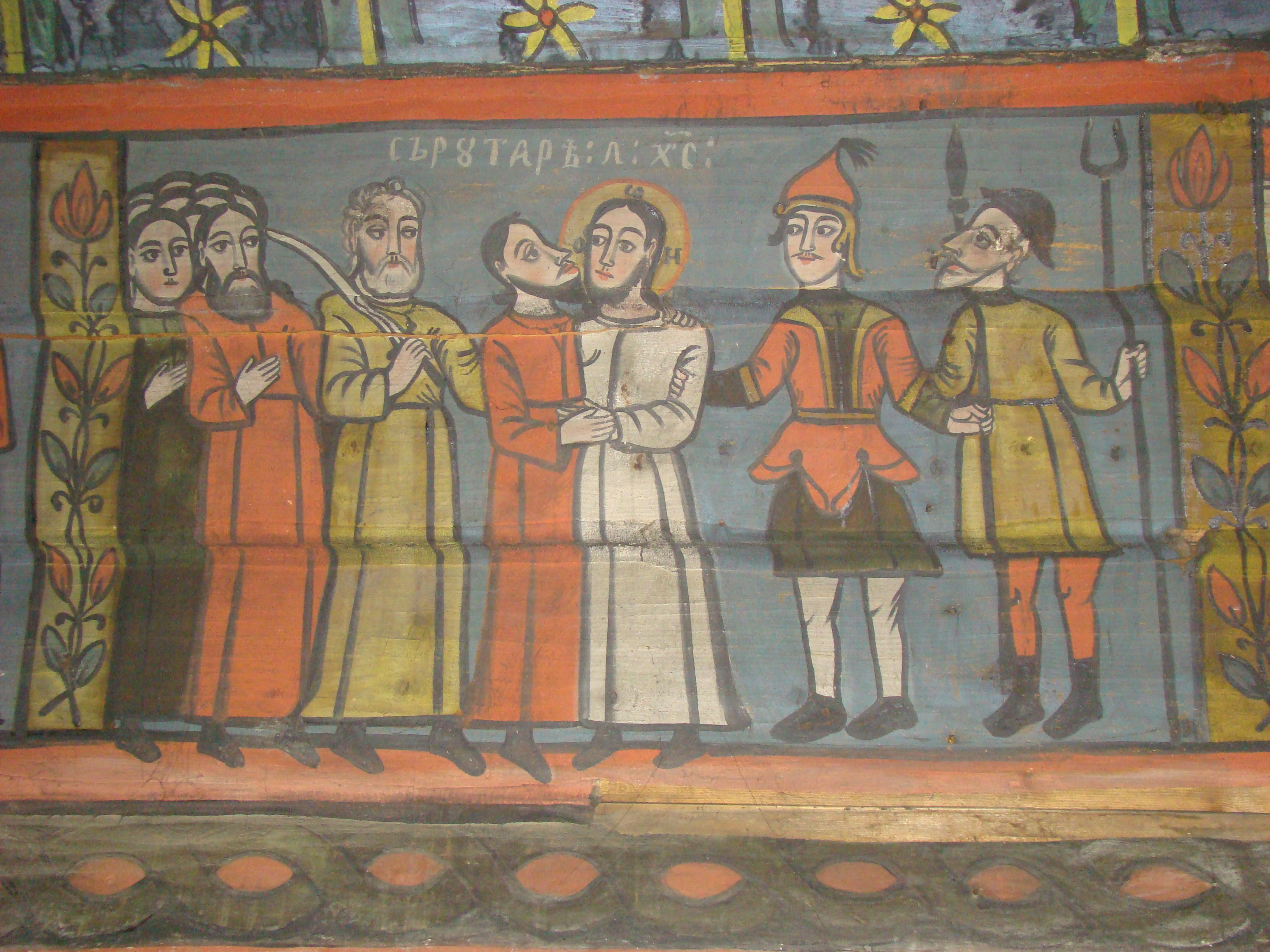
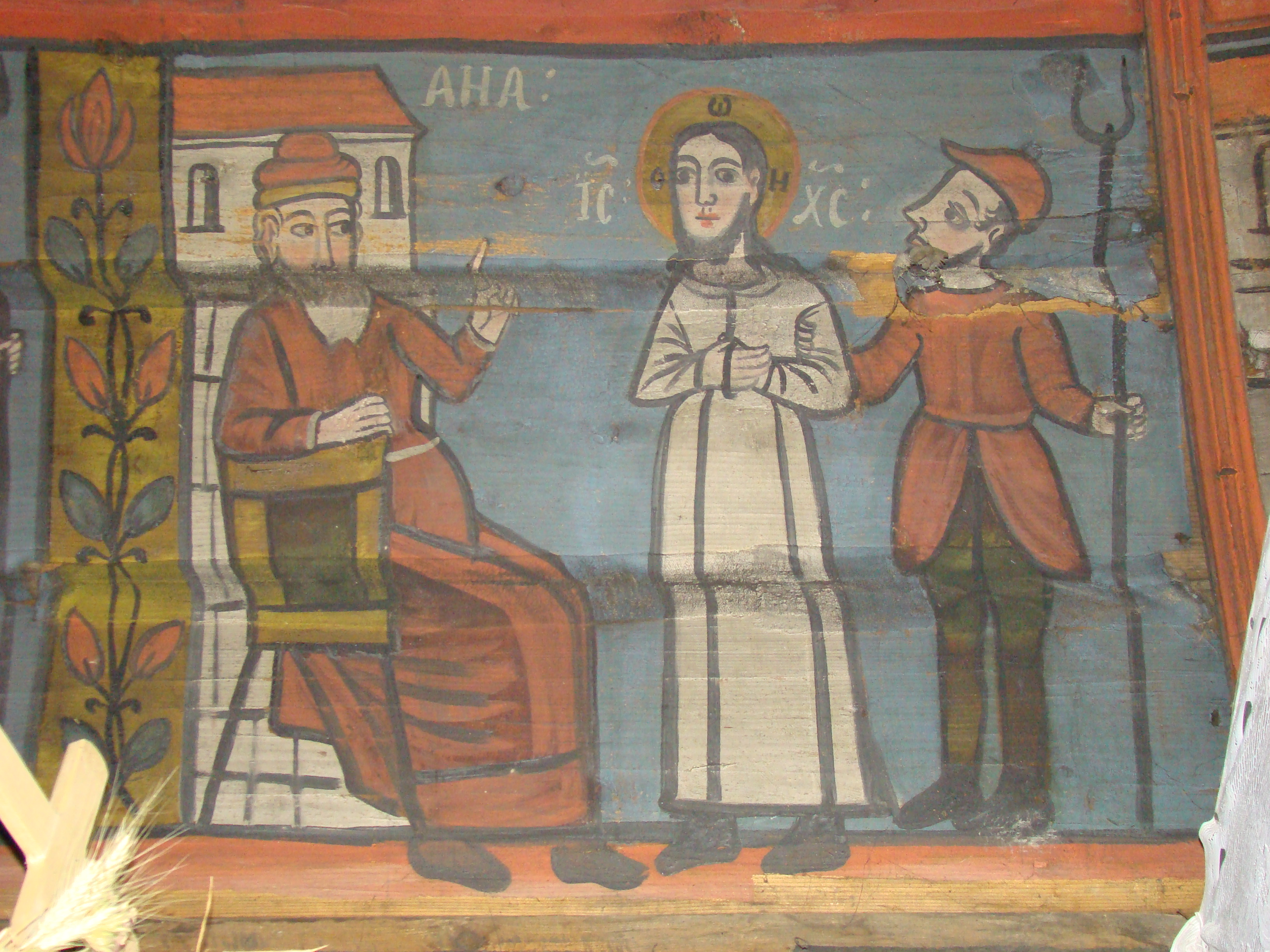
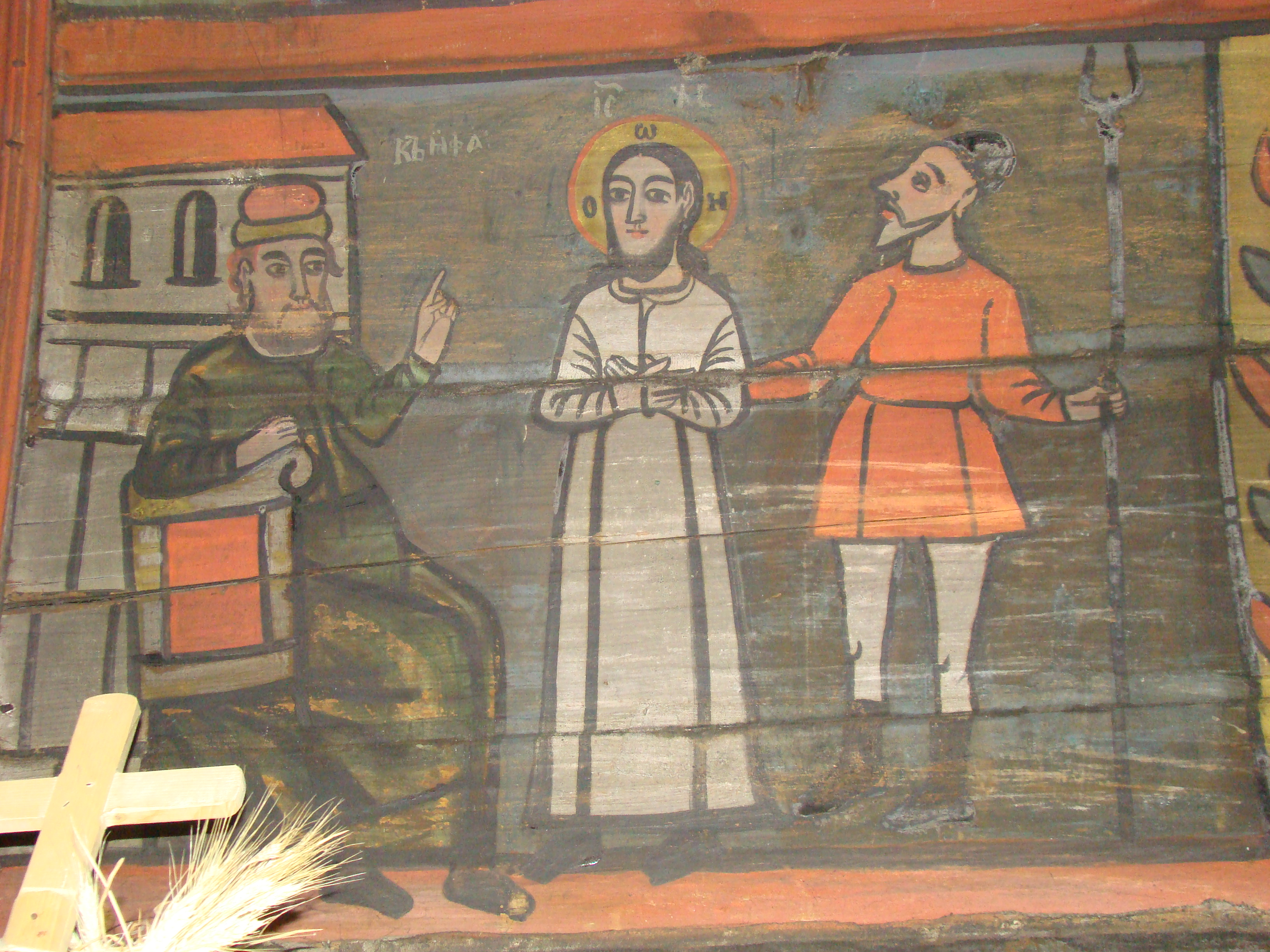
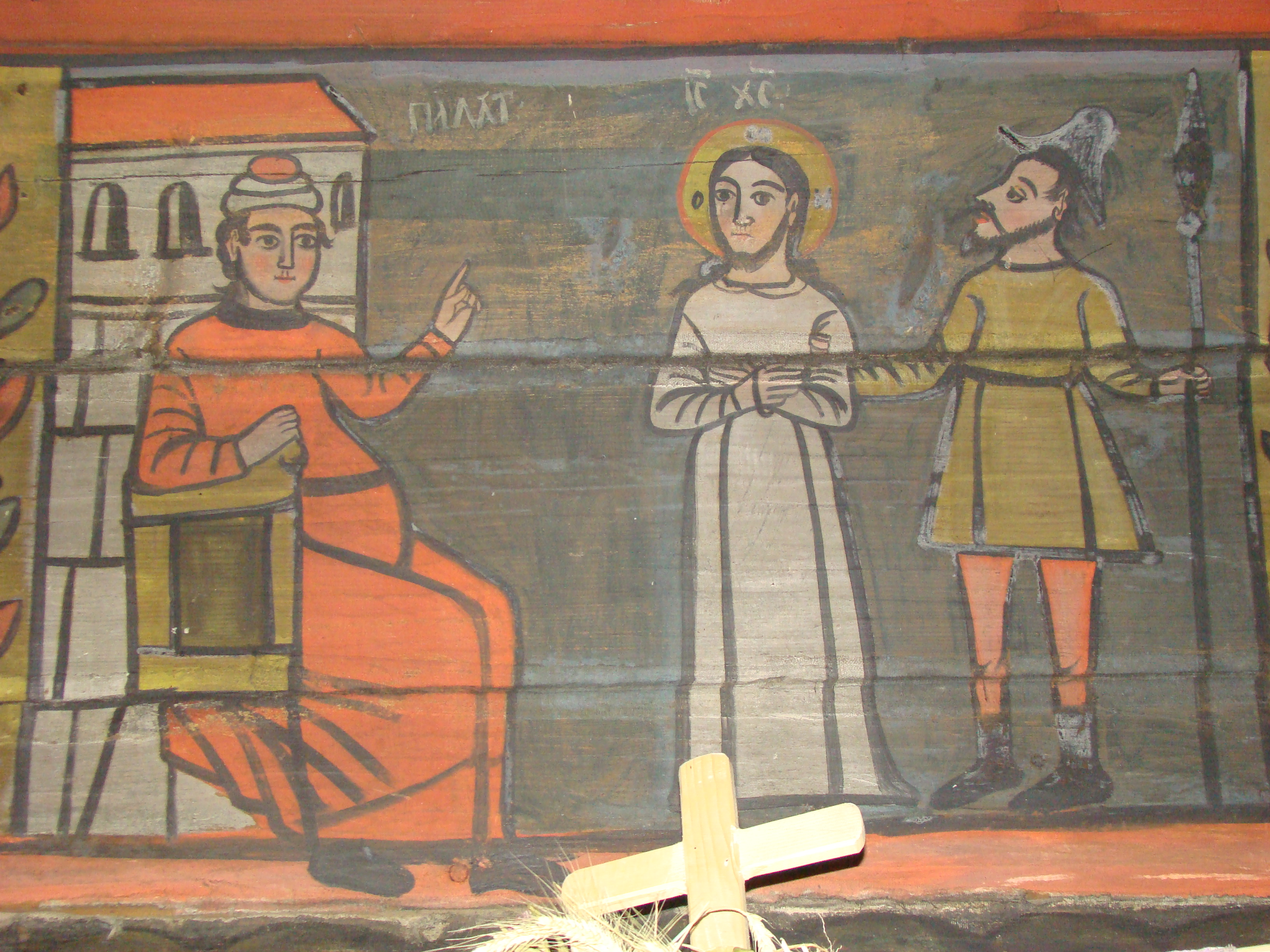
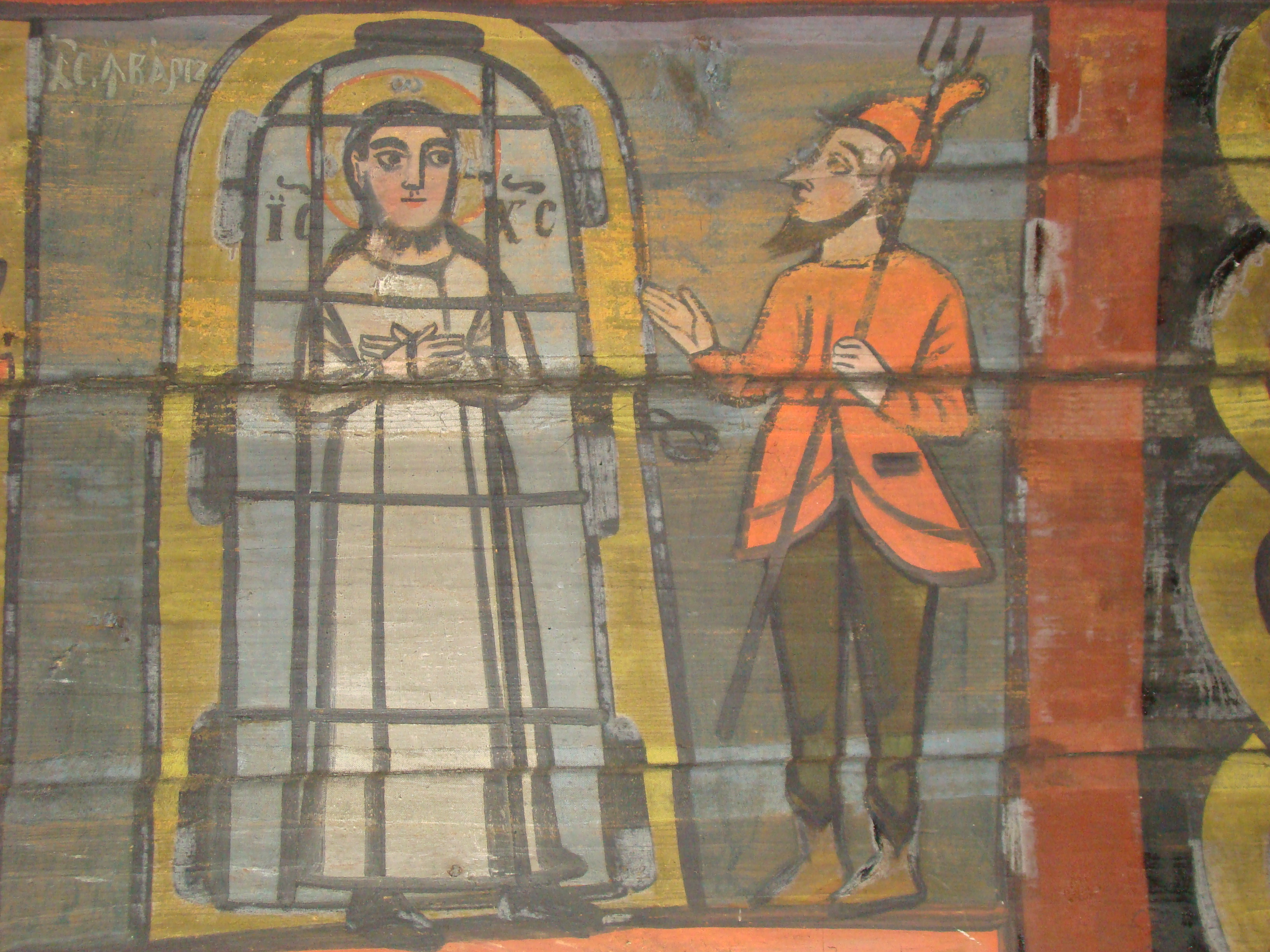
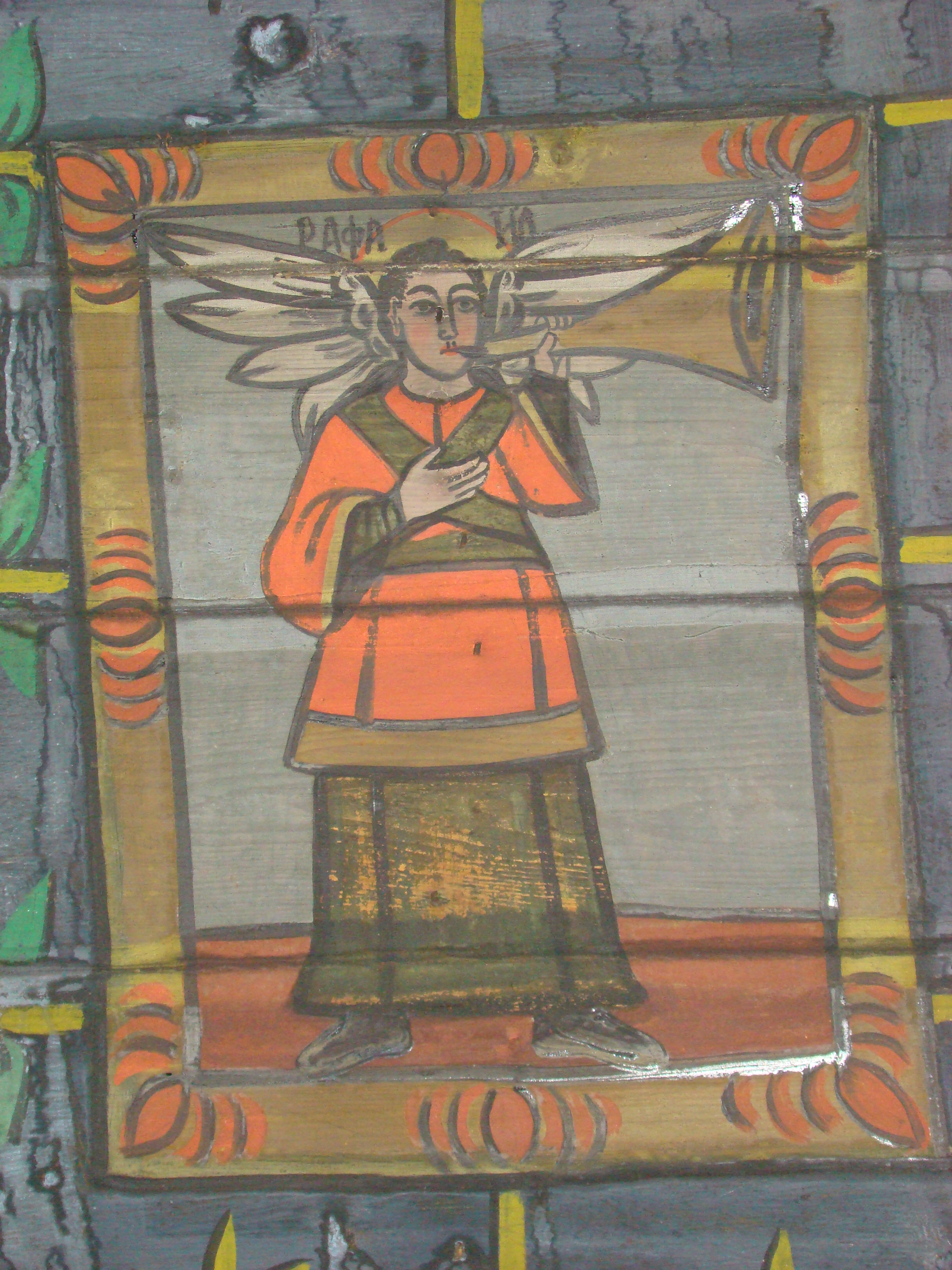
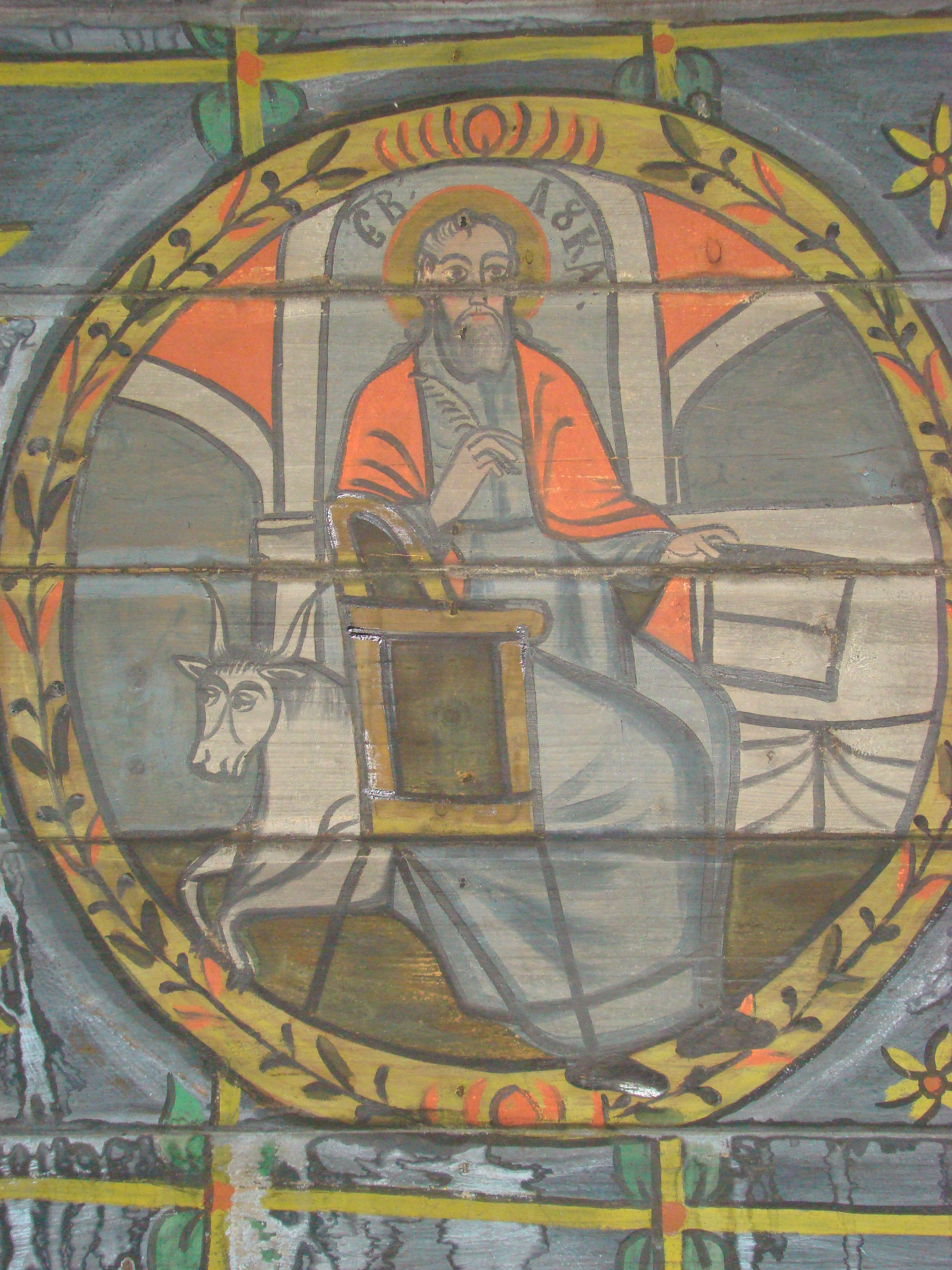
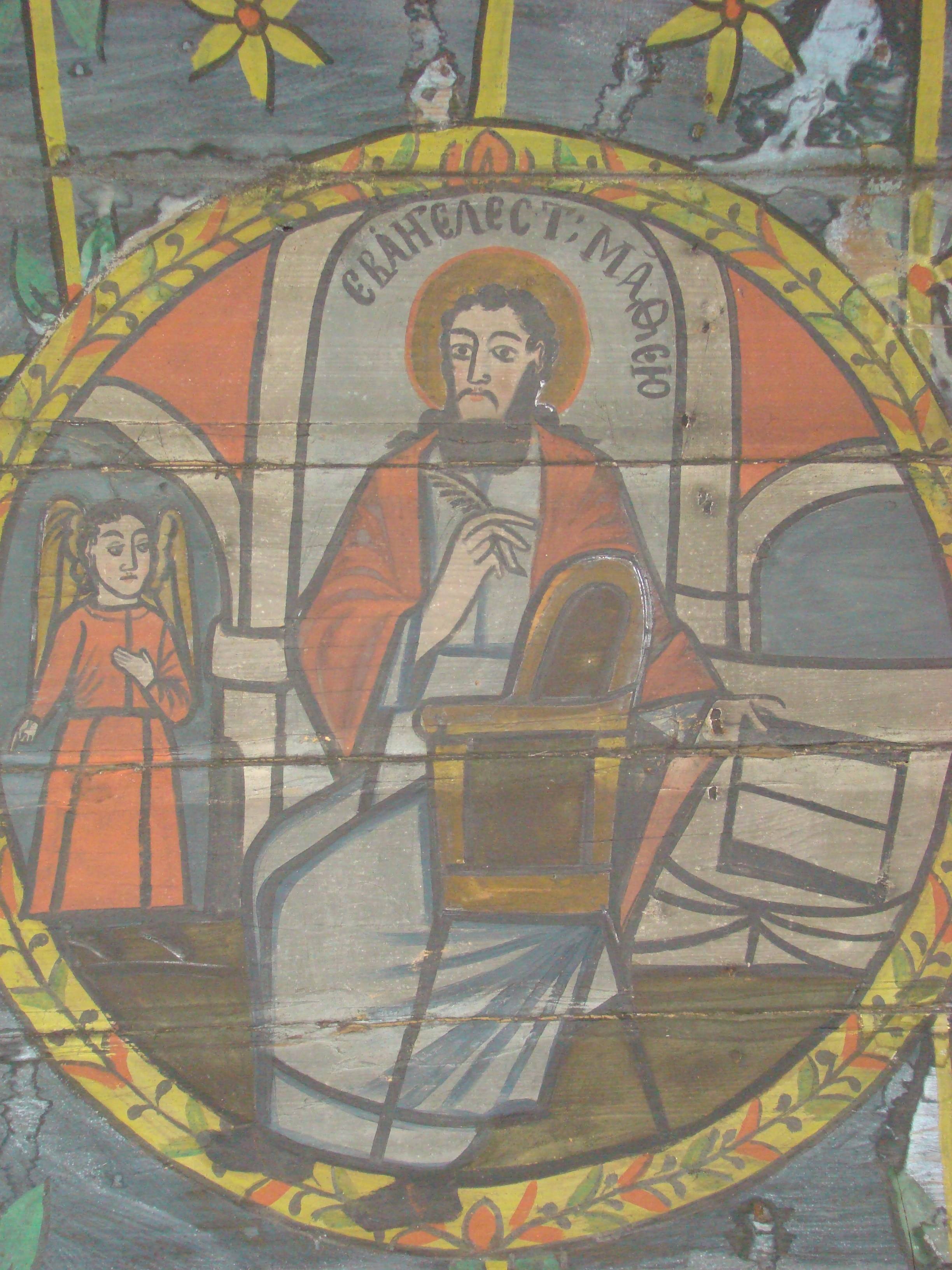
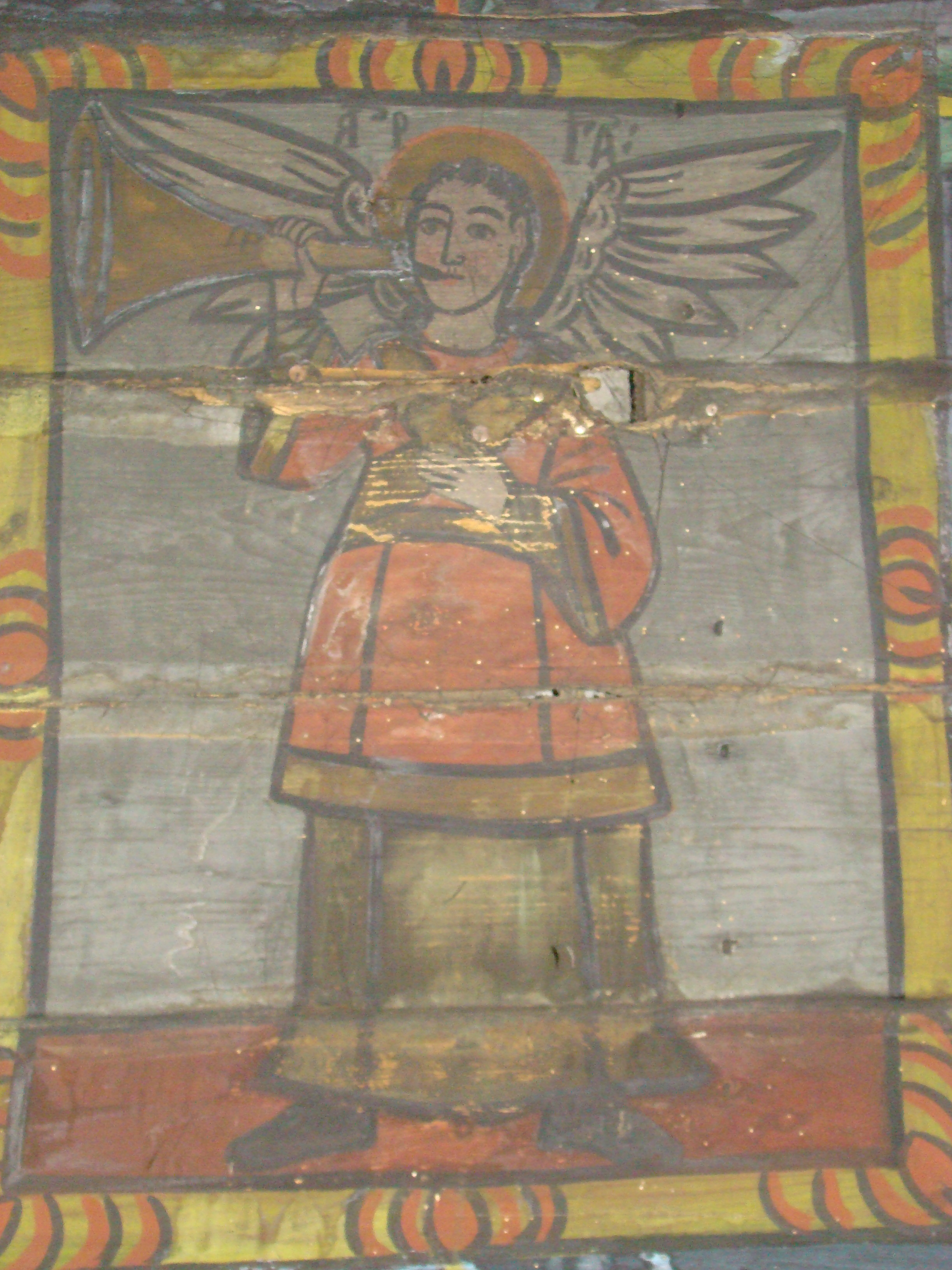
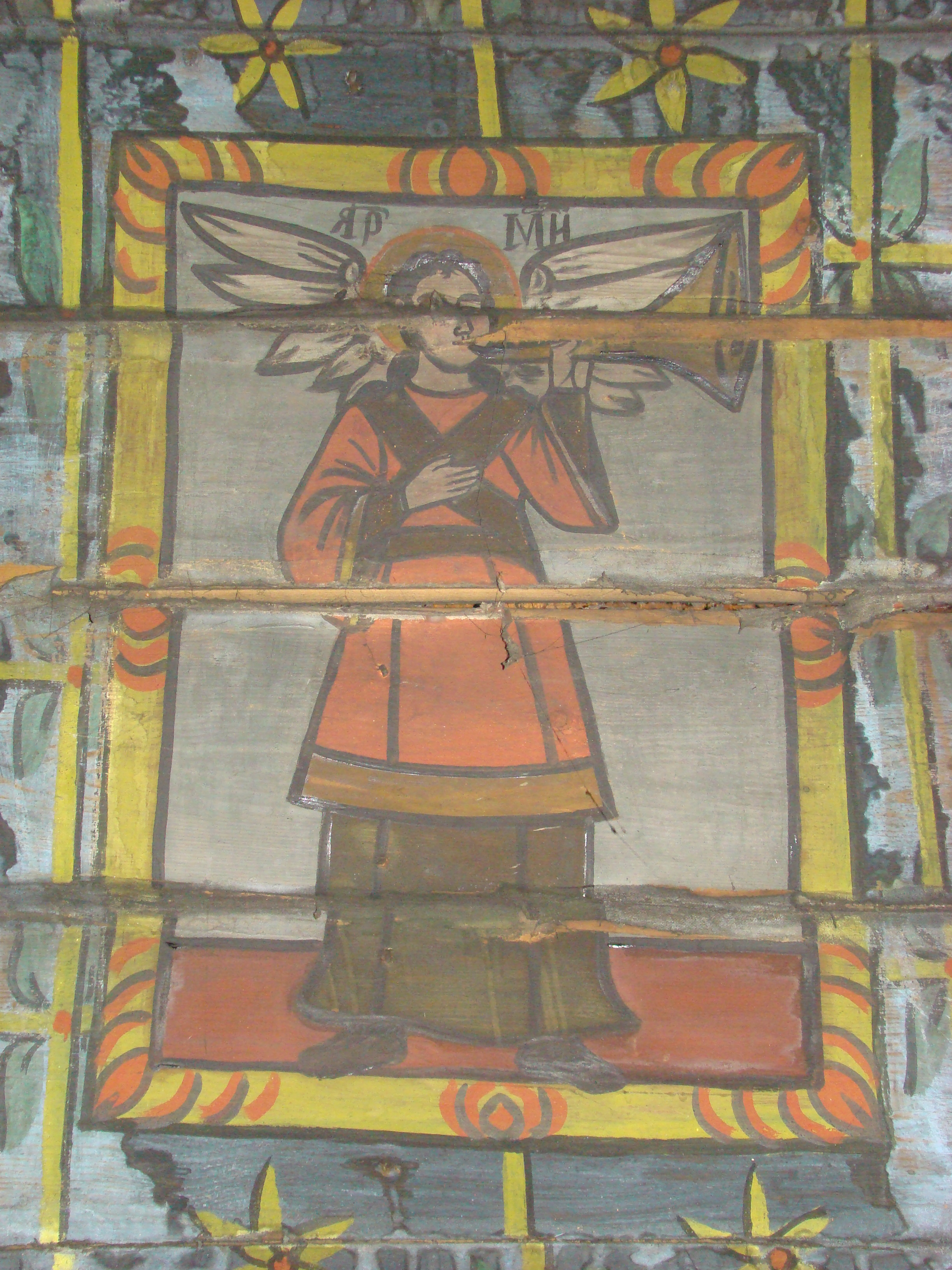
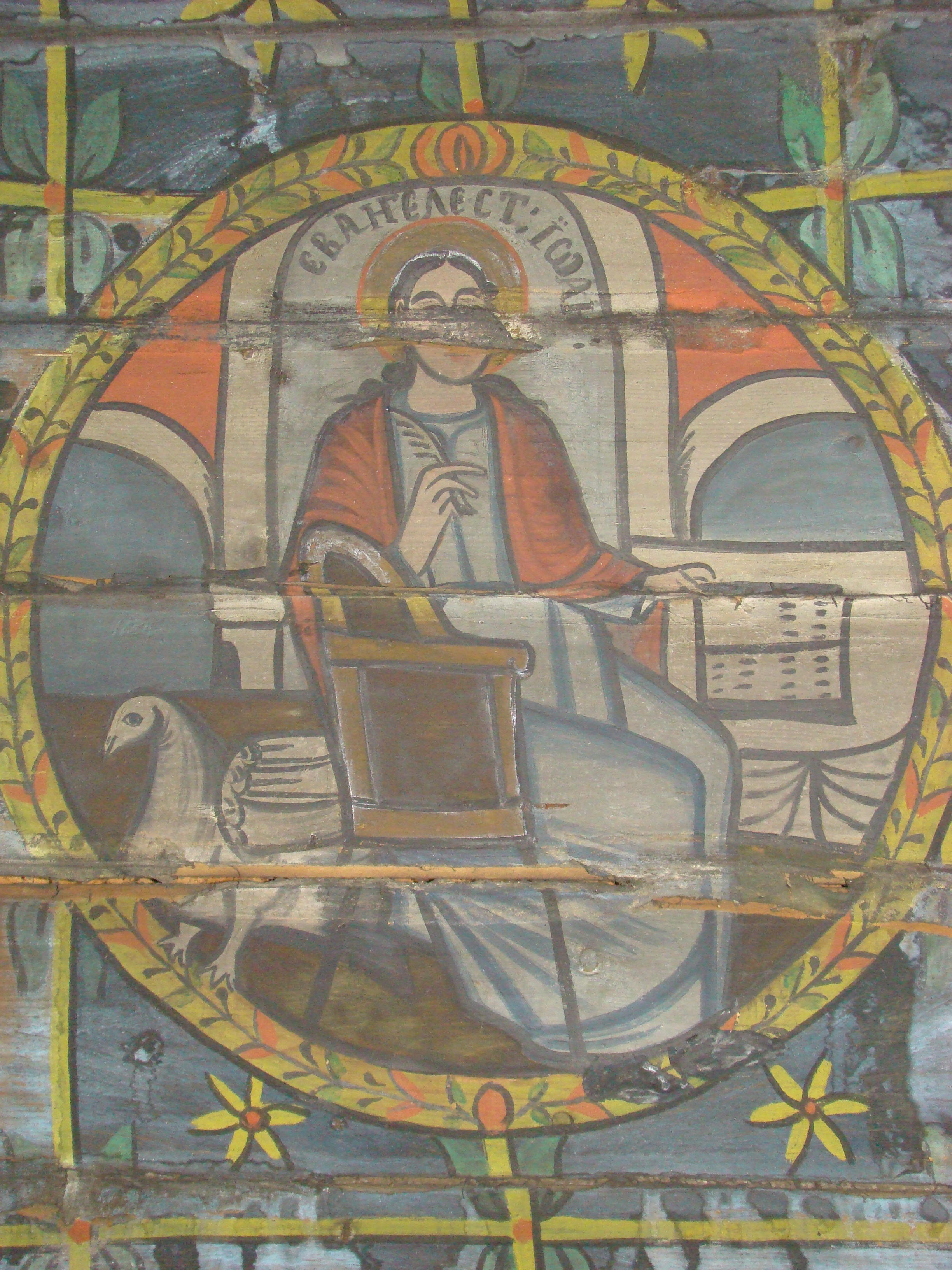
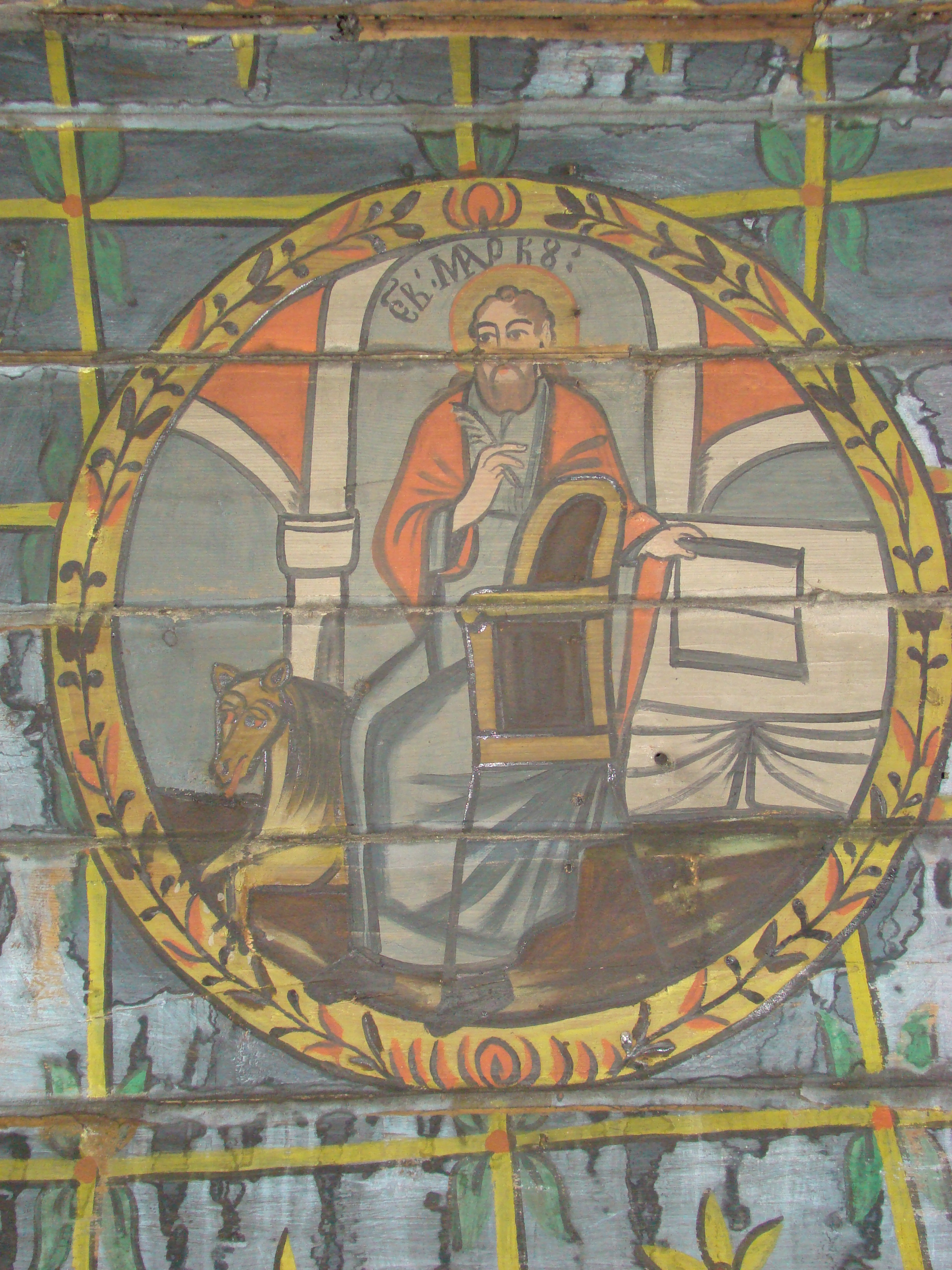
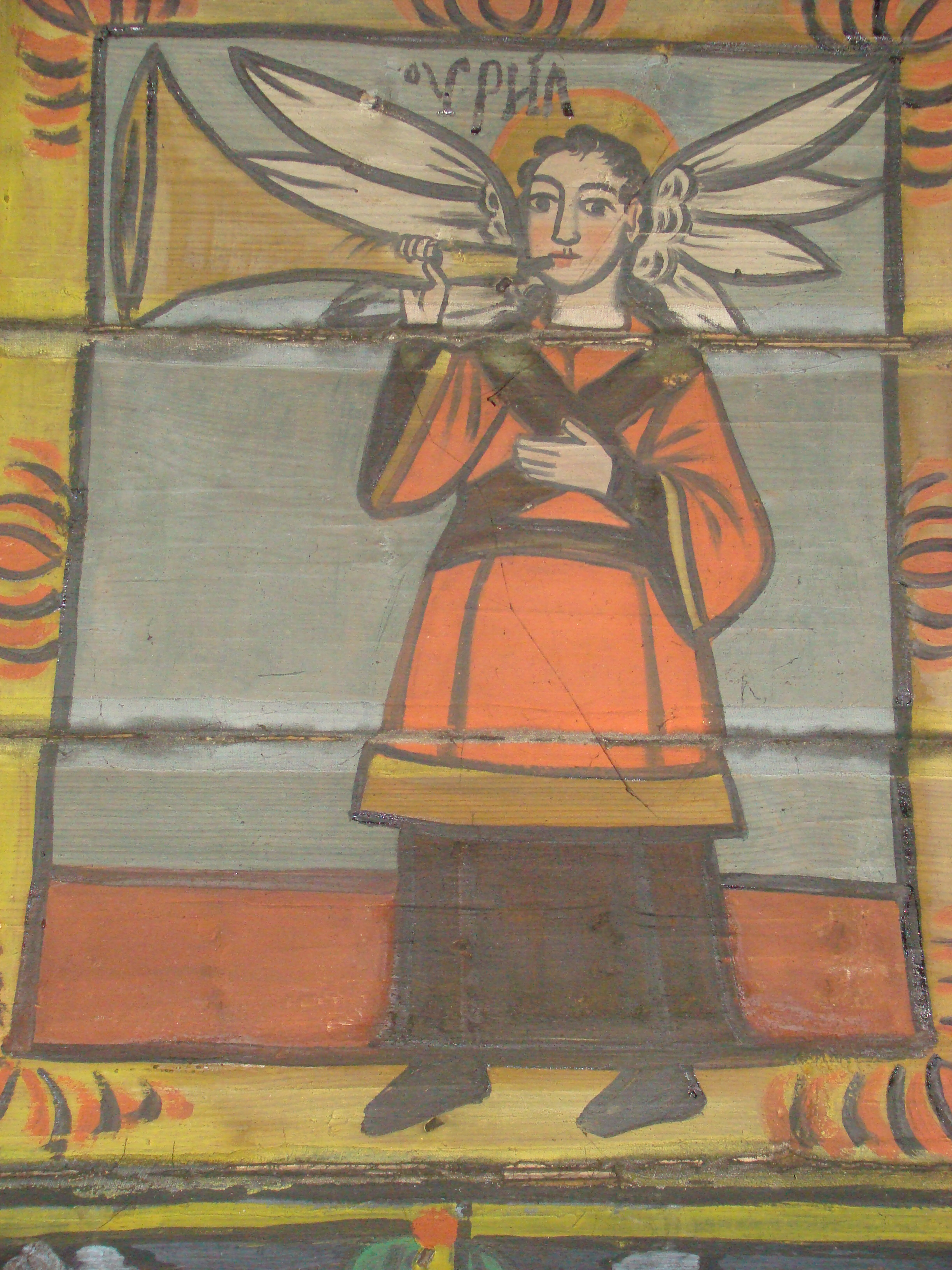
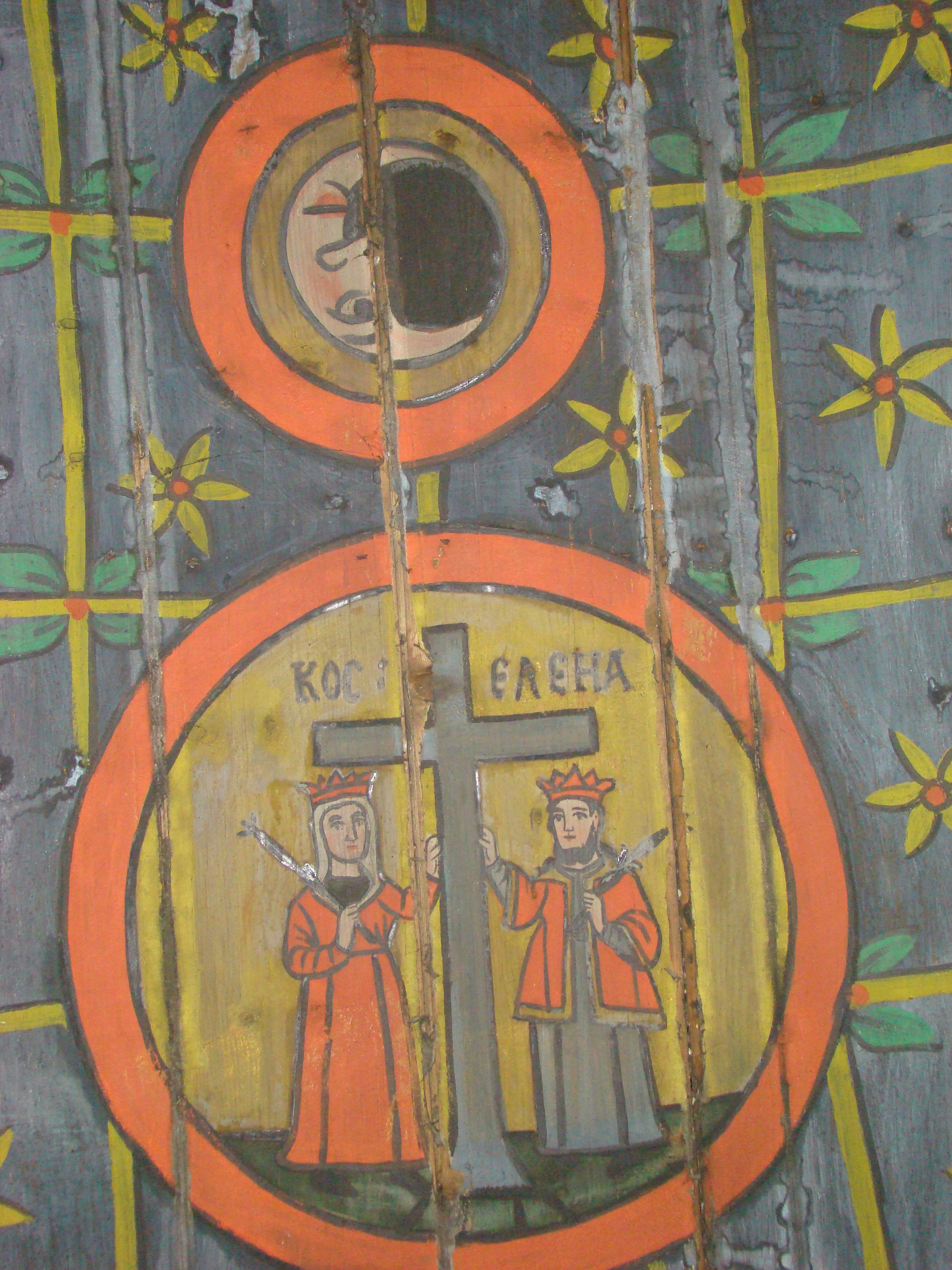
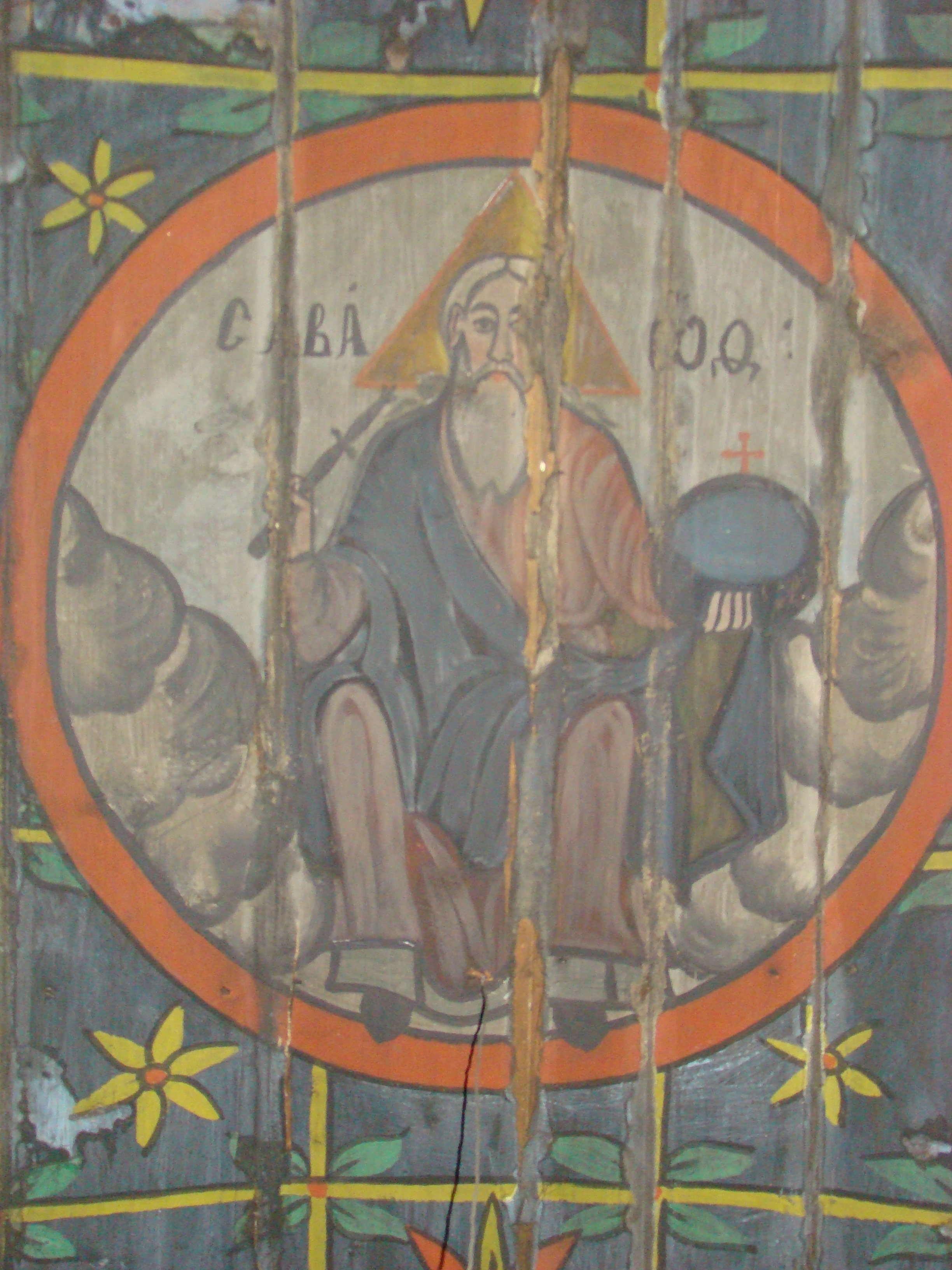
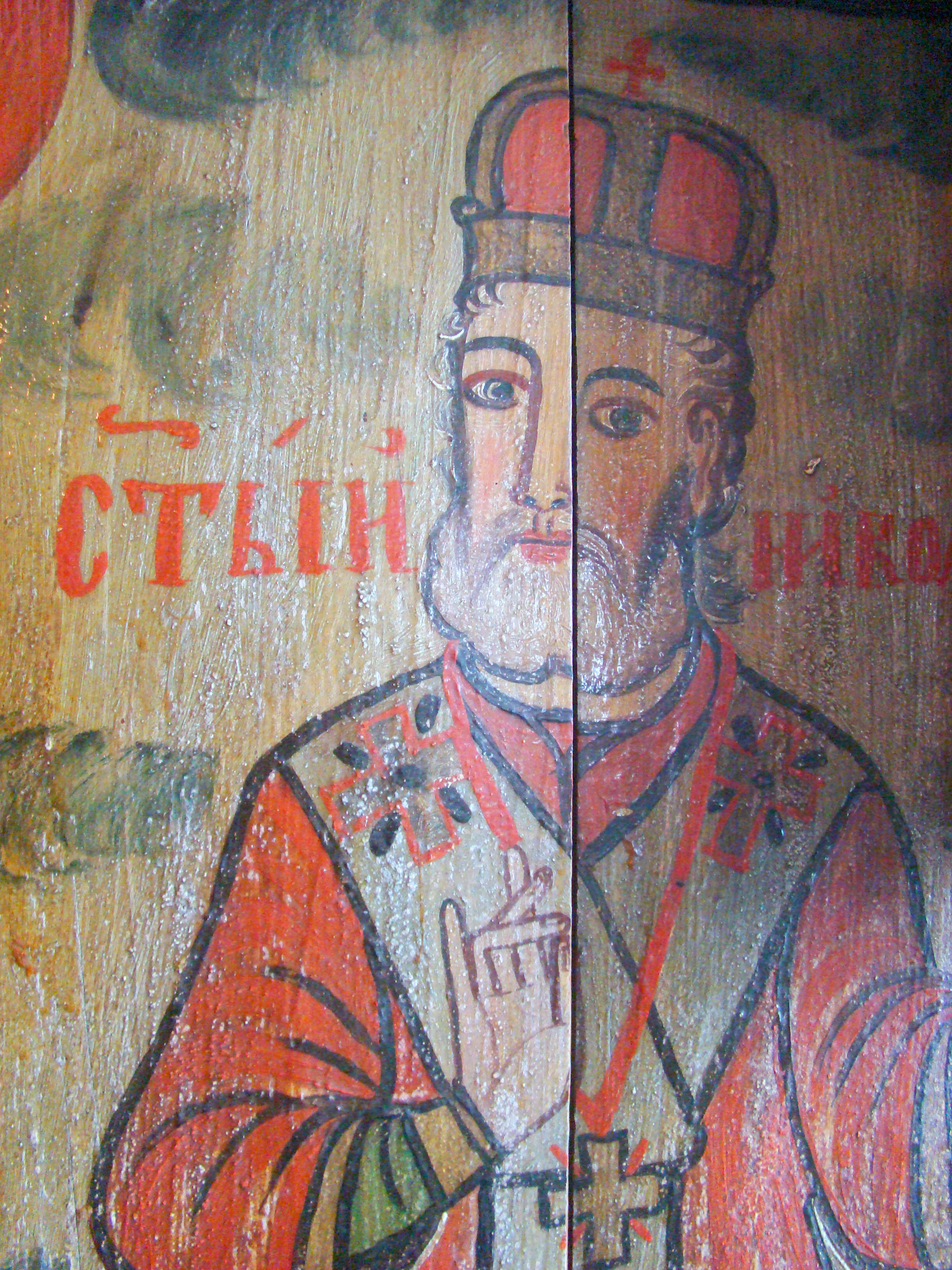
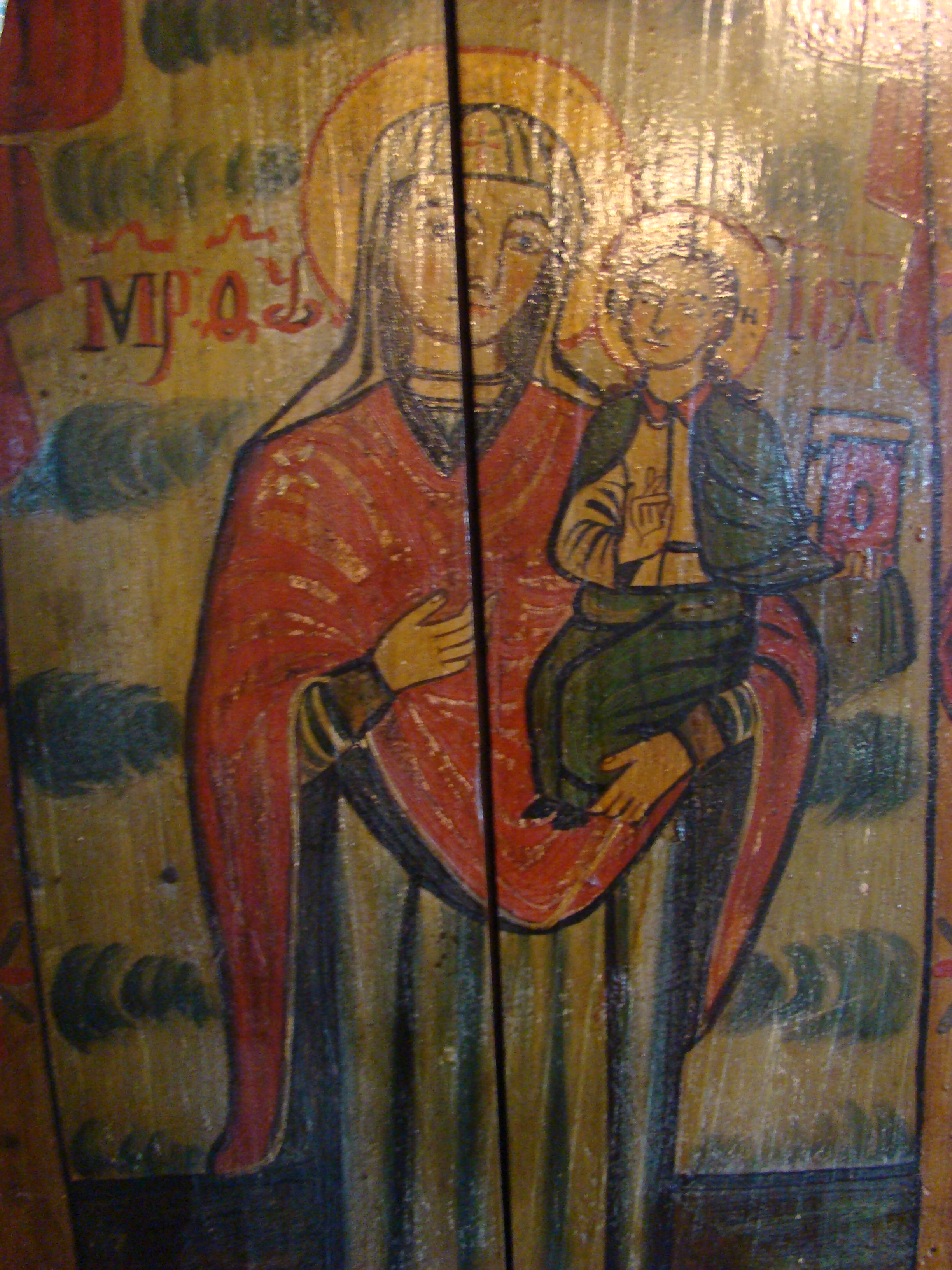
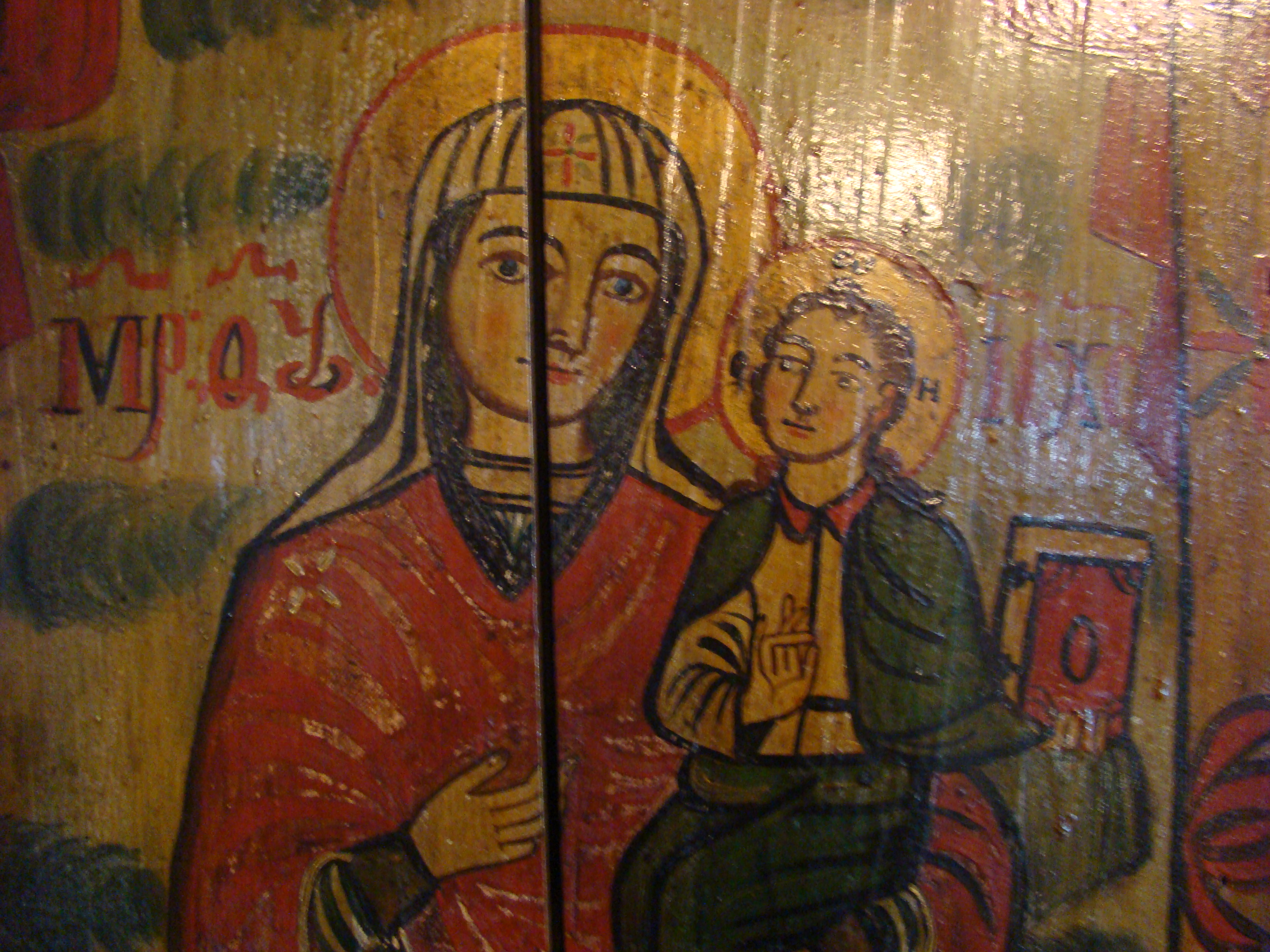
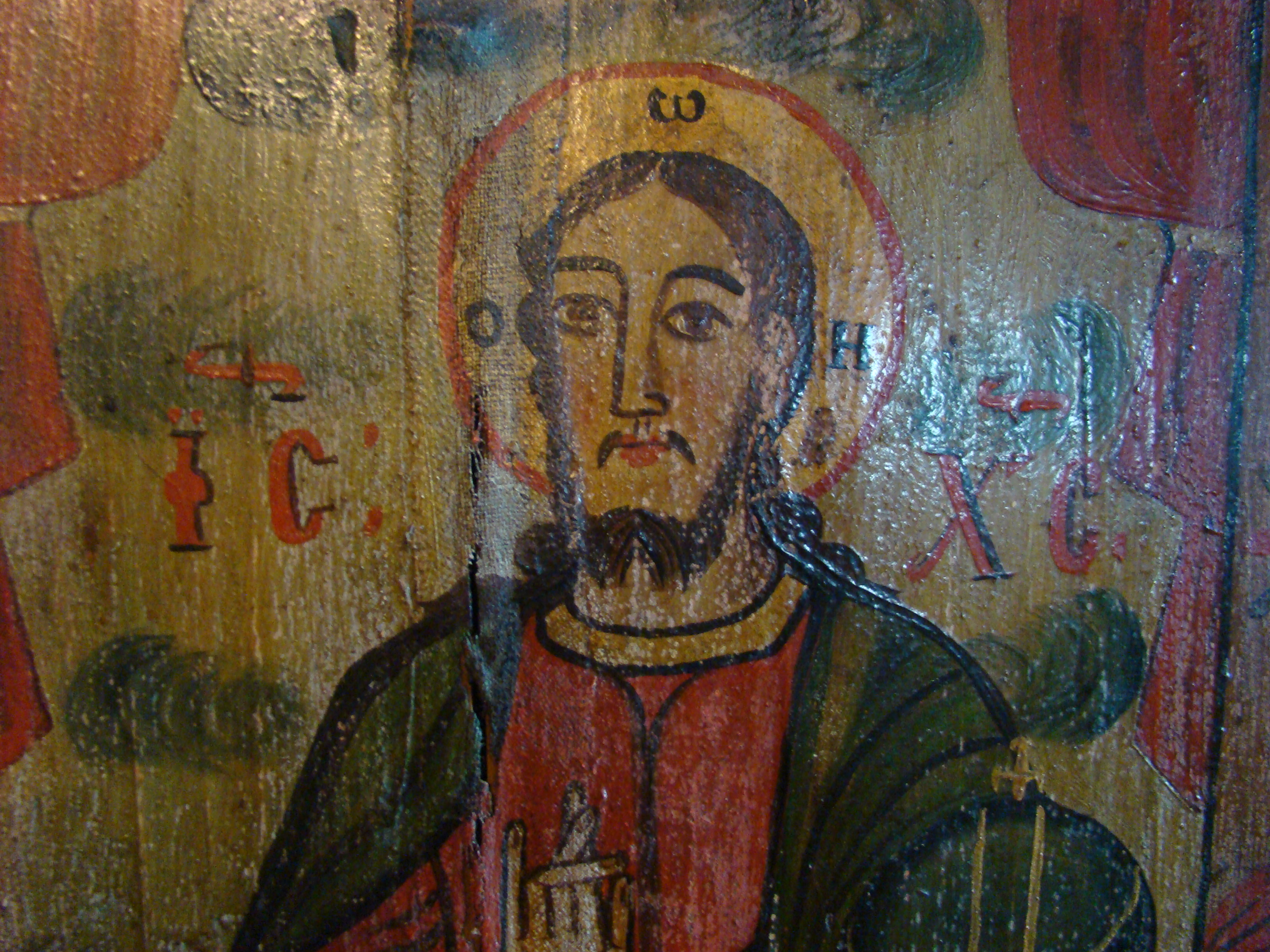
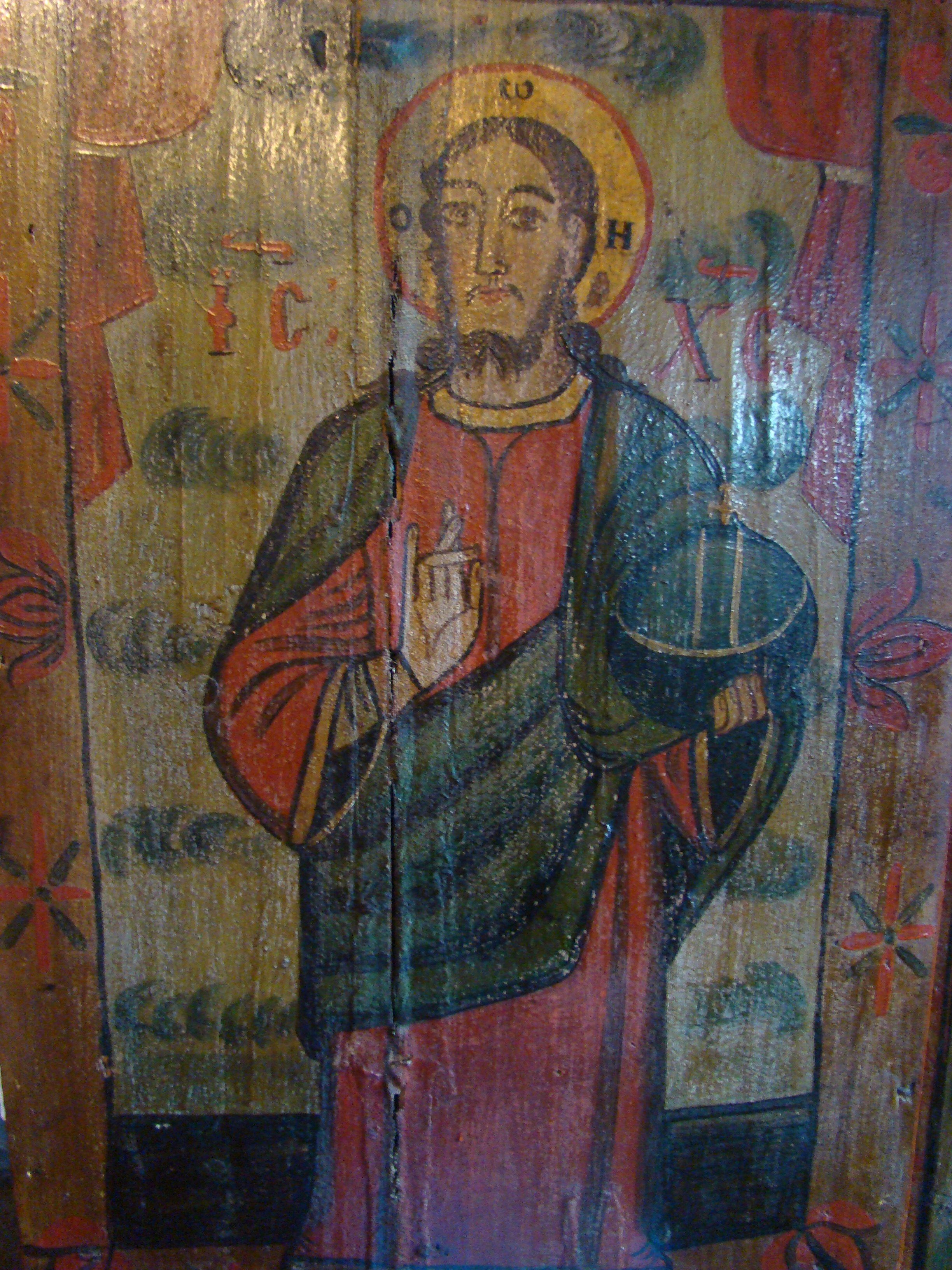
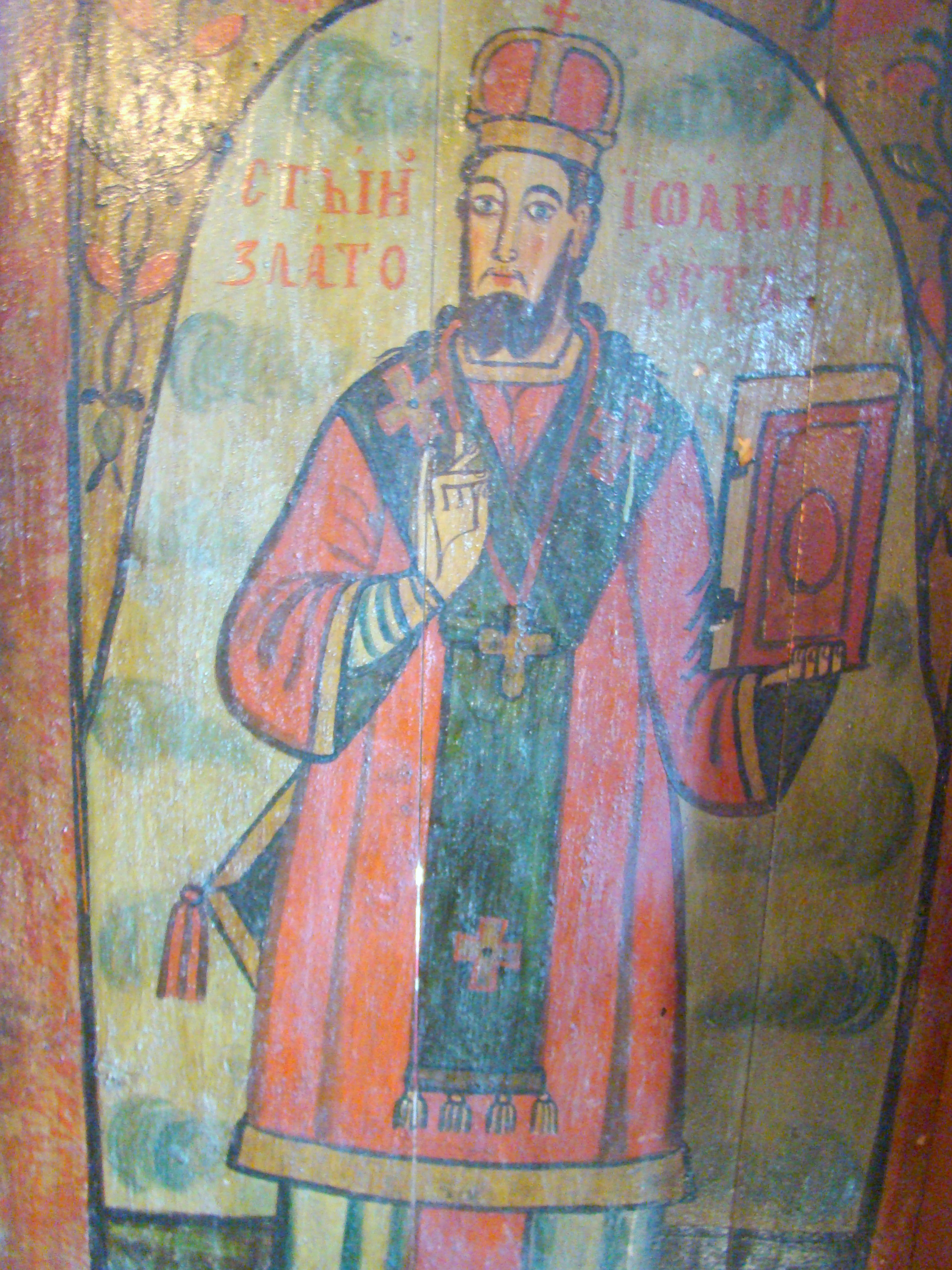
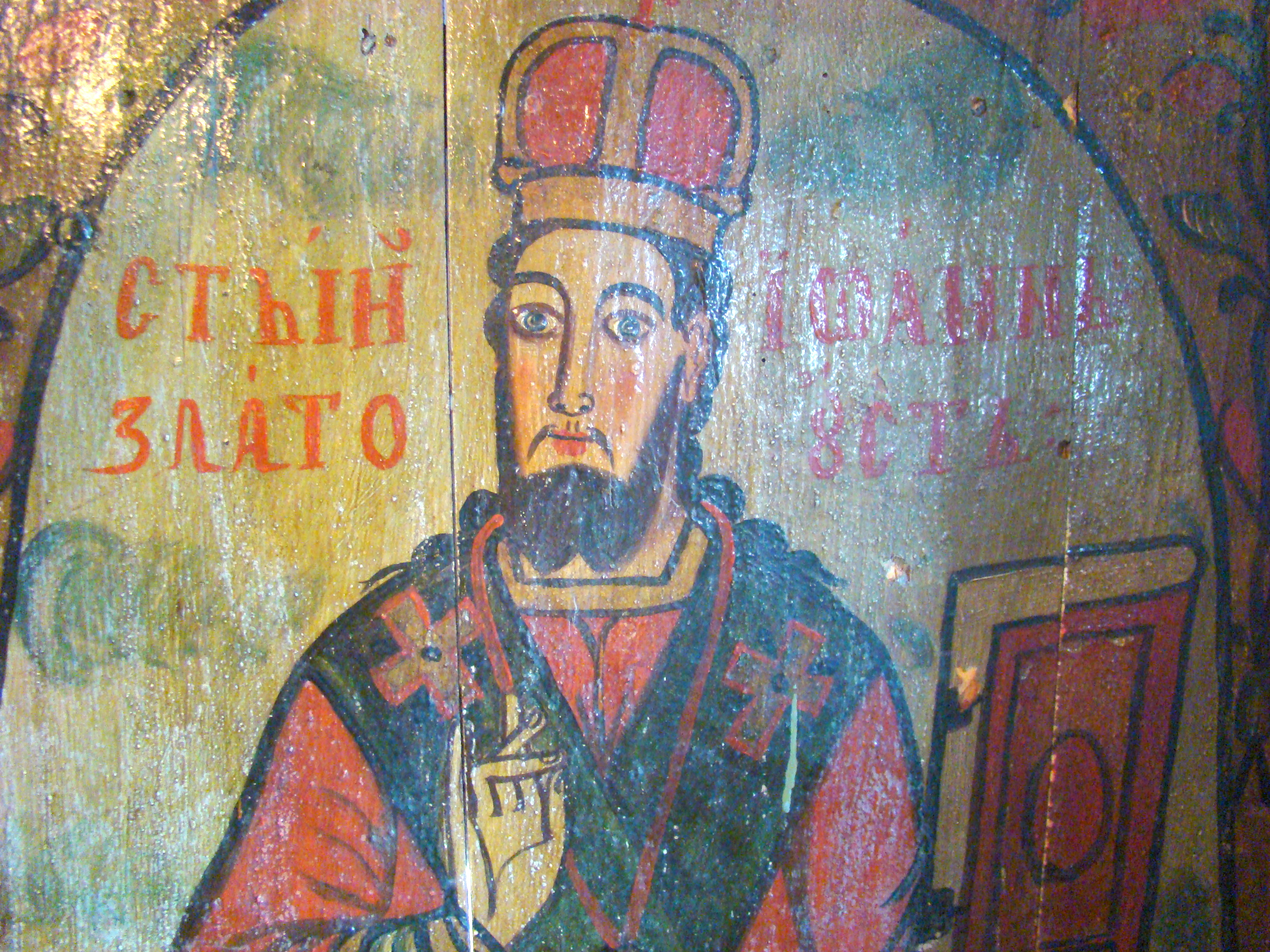
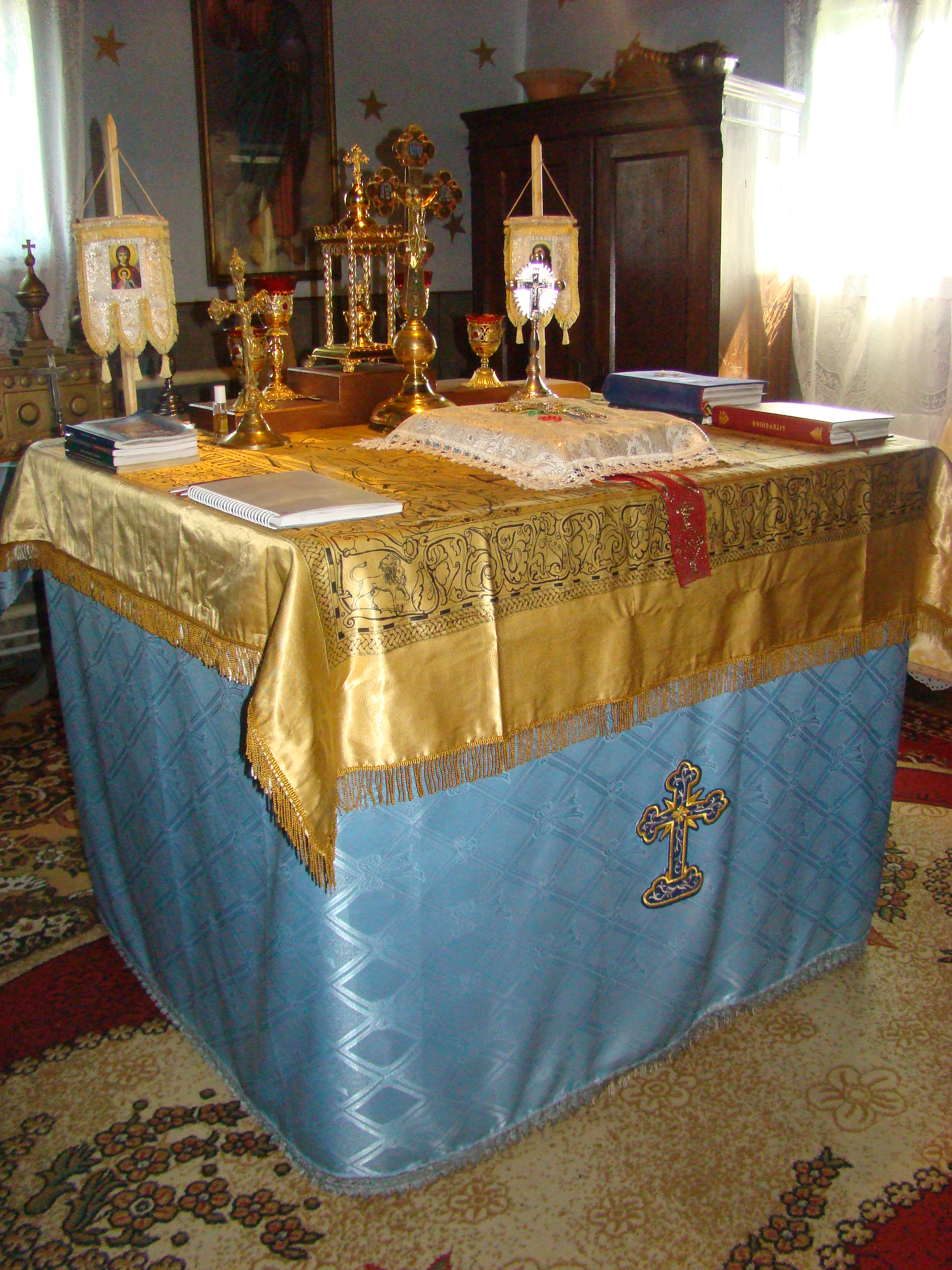

## Imagini din exterior

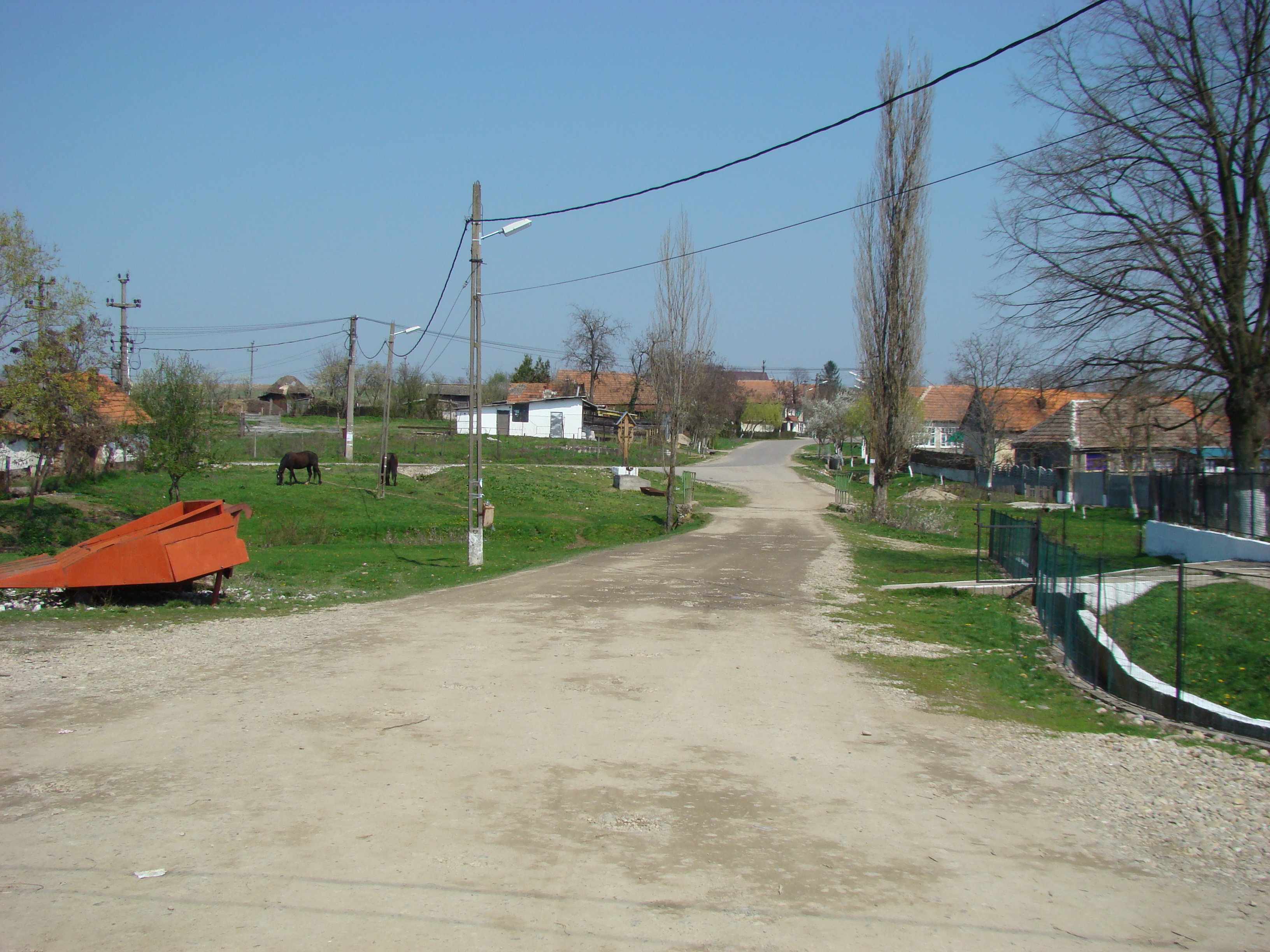
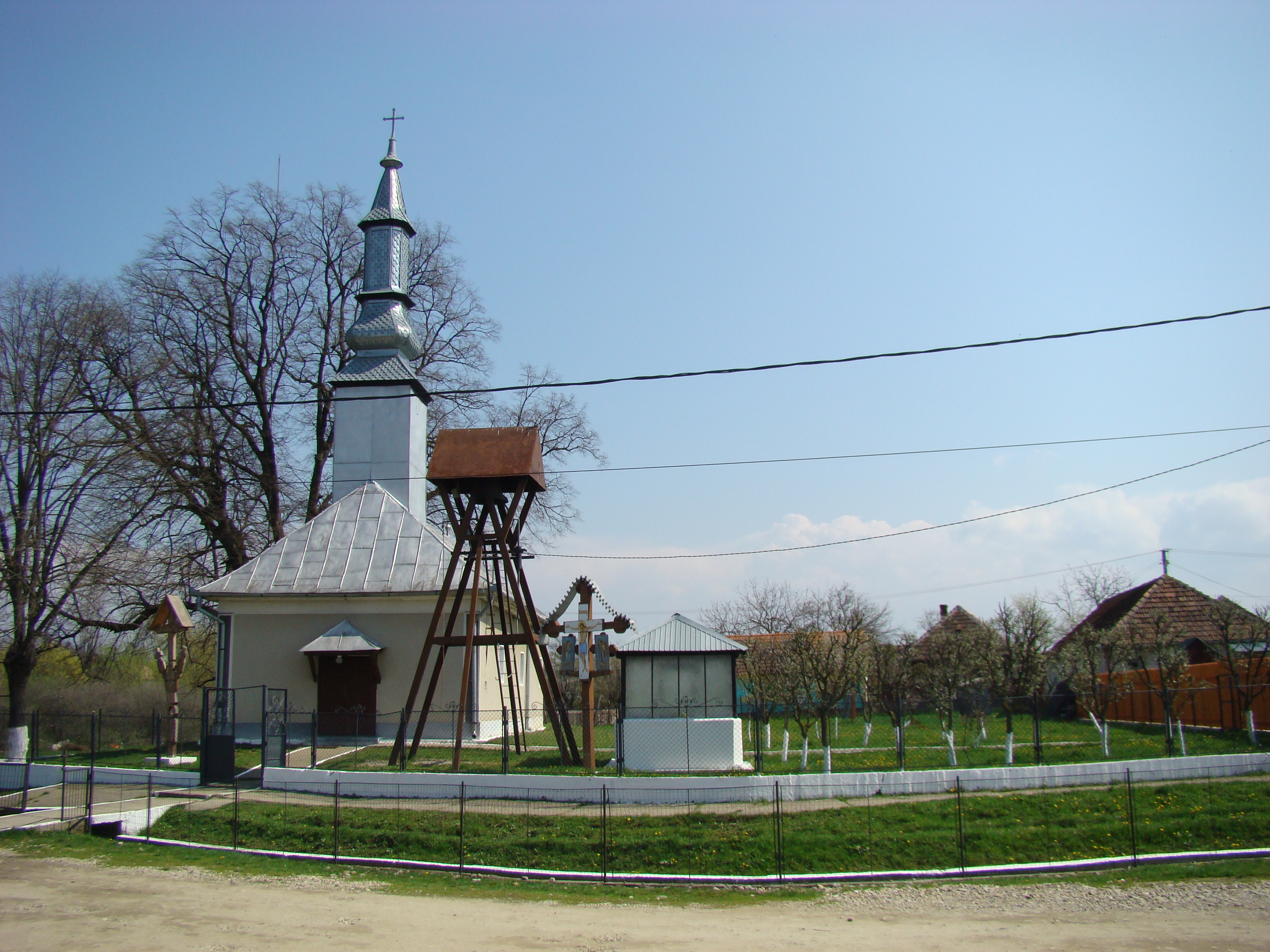
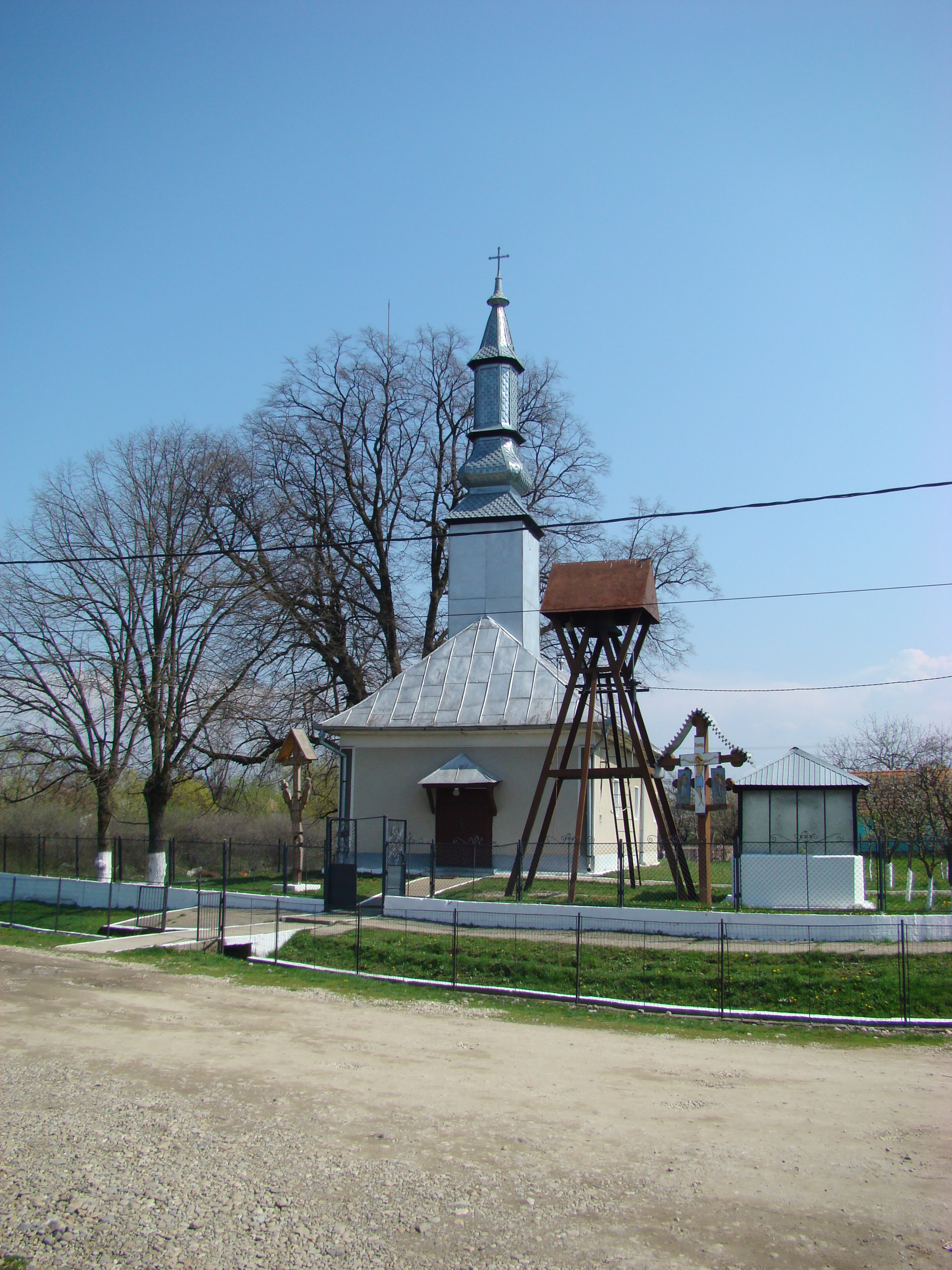
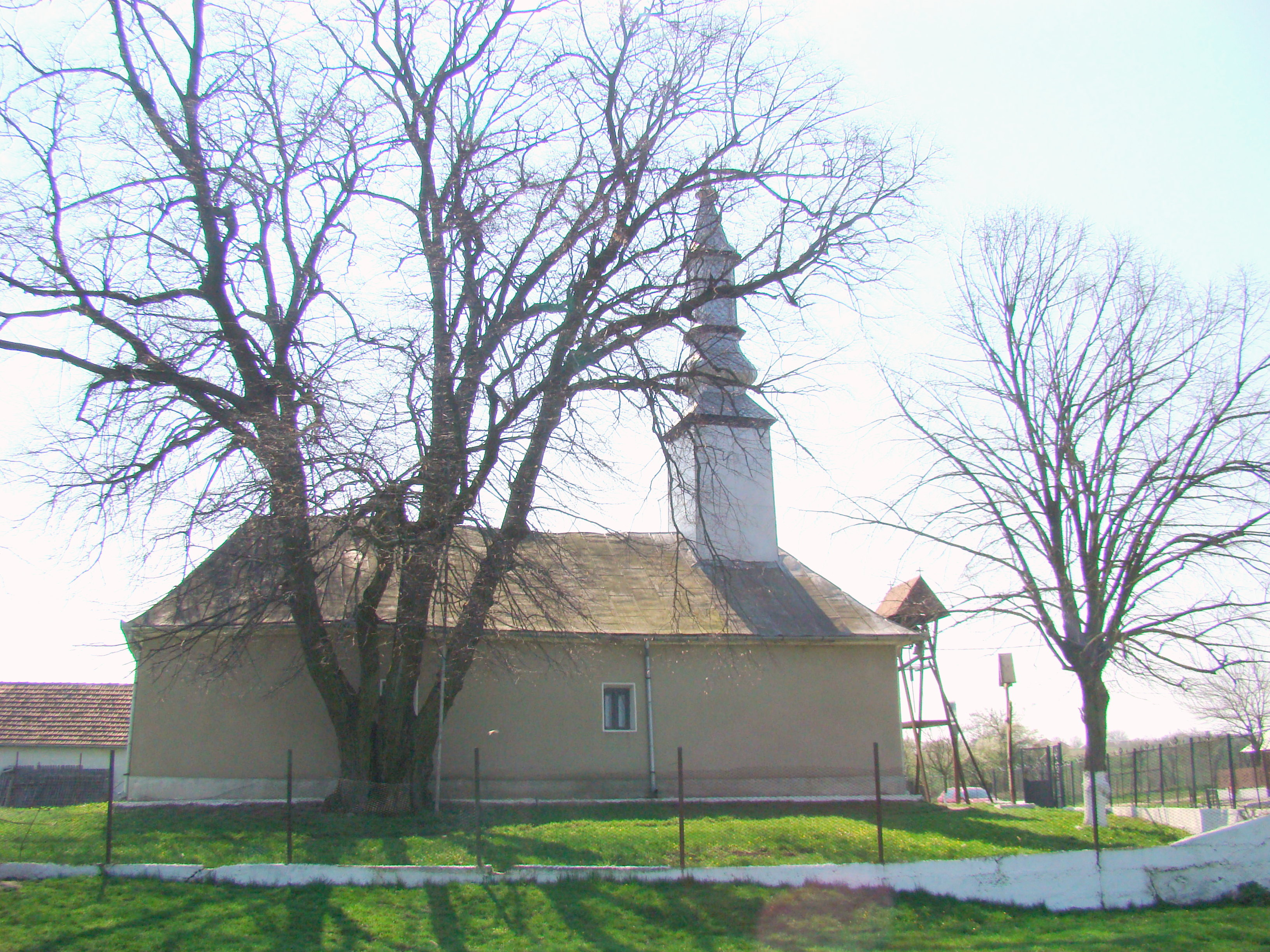
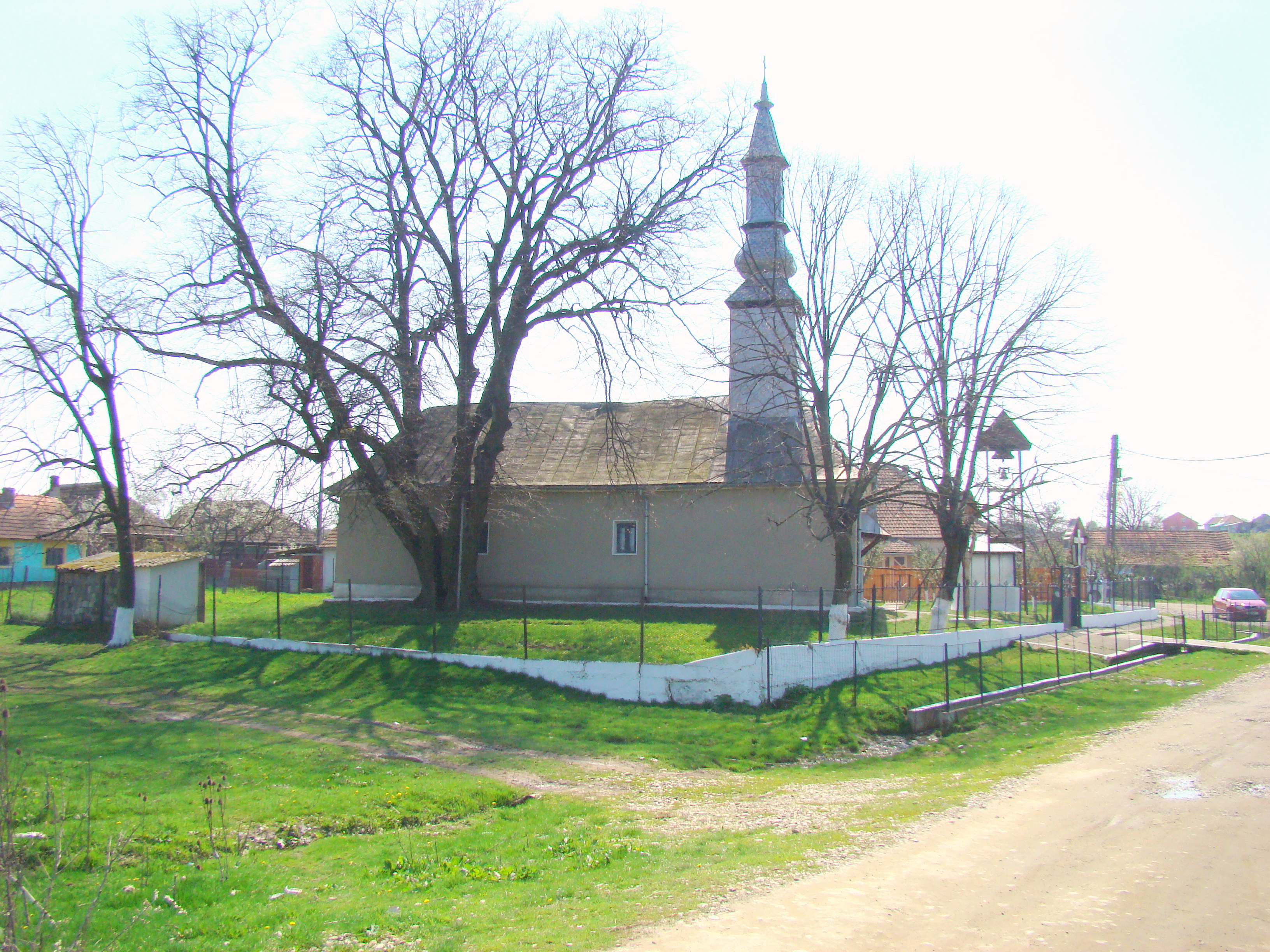
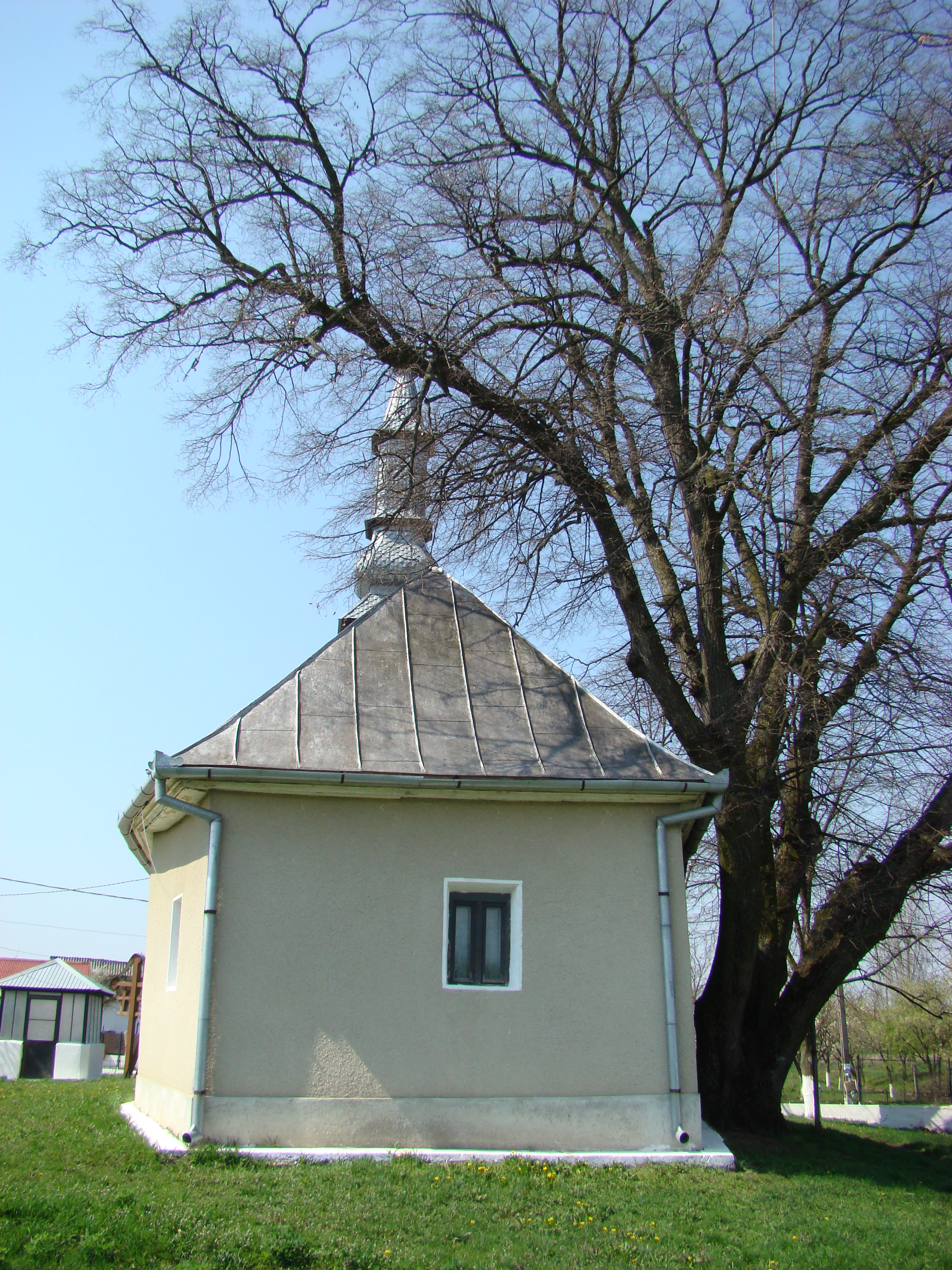
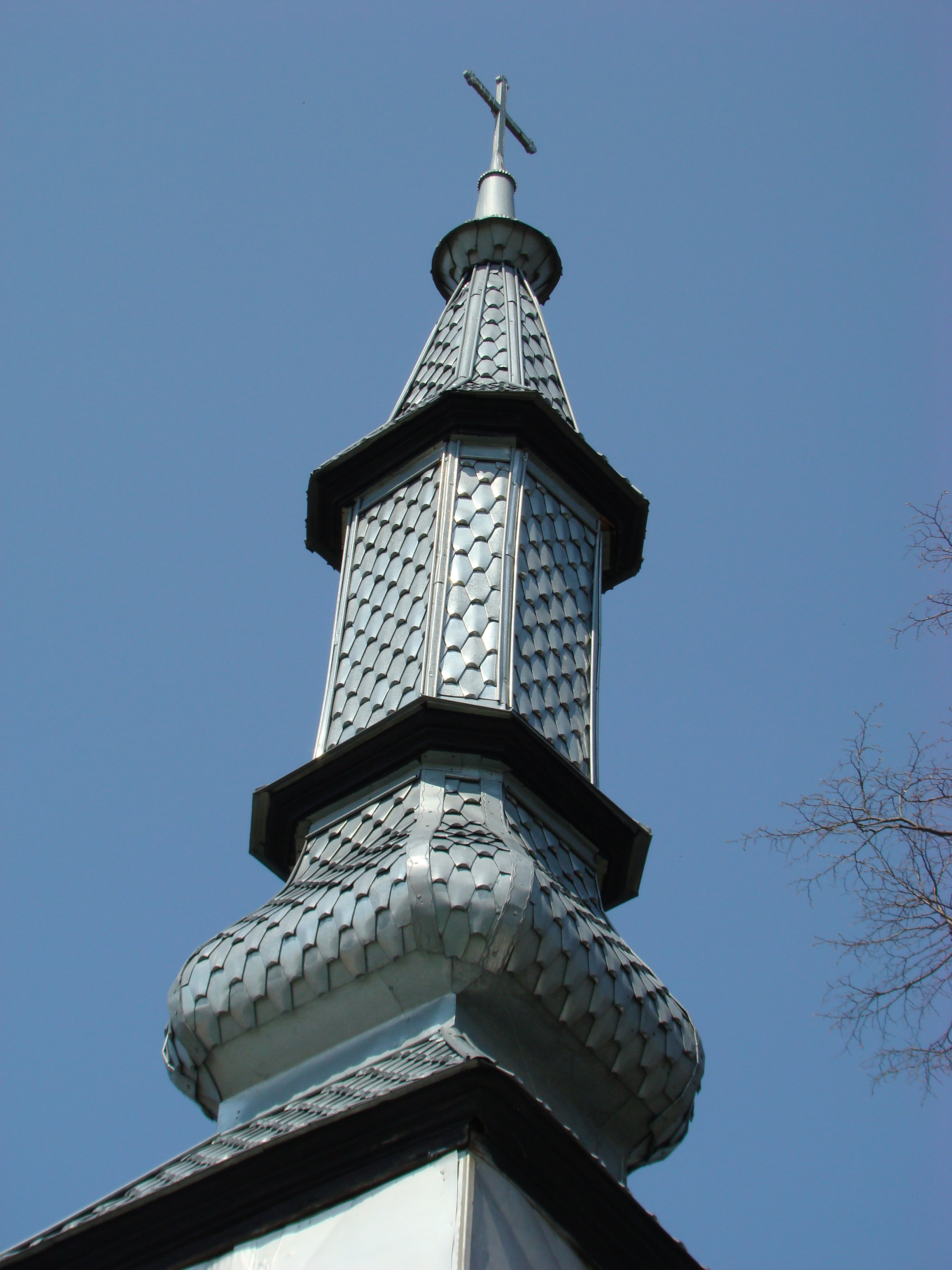
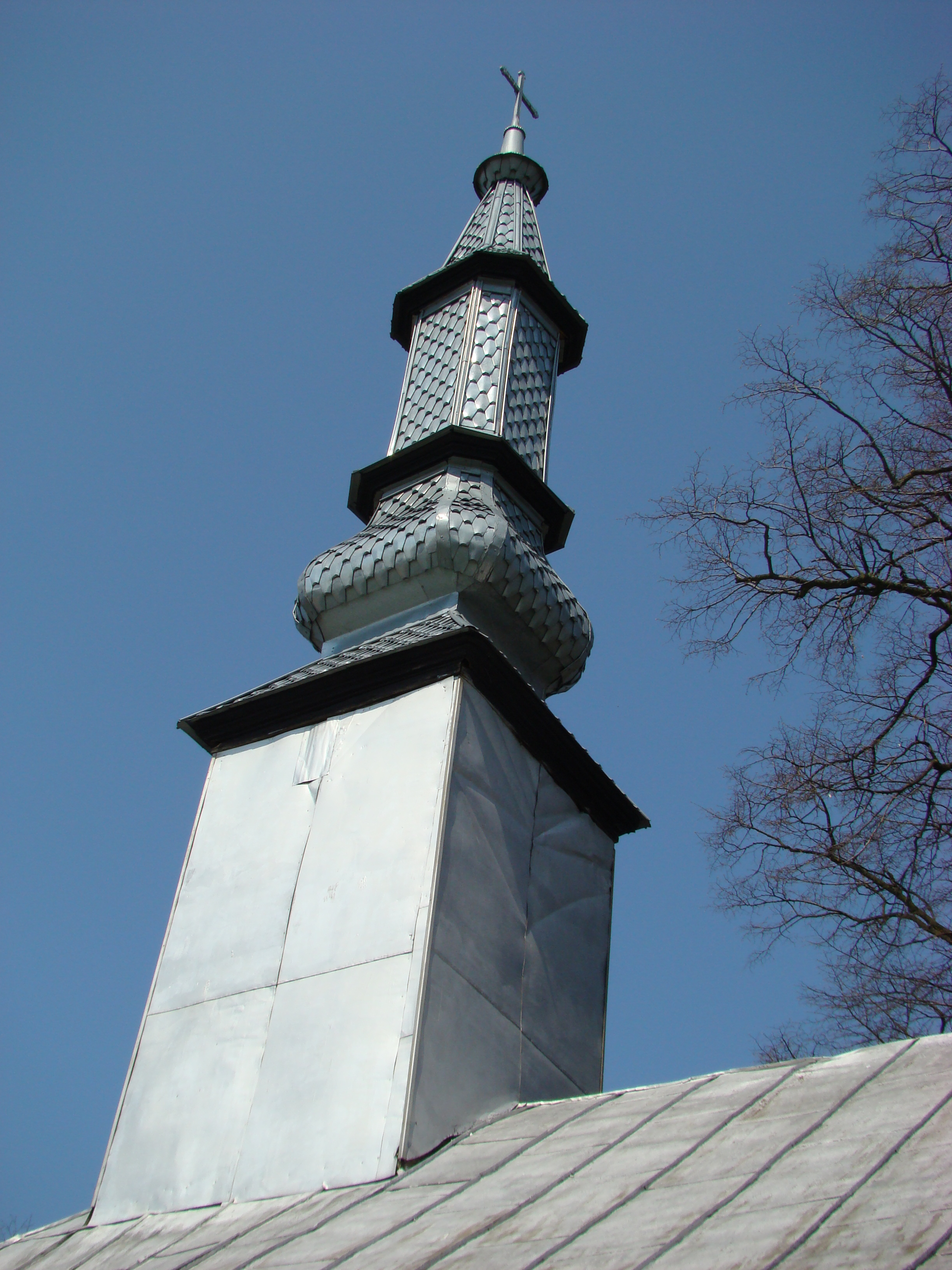
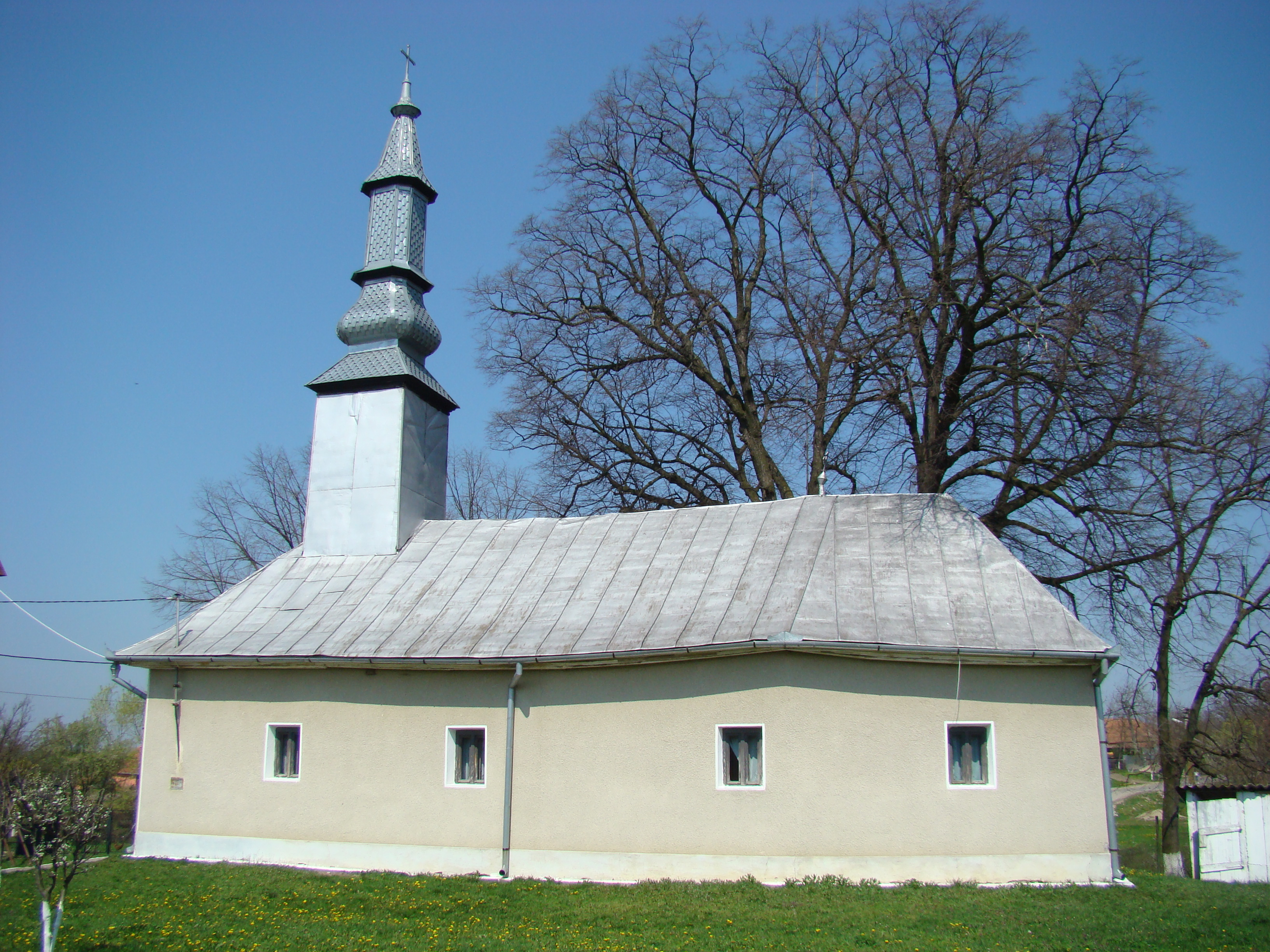
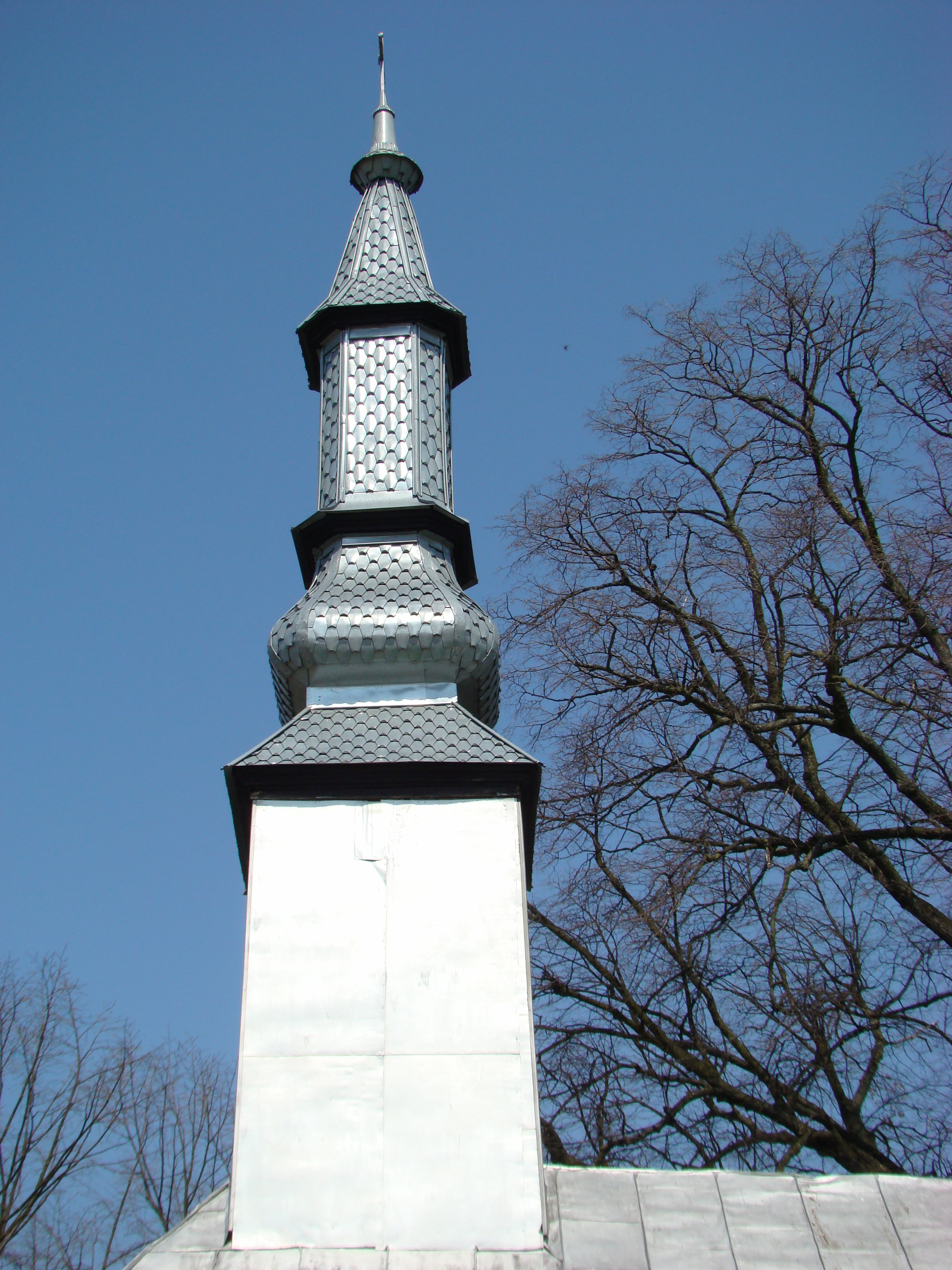
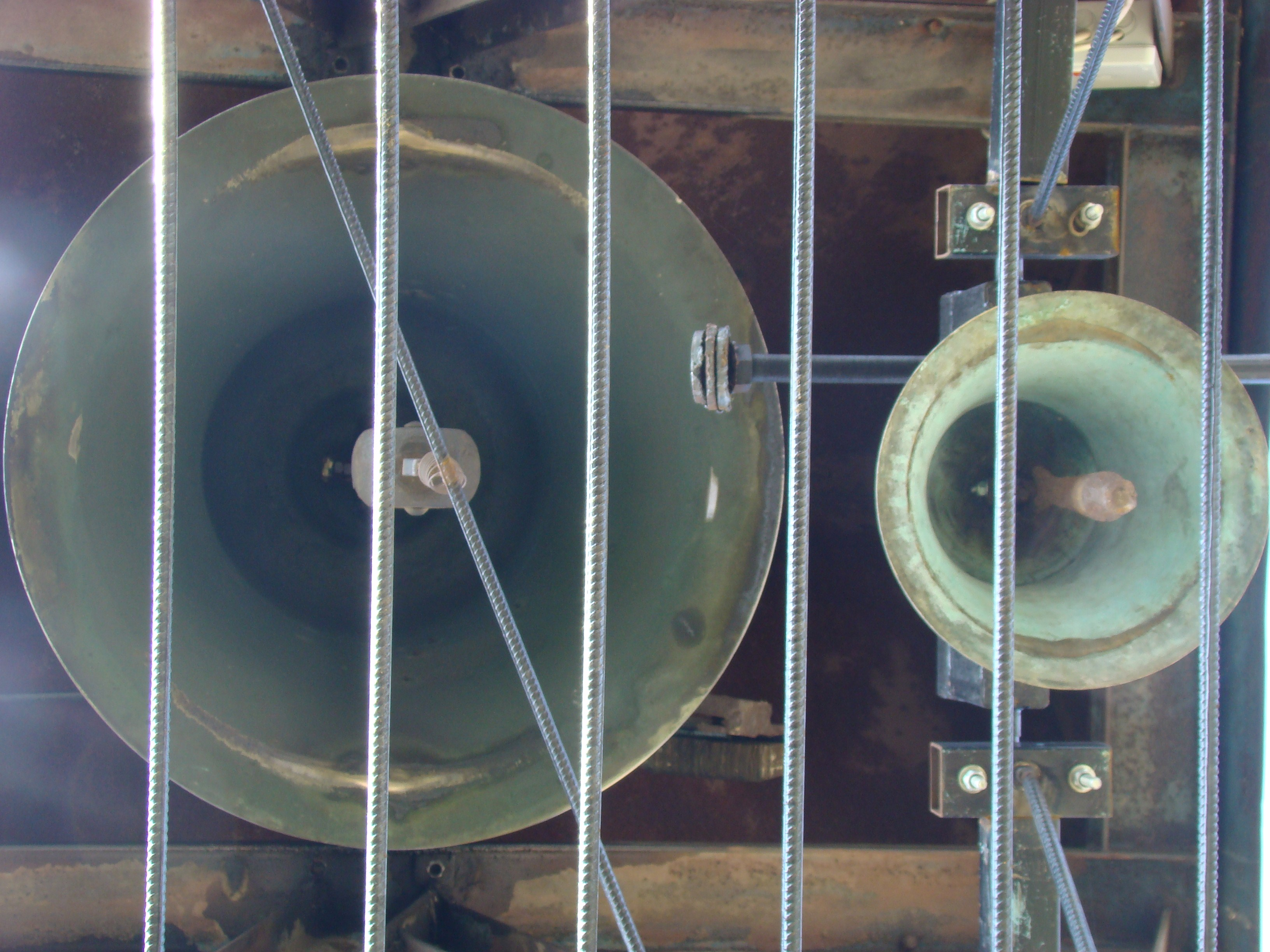
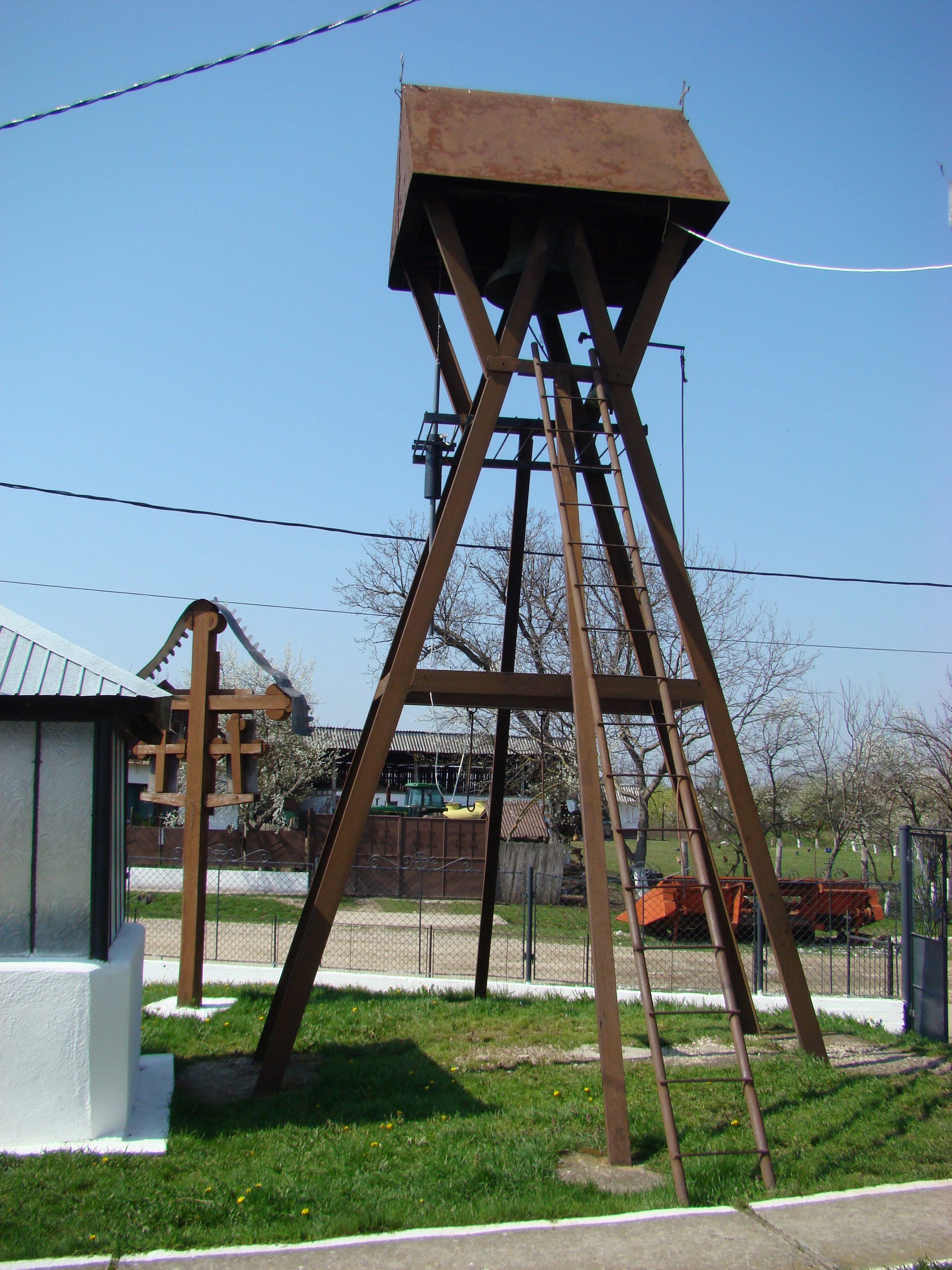
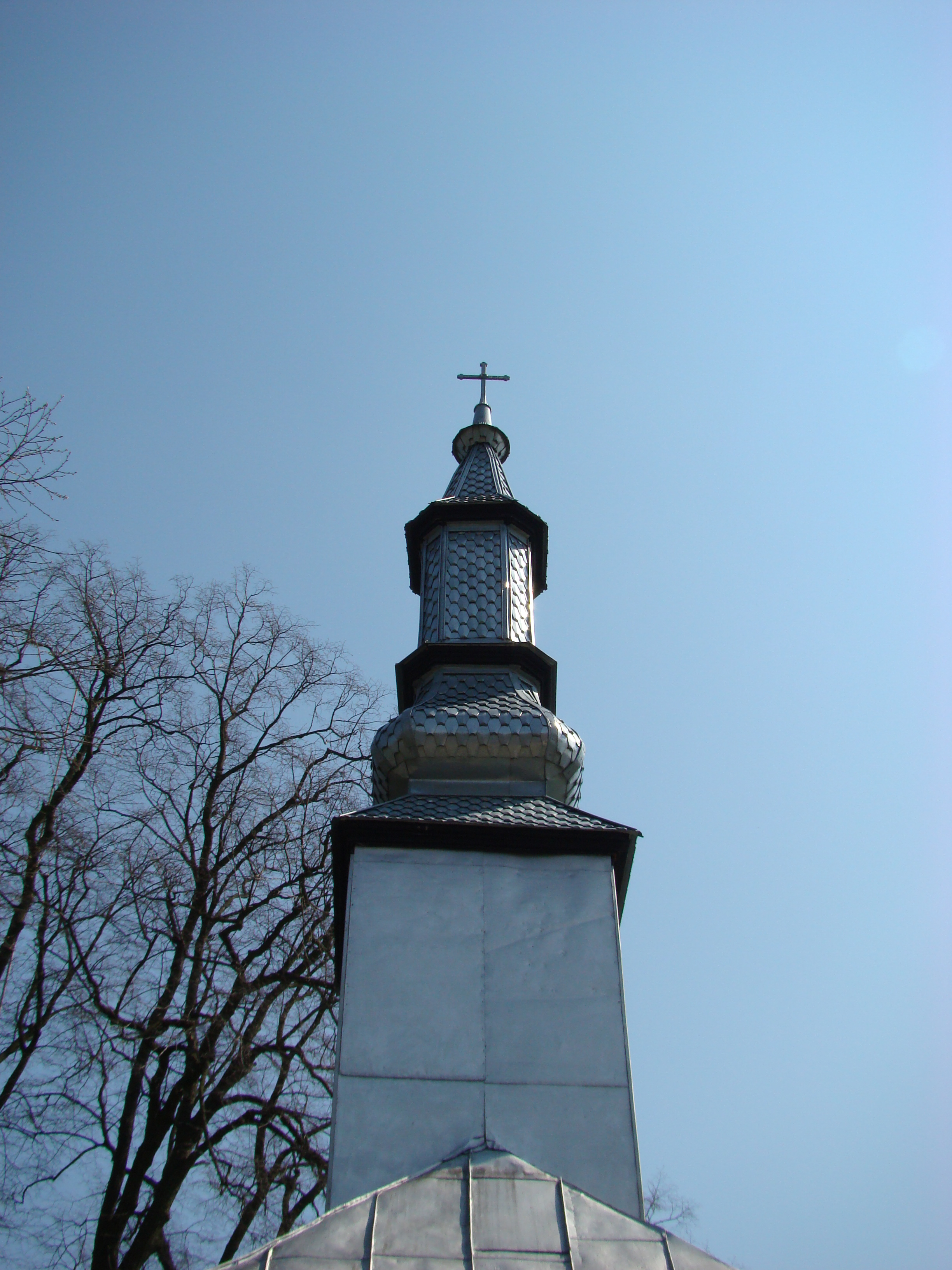
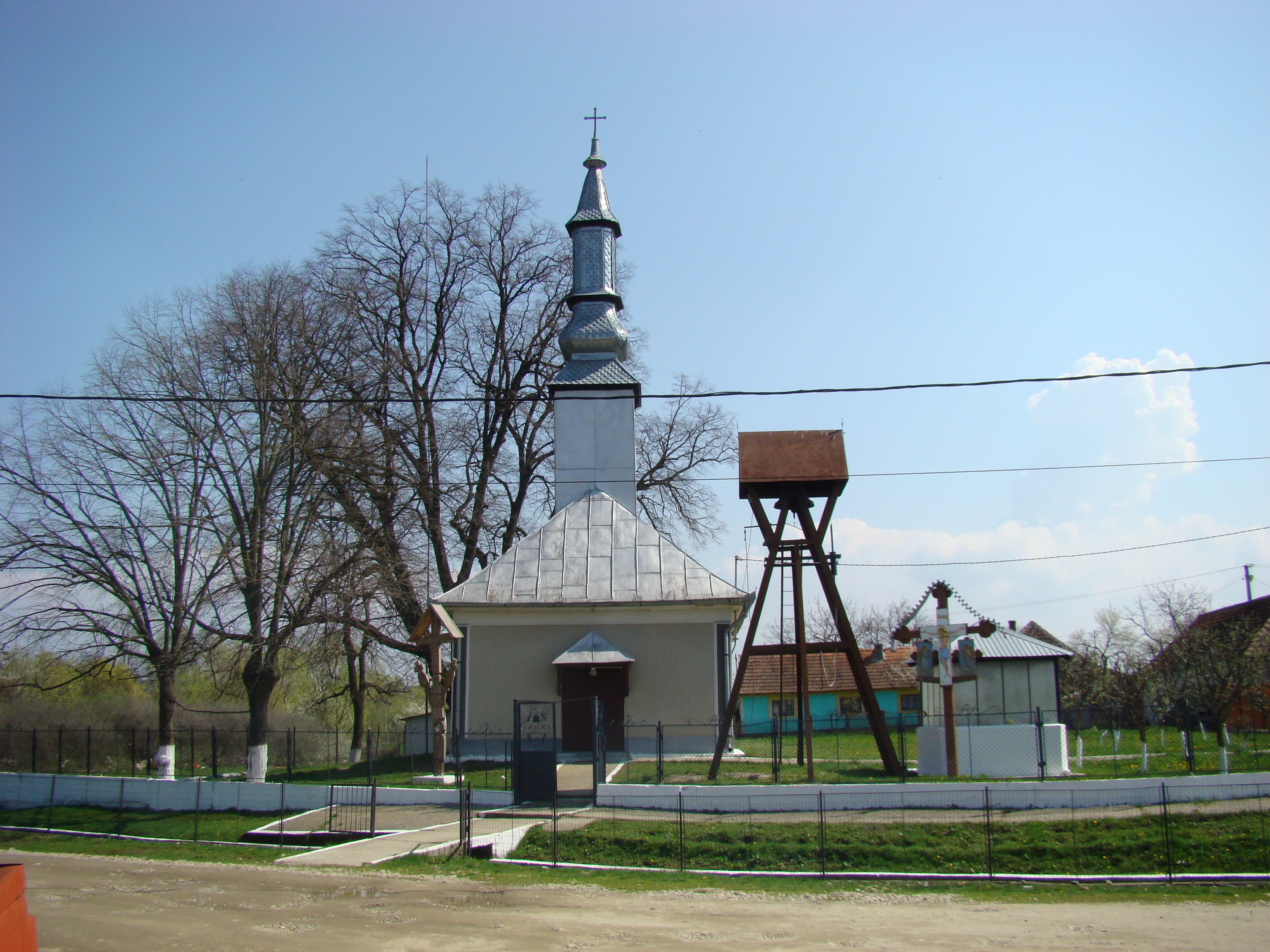